# Novak Djoković
Novak Djoković (srbsky Novak Đoković / Новак Ђоковић; * 22. května 1987 Bělehrad) je srbský profesionální tenista. Mezi lety 2011–2024 byl v deseti obdobích světovou jedničkou ve dvouhře, v rekordní délce 428 týdnů. Poprvé se jí stal v červenci 2011 jako 25. hráč od zavedení klasifikace v roce 1973. Během března 2021 překonal Federerův rekord 310 týdnů na prvním místě a v únoru 2023 absolutní rekord 377 týdnů Steffi Grafové. V dubnu 2024 se ve 36 letech a 10 měsících stal nejstarší singlovou jedničkou bez ohledu na pohlaví. Osmkrát sezónu završil jako konečná světová jednička, znamenající také rekord, a třikrát mu v konečném hodnocení patřila 2. příčka.
Ve své dosavadní kariéře vyhrál na okruhu ATP Tour sto turnajů ve dvouhře, což jej v otevřené éře řadí na třetí místo za Connorse a Federera. Jako jediný v open éře triumfoval ve dvaceti různých i navazujících sezónách. Vybojoval také jednu deblovou trofej. Na grandslamu drží rekordních dvacet čtyři titulů ve dvouhře rovněž jako Margaret Courtová. Rekordní počet deseti trofejí mu náleží na Australian Open, sedm triumfů vybojoval ve Wimbledonu, čtyři na US Open a tři na French Open. Třicet sedm finále, padesát dva semifinále a šedesát tři čtvrtfinále v grandslamové dvouhře představuje také historický rekord. Na French Open 2024 překonal mužský rekord nejvíce vyhraných grandslamových dvouher, kterých drží 392. 
Vítězstvím na Roland Garros 2016 zkompletoval jako osmý muž historie kariérní Grand Slam. Po Budgeovi a Laverovi se v Paříži stal třetím hráčem, který ovládl čtyři grandslamy za sebou a zkompletoval nekalendářní grandslam. Jako první tento výkon dosáhl na třech různých površích. Již postupem do pařížského čtvrtfinále v roce 2016 jako první vydělal na odměnách přes 100 milionů dolarů. Triumfem na French Open 2023 pak jako první muž završil třetí kariérní grandslam, čímž překonal jeho dvojnásobné držitele Emersona, Lavera a Nadala, a rovněž se stal prvním mužem open éry s alespoň dvěma grandslamy vyhranými v sedmi různých sezónách. Na Australian Open 2012 odehrál s Rafaelem Nadalem nejdelší finále grandslamové historie, trvající 5 hodin a 53 minut. 
Zlatou medailí z pařížské dvouhry Letních olympijských her 2024 zkompletoval kariérní Zlatý Slam i Super Slam. Zlatý slam završil jako pátý singlista po Grafové, Agassim, Sereně Williamsové a Nadalovi. Olympijský triumf z něj učinil také  prvního tenistu na túře ATP, který získal všechny velké tituly, jejichž statistiku vede se 72 trofejemi. Již z pekingské olympiády 2008 si odvezl bronzovou medaili ve dvouhře. V roce 2010 se stal díky singlové neporazitelnosti hlavní oporou srbského daviscupového týmu, který poprvé získal salátovou mísu pro vítěze. Na zahajovacím ceremoniálu XXX. letních her v Londýně se stal vlajkonošem srbské výpravy. Rekordních sedm titulů mu náleží na závěrečném Turnaji mistrů. V sérii Masters získal rovněž nejvyšší počet čtyřiceti singlových trofejí. Jako jediný v ní, dokonce dvakrát, zkompletoval tzv. kariérní Zlatý Masters – tituly ze všech devíti turnajů. Na Masters také drží rekord šesti trofejí z jedné sezóny (2015). Na Rome Masters 2022 pokořil jako pátý hráč otevřené éry hranici 1 000 vyhraných zápasů a na Geneva Open 2024 jako třetí po Connorsovi a Federerovi metu 1 100 výher.
Od listopadu 2024 jej trénuje Brit a bývalý rival Andy Murray. Opakovaně byl vyhlášen nejlepším sportovcem Srbska. V rámci Mezinárodní tenisové federace se stal osmkrát mistrem světa ve dvouhře a ATP jej osmkrát zvolila hráčem roku. Pětkrát si odnesl světovou sportovní cenu Laureus pro nejlepšího sportovce světa. Obdržel také Řád svatého Sávy. V letech 2016–2020 vedl dvanáctičlennou Radu hráčů ATP.

## Soukromý život
Narodil se 22. května 1987 v Bělehradu, hlavním městě Socialistické federativní republiky Jugoslávie do rodiny Srđana (Срђан) a Dijany (Дијана) Đokovićových. Dva mladší bratři Marko (Марко) a Đorđe (Ђорђе) Đokovićovi, jsou tenisté s ambicemi stát se profesionály. Žije v monackém Monte Carlu a od léta 2006 jej trénuje bývalý slovenský tenista Marián Vajda. Podobně jako Roger Federer, se označuje za milovníka cizích jazyků, když uvádí, že vyjma rodné srbštiny hovoří anglicky, německy a italsky. Od konce roku 2005 udržuje partnerský vztah s Jelenou Ristićovou (Јелена Ристић). Poté, co se v září 2013 zasnoubili a 10. července 2014 následovala civilní svatba v černohorském letovisku Sveti Stefan. Na stejném místě pak o dva dny později proběhl i církevní sňatek v místním kostele. Do manželství se v říjnu 2014 narodil syn Stefan a v září 2017 dcera Tara.
S tenisem začínal ve čtyřech letech. Roku 1993, v šesti letech, jej jako talentované dítě objevila srbská tenisová legenda Jelena Genčićová v Kopaoniku, kde jeho rodiče provozovali rychlé občerstvení. Poté, co jej viděla hrát na kurtu, prohlásila: „To je největší talent, který vidím od dob Moniky Selešové“. Genčićová s ním pak spolupracovala více než šest let. V roce 1999 se obrátila na Niki Piliće, jenž dvanáctiletého tenistu přijal do své akademie v německém Oberschleißheimu. V ní trénoval další čtyři roky. Od čtrnácti let začal soutěžit na mezinárodních turnajích. Ve své věkové kategorii zvítězil ve dvouhře a čtyřhře na mistrovství Evropy, na němž dopomohl ke zlatu i srbskému družstvu.

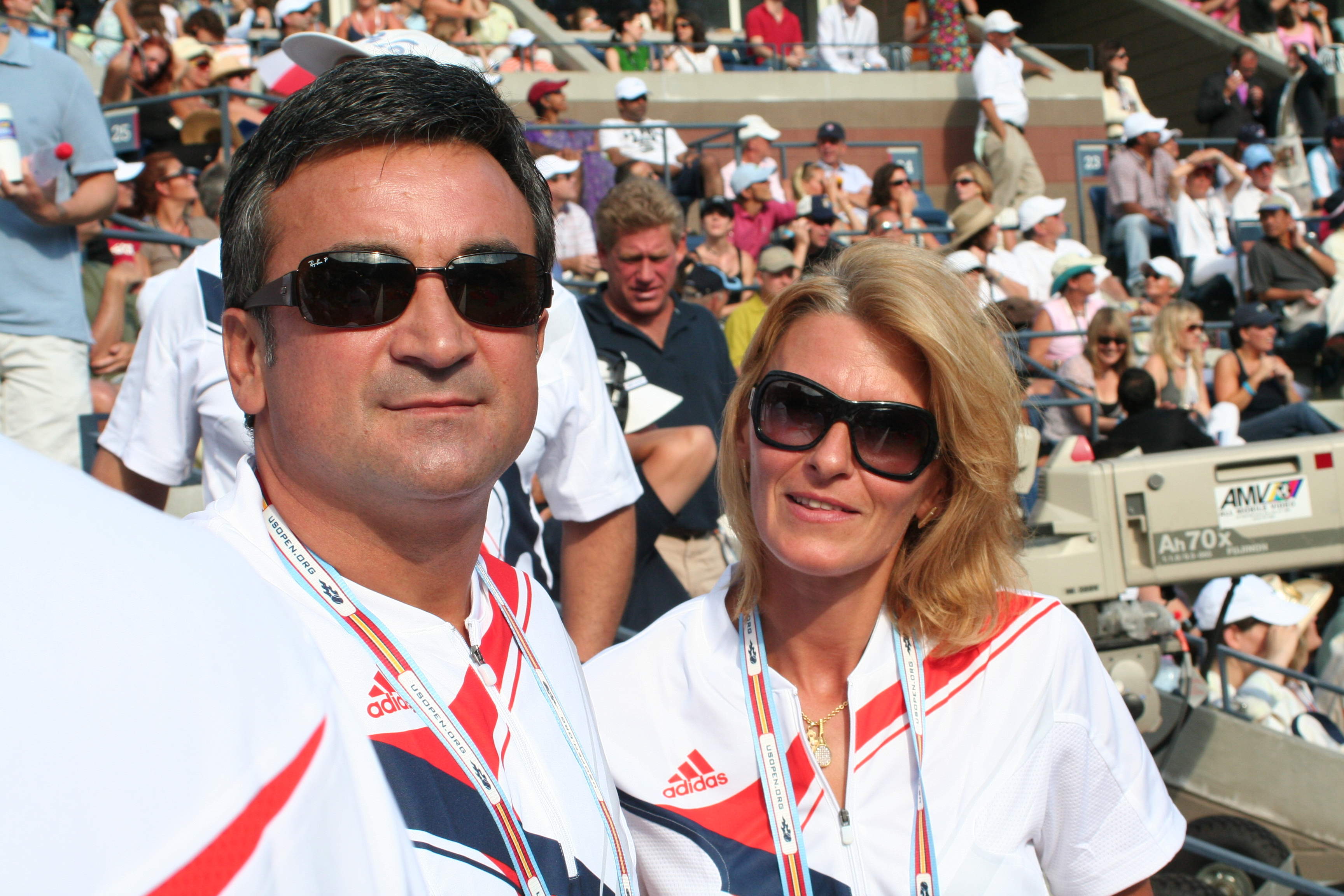
Rodiče Srđan a Dijana Djokovićovi, US Open 2007

Mimo dvorec je známý svým humorem a imitací herního stylu svých spoluhráčů. Po vítězném čtvrtfinále s Carlosem Moyou na US Open 2007 bavil publikum předváděním Nadala a Šarapovové. Dojem učinil také na Johna McEnroea, s nímž rozveselili několika výměnami ochozy centrálního dvorce, po osmifinálovém vítězství na US Open 2009. Díky těmto charakterovým rysům získal přezdívku „Djoker“, vzniklou spojením příjmení a anglického slova „joker“ – šprýmař.
Řadí se k členům klubu „Champions for Peace“, skupině světově významných sportovců, kteří se zavázali propagovat a šířit mír prostřednictvím sportu. K tomuto účelu založili v Monaku mezinárodní organizaci Peace and Sport.
Vyznáním se hlásí k Srbské pravoslavné církvi. 28. dubna 2011 mu srbský patriarcha Irinej udělil nejvyšší církevní vyznamenání Řád svatého Sávy I.  třídy, za jeho náklonnost k církvi a podporu Srbů.

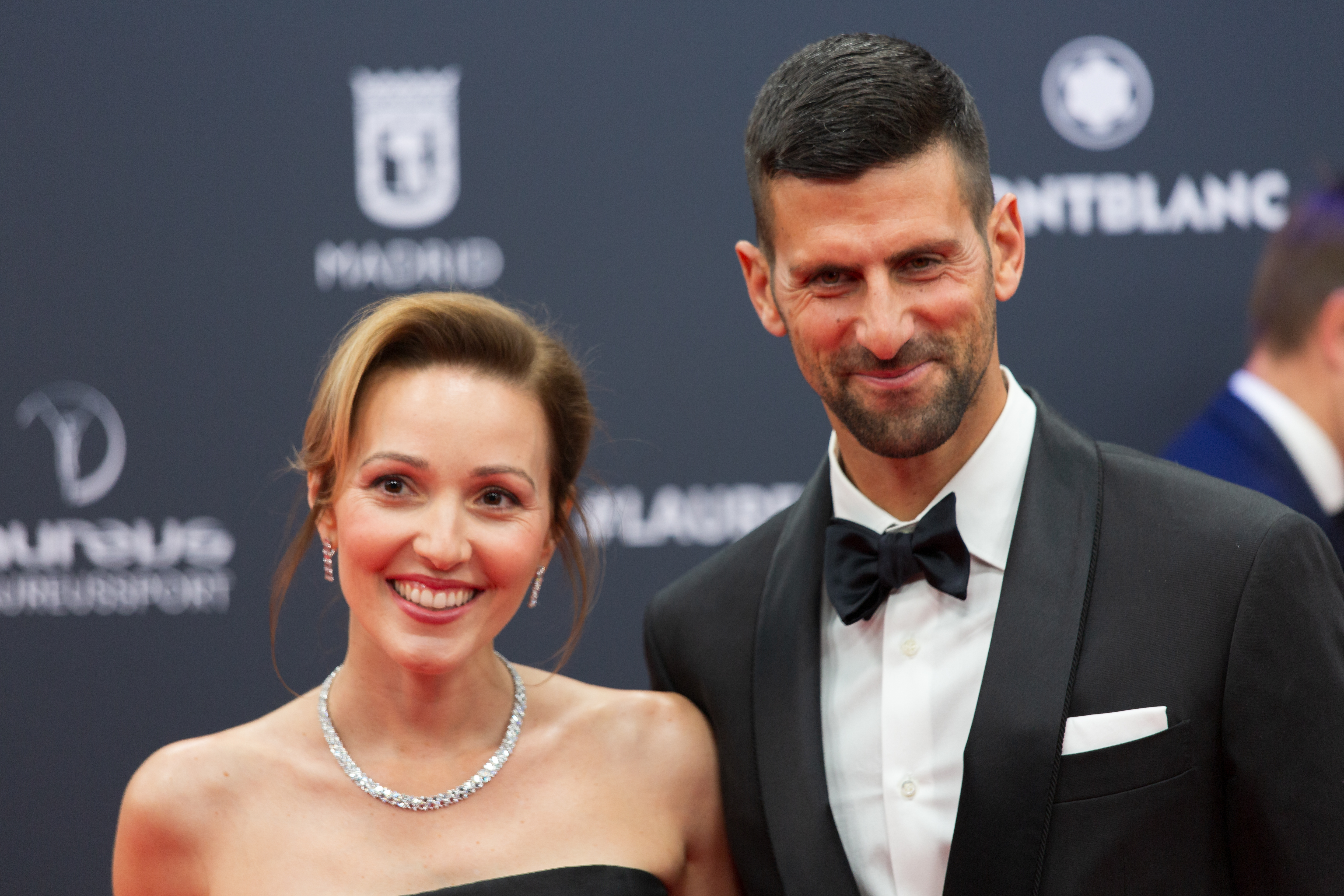
Manželé Jelena a Novak Djokovičovi na madridském 25. udílení cen Laureus (2024)

Patří mezi fanoušky několika fotbalových klubů – srbské Červené hvězdy Bělehrad, italského AC Milán a portugalské Benficy Lisabon. Řadí se také mezi blízké přátele bývalé srbské světové jedničky v tenise Any Ivanovićové, se kterou se poprvé setkal ve dvou letech.
V roce 2016 uvedl, že je téměř rok pescetariánem, kromě občasné konzumace ryb je jeho strava veganská. V témže roce otevřel veganskou restauraci v Monte Carlo. V rozhovoru pro Forbes uvedl, že stravě vděčí za velkou část profesního úspěchu, když mu umožnila udržet konzistentní úroveň energie, větší kontrolu nad svým tělem a větší pohotovost. Byl součástí týmu výkonných producentů celovečerního filmu The Game Changers, který představil výhody rostlinné stravy u sportovců.

## Tenisová kariéra

### 2001–2006: Počáteční fáze kariéry
V roce 2001 byl členem jugoslávského týmu, který se probojoval do finále juniorského Davis Cupu pro hráče do 14 let. V něm prohrál singlové utkání. Na počátku kariéry hrál jako většina začínajících tenistů události na tenisových okruzích nižší úrovně Futures a challengerech. V období 2003–2005 vyhrál na každém z nich tři turnaje ve dvouhře. Poprvé se do hlavní soutěže turnaje nejvyšší mužské úrovně – ATP Tour, probojoval na Croatia Open Umag 2004 v chorvatském Umagu, kde v úvodním kole nestačil na Filippa Volandriho. V dubnu 2004 debutoval v reprezentaci Srbska a Černé Hory v euroafrické zóně Davisova poháru proti Lotyšsku. Sezónu zakončil jako 186. hráč žebříčku ATP.
Premiérový grandslam odehrál na Australian Open 2005, kde v první fázi hladce podlehl Rusu Maratu Safinovi, když na pozdějšího vítěze uhrál pouze tři gamy. Na French Open postoupil do druhého a ve Wimbledonu, stejně jako na US Open pak do třetího kola. V květnu vyhrál challenger v italském San Remu a sezónu zakončil na 78. místě žebříčku. V sezóně 2006 krátce uvažoval o plánu se přestěhovat ze Srbska do Velké Británie, kterou by reprezentoval. Zejména díky čtvrtfinálové účasti na French Open 2006 a postupu do čtvrtého kola ve Wimbledonu se posunul do první čtyřicítky hráčů na singlovém žebříčku ATP. Tři týdny po Wimbledonu, si připsal premiérový titul na okruhu ATP, když triumfoval na Dutch Open 2006 v nizozemském Amersfoortu, a to bez ztráty setu. V boji o titul přehrál dvojnásobného olympijského vítěze z Chile Nicoláse Massúa. Druhý titul pak získal na francouzském Moselle Open 2006 v Metách, čímž poprvé pronikl do první dvacítky klasifikace a sezónu zakončil na 16. příčce.

### 2007: Průnik do elitní desítky a první grandslamové finále

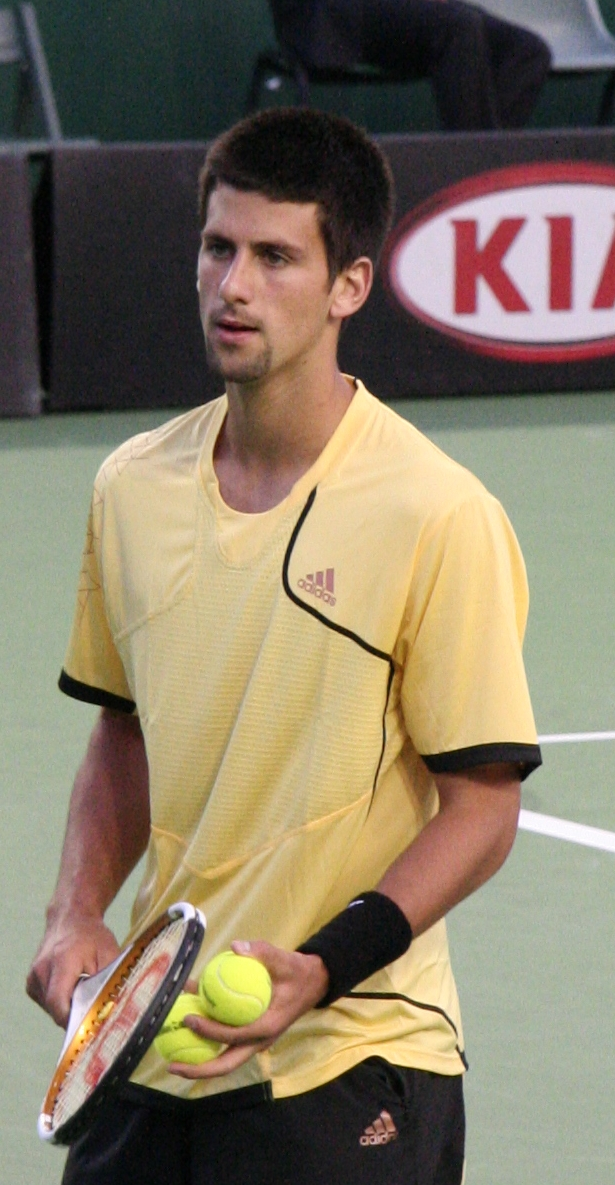
Djoković v 1. kole Australian Open 2007

Tradičně úvodní australskou část sezóny zahájil výhrou na turnaji v Adelaide, kde ve finále zdolal Chrise Gucciona. Na Australian Open se probojoval do čtvrtfinále, v němž nestačil na světovou jedničku a pozdějšího vítěze Rogera Federera ve třech sadách. Kvalitní výsledky z událostí série Masters na kalifornském Indian Wells, kde ve finále podlehl Rafaelu Nadalovi a ve floridském Key Biscayne, na němž v další finálové účasti získal premiérový titul této kategorie nad Španělem Guillermo Cañasem, mu poprvé zajistily postup mezi deset nejlepších tenistů světa.
Ze Spojených států se v dubnu vrátil do Srbska na zápas první skupiny euroasijské zóny Davisova poháru, v němž na domácí tým čekala Gruzie. Djoković získal bod singlovou výhrou nad George Čanturjanem a Srbsko postoupilo do zářijové baráže o Světovou skupinu hladce výhrou 5:0.
Následovala antuková část sezóny. Na Monte-Carlo Masters ve třetí fázi nestačil na Davida Ferrera. Do finále se poté probojoval na portugalském Estoril Open, kde v boji o titul zdolal Francouze Richarda Gasqueta. Ve čtvrtfinále skončil na dalších dvou turnajích, italském Rome Masters a německém Masters Series Hamburg. V prvním případě zůstal na raketě Nadala a ve druhém pak prohrál s Carlosem Moyou. French Open pro něj znamenalo první semifinálovou účast na grandslamu, v níž jej přehrál pozdější vítěz Nadal, jenž pro svou dominanci budoval přezdívku „antukový král“.
Na travnatém Wimbledonu svedl mezi posledními osmi pětihodinovou bitvu s vítězným koncem proti Kypřanu Marcosi Baghdatisovi. V semifinálovém utkání s Rafaelem Nadalem byl nucen ve třetím setu utkání skrečovat pro poranění lokte.

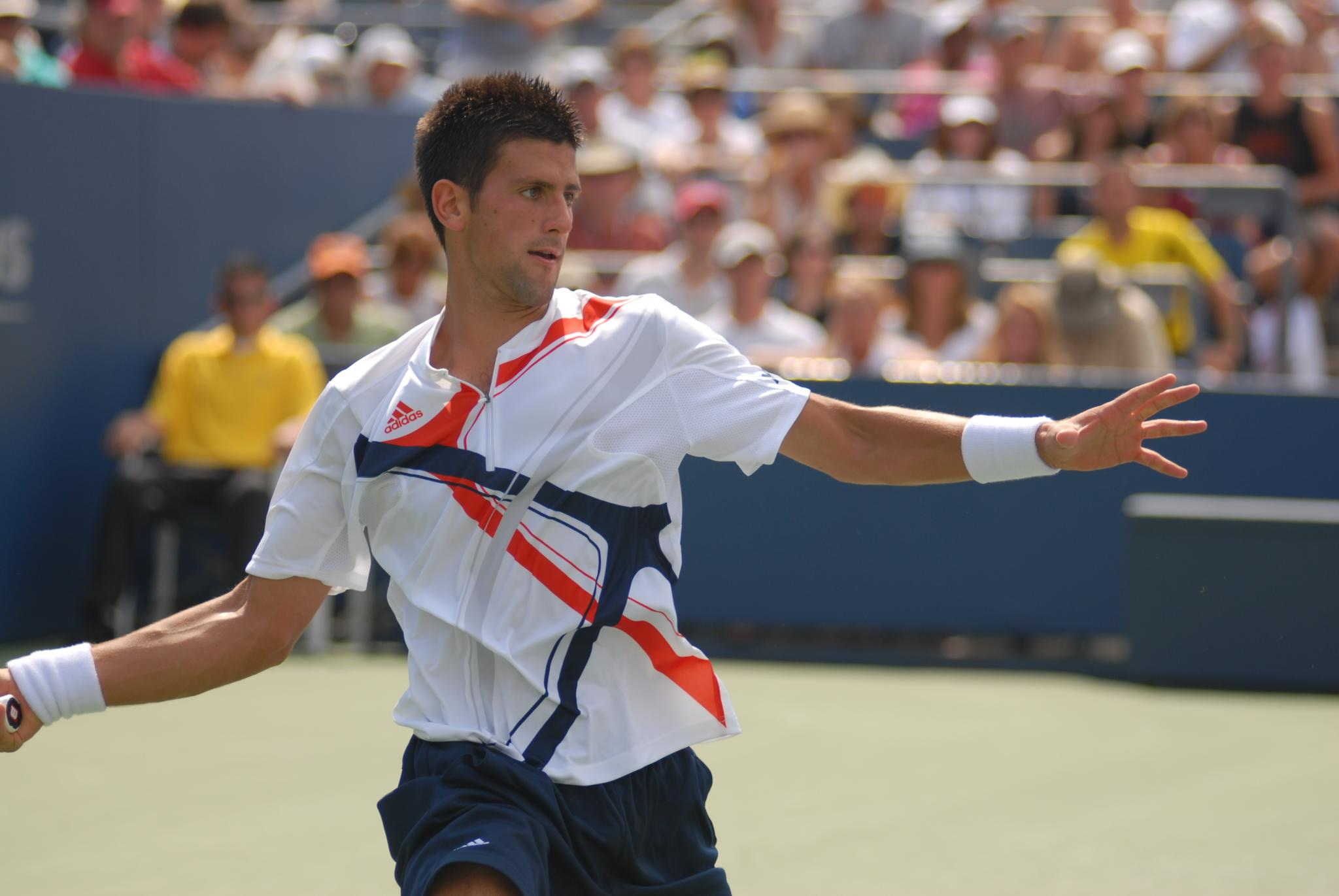
Djoković na US Open 2007

Na vítězné vlně v sérii Masters pokračoval i v Rogers Cupu, konaném toho roku v Montrealu. Ve čtvrtfinále zdolal světovou trojku Andyho Roddicka, v semifinále dvojku Nadala a konečně ve finále porazil poprvé v kariéře prvního hráče světa – Švýcara Federera. Současně se jednalo o první turnaj od sezóny 1994, na kterém dokázal hráč porazit tři nejlepší tenisty světa. V roce 1994 se stejný výkon podařil Němci Borisi Beckerovi. Srb se po Tomáši Berdychovi stal teprve druhým hráčem, jenž zdolal, jak Nadala, tak i Federera, a to od momentu, kdy obsadili první dvě příčky světového žebříčku. Švédska tenisová legenda Björn Borg na jeho adresu po kanadském triumfu sdělila, že „se definitivně stal uchazečem na grandslamový titul“. Nicméně na dalším turnaji Cincinnati Masters, skončil již ve druhém kole po dvousetové porážce od Moyi.
Na posledním grandslamu US Open prošel postupně až do finále, v němž ve třech setech nestačil na Federera, přestože v prvním z nich nevyužil pět a ve druhém pak dva setboly. Během sezóny si získal přízeň fanoušků pro komediální imitaci jiných tenistů, včetně Nadala, Roddicka a Šarapovové.
V zářijové daviscupové baráži o Světovou skupinu získal v bělehradském utkání proti Austrálii tři body, za dvě dvouhry a společný bod se Zimonjićem z debla. Srbové vyhráli 4:1 na zápasy a postoupili do elitní skupiny pro rok 2008.

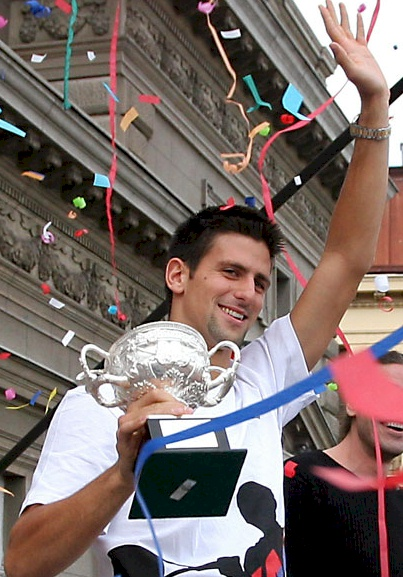
Bělehradská oslava zisku trofeje z dvouhry Australian Open 2008

Pátý titul sezóny si připsal na BA-CA TennisTrophy ve Vídni, kde v boji o titul zdolal Švýcara Stanislase Wawrinku. Na další španělské události Madrid Open jej porazil v semifinálové fázi Argentinec David Nalbandian. Konečné třetí místo na žebříčku mu poprvé v kariéře zajistilo účast na závěrečném Turnaji mistrů v Šanghaji, na kterém ovšem nepostoupil ze základní skupiny, když postupně prohrál s Ferrerem, Gasquetem i Nadalem všechny dvouhry.
V Srbsku byl vyhlášen nejlepším sportovcem roku.

### 2008: Premiérový grandslam z Australian Open
Sezónu zahájil účastí na perthském Hopmanově poháru ve společném týmu se světovou trojkou Jelenou Jankovićovou. V základní skupině vyhrál všechny tři dvouhry. Ve finále však Srbsko nestačilo po výsledku 1–2 na Spojené státy, které reprezentovali Serena Williamsová a Mardy Fish.
Na Australian Open dosáhl druhého grandslamového finále v řadě, když v semifinále porazil dvojnásobného obhájce Federera. Ve věku 20 let a 250 dnů se stal nejmladším tenistou historie, který si zahrál semifinále všech čtyř grandslamů. Ve finále si poradil s nenasazeným Francouzem Jo-Wilfriedem Tsongou, který mu vzal jediný set na turnaji a připsal si jako vůbec první Srb historie grandslamovou trofej ve dvouhře. Poprvé od roku 2005 nevyhrál nikdo z dvojice Federer–Nadal.

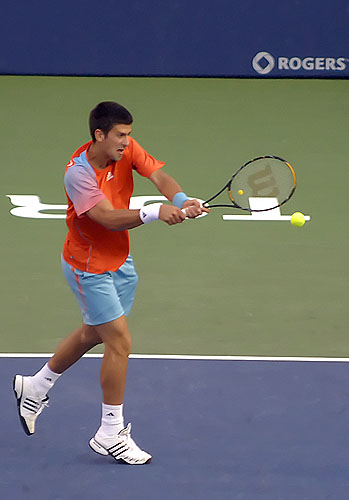
Djokovićův bekhend na Canada Masters 2008

Další událost odehrál na Blízkém východě, když na dubajském turnaji vypadl v semifinále s Andym Roddickem. Devátou singlovou trofej získal na turnaji série Masters Pacific Life Open v Indian Wells poté, co v třísetovém finále porazil Mardy Fishe. Jubilejní desátý titul a čtvrtý z Masters vyhrál na antuce v římském mezinárodním mistrovství Itálie. Následující týden podlehl v semifinále Hamburg Masters s Nadalem a do druhého grandslamu French Open nastupoval z pozice třetího nasazeného. Mezi posledními čtyřmi hráči nestačil opět na „antukového krále“ a pozdějšího vítěze Nadala.
Se stejným soupeřem se utkal také na trávě, a to ve finále Artois Championships v londýnském Queen's Clubu, kde Španělovi podlehl ve dvou sadách. Na Wimbledonu podlehl jako turnajová trojka již ve druhém kole bývalé světové jedničce Maratu Safinovi. Tak skončila série pěti velkých turnajů v řadě, na kterých se probojoval alespoň do semifinále.
Při návratu na americkou část okruhu neuspěl s obhajobou kanadského Mastersu Rogers Cupu tentokrát hraného v Torontu. Vypadl ve čtvrtfinále s nasazenou osmičkou ze Skotska Andy Murrayem. Příští týden se na ohijském Cincinnati Masters přes Nadala probojoval až do finále, v němž opět zůstal poražen na raketě Murrayho.

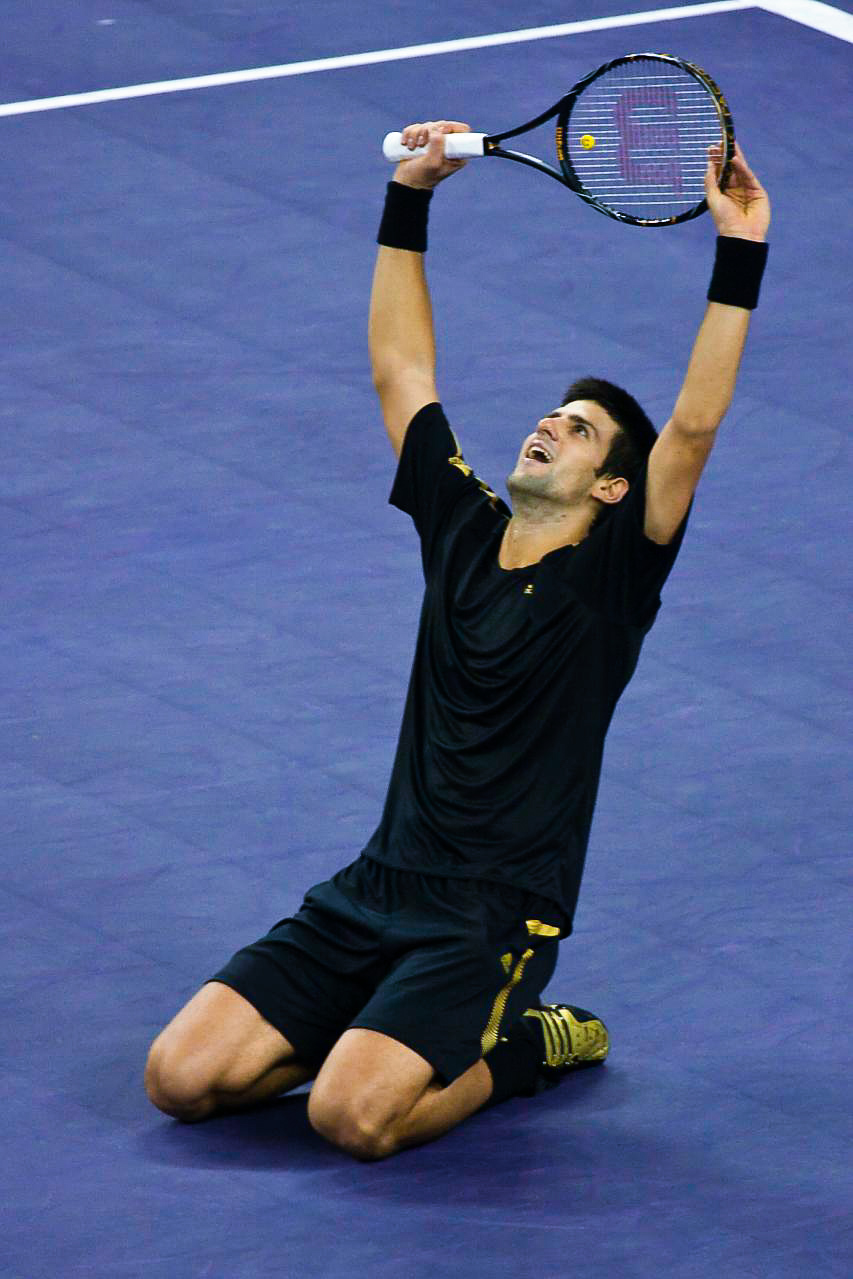
Djoković vítězí na Turnaji mistrů 2008

Následovaly pekingské Letní olympijské hry, kterých se účastnil poprvé v kariéře. Spolu se Zimonjićem vytvořili v deblové soutěži druhý nasazený pár, který ovšem nepřešel první kolo, když podlehl české dvojici Martin Damm a Pavel Vízner. Ve dvouhře se jako turnajová trojka probojoval do semifinále, v němž nestačil na Nadala. V boji o bronzovou medaili pak přehrál Američana Jamese Blakea a zajistil si cenný olympijský kov.
Poté se vrátil do Spojených států na závěrečný grandslam sezóny US Open, v němž jako třetí nasazený přehrál ve čtvrtfinále Roddicka. V pozápasovém rozhovoru Američan kritizoval Srba za přehnané zneužívání jeho komunikace s trenérem během utkání. Djokovićova cesta skončila v semifinále, když po čtyřsetovém zápase podlehl Federerovi. Oba hráči se potkali již ve finále předchozího ročníku.
Po události ve Flushing Meadows odehrál do konce roku čtyři turnaje. Ve finále PTT Thailand Open podlehl Tsongovi ve dvou sadách. V listopadu podruhé za sebou postoupil do Turnaje mistrů v Šanghaji, tentokrát jako druhý nasazený. V úvodním klání vyhrál s Argentincem del Potrem ve dvou setech, poté zdolal i Rusa Nikolaje Davyděnka ve třech dějstvích, aby v posledním utkání skupiny podlehl opět Tsongovi. Zajistil si účast v semifinále, v němž přehrál Francouze Gillese Simona. Ve finále se podruhé potkal s Davyděnkem a opět vítězně. Získal tak premiérový titul ze závěrečné události sezóny, kterou podruhé zakončil na 3. místě žebříčku ATP.

### 2009: Pět titulů z deseti finálových účastí

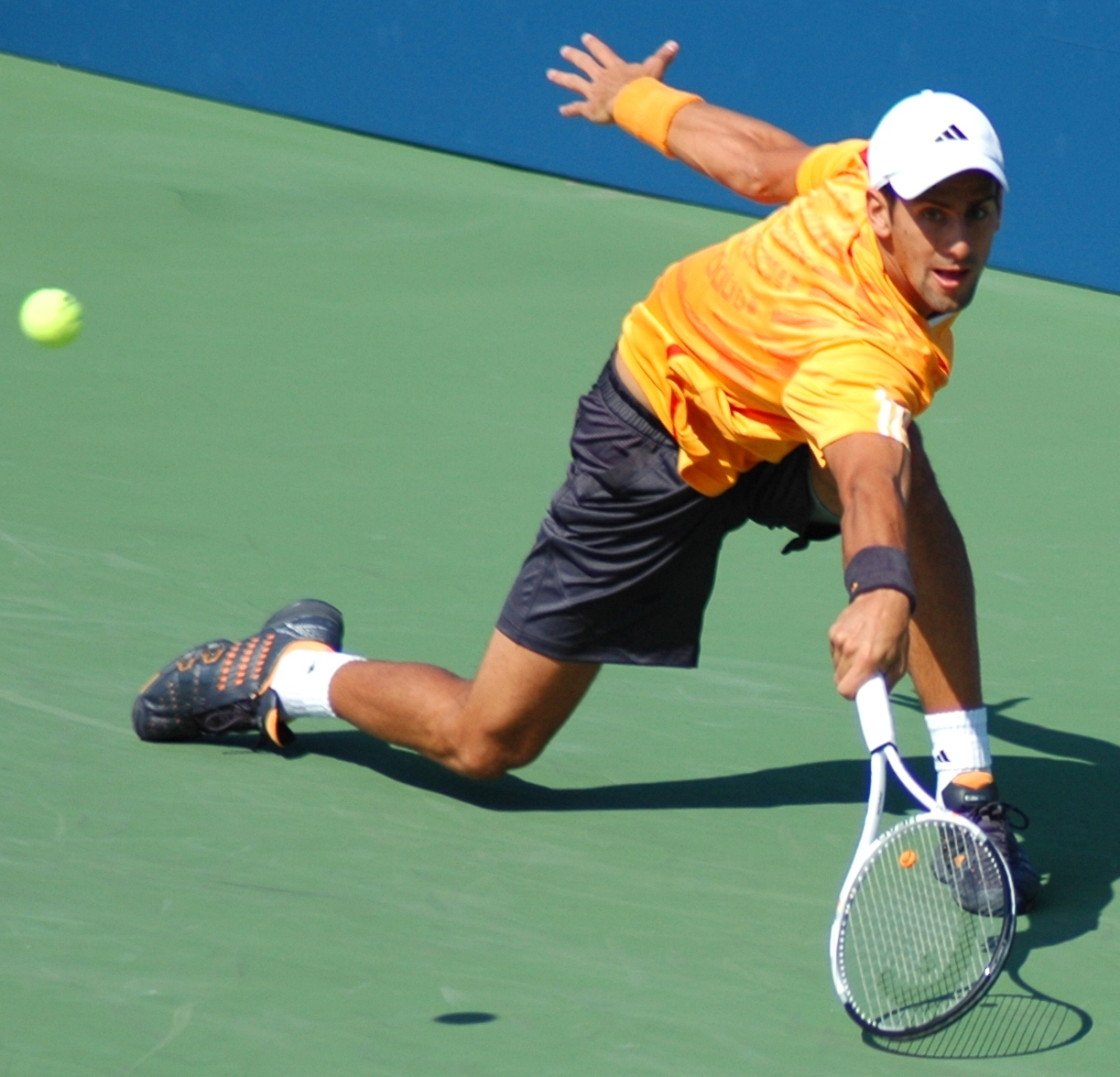
Djoković na US Open 2009

Sezónu otevřel startem na Brisbane International hraném v australském Brisbane, kde byl v úvodním kole vyřazen Ernestsem Gulbisem. Na další grandslamové přípravě Medibank International podlehl v semifinálové fázi Finu Jarkko Nieminenovi.

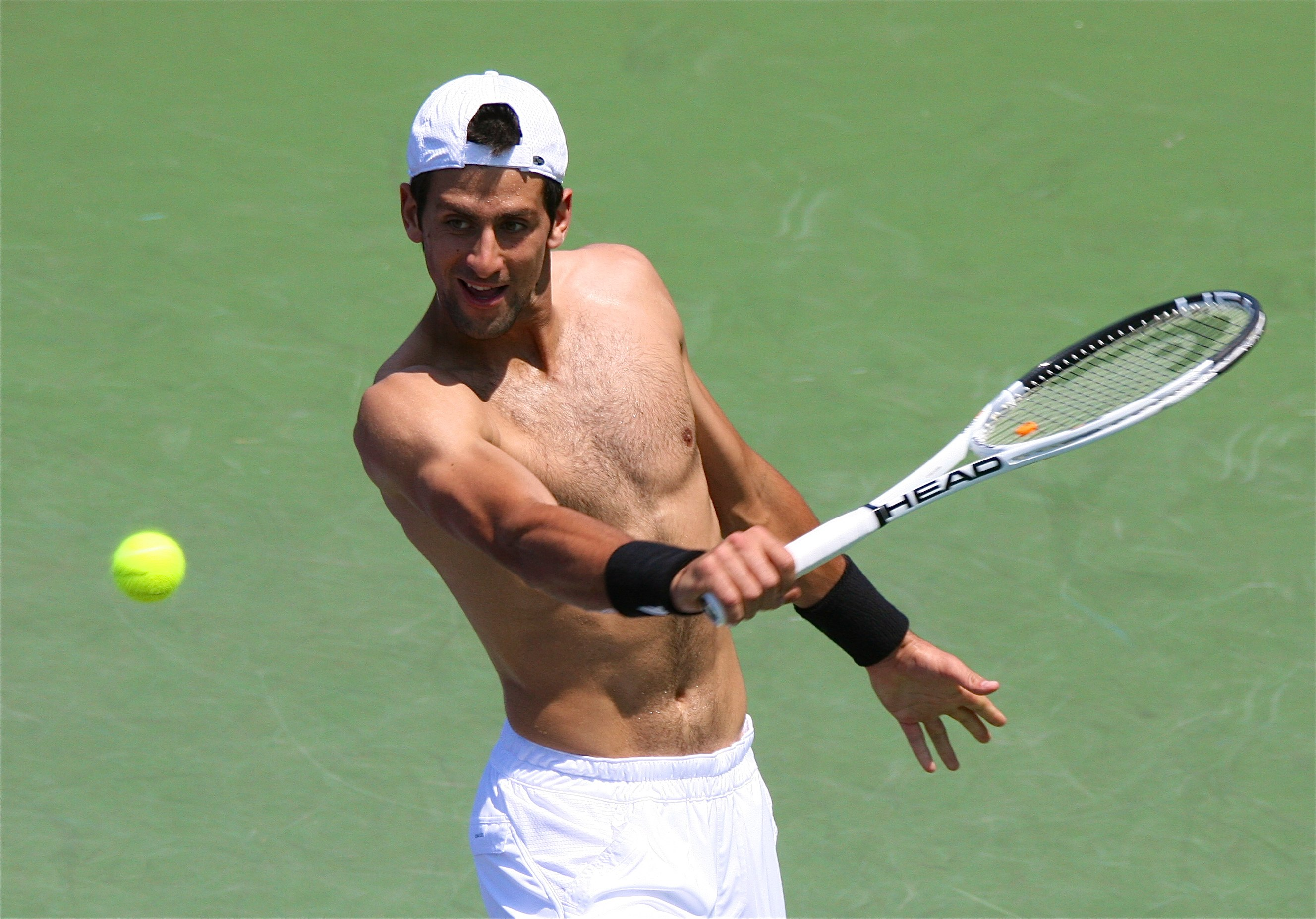
Djoković při tréninku na Miami Masters 2009

Do Australian Open vstupoval jako obhájce titulu, ale ve čtvrtfinále proti bývalé světové jedničce Andymu Roddickovi utkání skrečoval.
Po přesunu do Evropy se objevil v marseilleském dvouhře Open 13, v níž jako nejvýše nasazený v semifinále nestačil na Tsongu. Dvanácté singlové vítězství na okruhu ATP zaznamenal na Dubai Tennis Championships, když v boji o titul porazil Davida Ferrera. Další týden již obhajoval titul na americkém Masters v Indian Wells, kde podruhé v sezóně odešel poražen od Roddicka, a to opět ve čtvrtfinále. Na Miami Masters v Key Biscayne přešel mezi posledními čtyřmi hráči přes Federera a ve finále podlehl Britovi Andy Murraymu.
Finálovou účast na turnaji série ATP Masters 1000 si zajistil na francouzském Monte-Carlo Rolex Masters, kde jej zdolal nejlepší antukář na okruhu Rafael Nadal. Na římském Rome Masters, obhajoval titul, ale ve finále znovu nestačil na dominantního Španěla.
Jako nejvýše nasazený hráč se zúčastnil domácího bělehradského turnaje Serbian Open. V boji o titul porazil v premiérovém vzájemném střetnutí Poláka Łukasze Kubota, čímž si zajistil druhou výhru v sezóně. Do antukového Mutua Madrilena Madrid Open vstupoval jako třetí nasazený a ztráty sady se probojoval do semifinále, v němž narazil na Nadala, jemuž i přes tři nevyužité mečboly podlehl. Zápas se zapsal do historie ATP Tour svým trváním – hrál se 4 hodiny a 3 minuty, nejdéle v otevřené éře tenisu v rámci utkání na dva vítězné sety. Na druhém grandslamu sezóny, pařížském French Open, opustil soutěž ve třetí fázi po porážce od Němce Philippa Kohlschreibera.

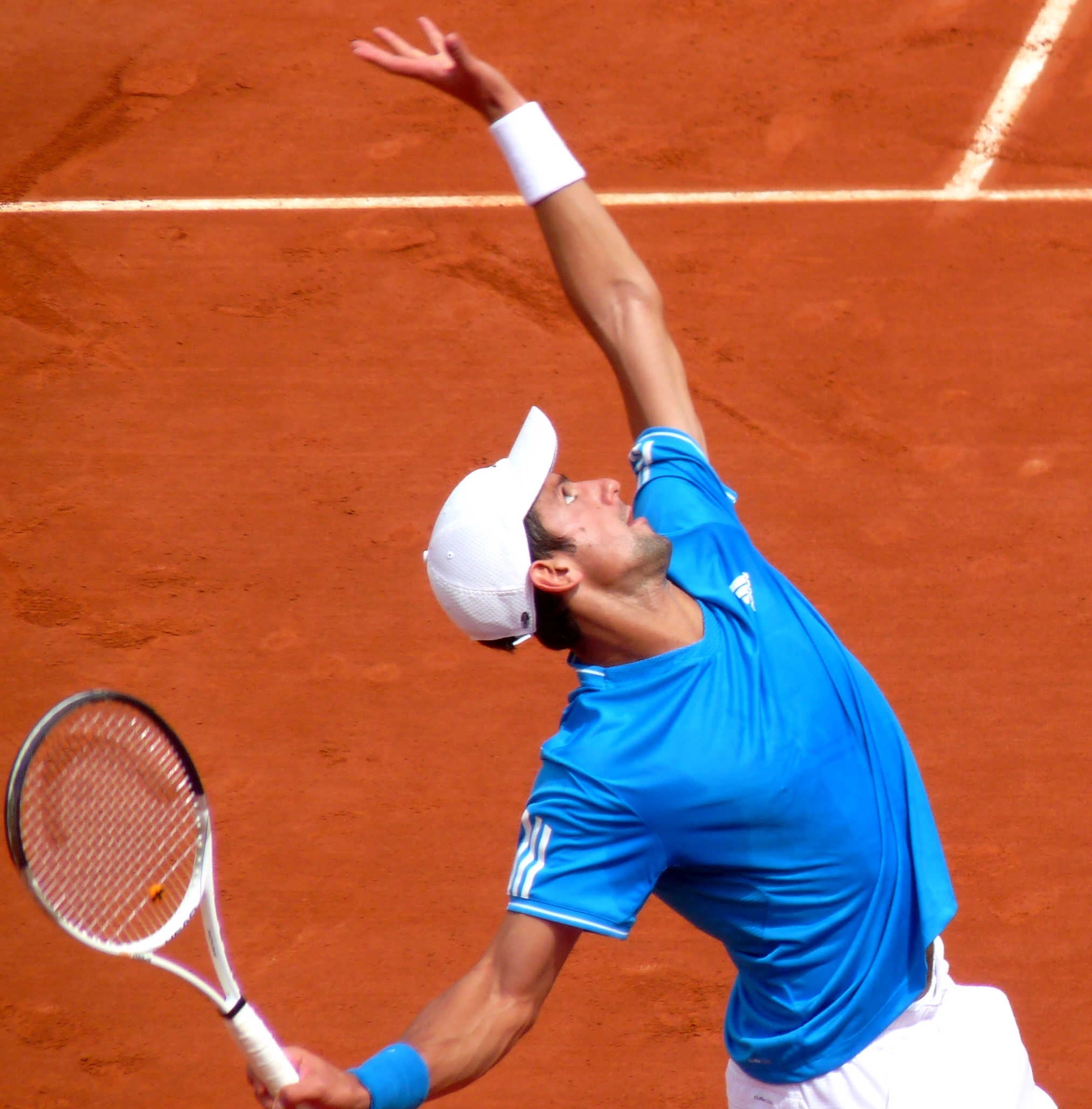
Djoković podává ve 2. kole French Open 2009

Travnatou sezónu zahájil na německém Gerry Weber Open, kde byl po odstoupení tradičního účastníka Federera prvním nasazeným tenistou. Ve finále však nestačil na zkušeného Němce Tommyho Haase. Se stejným soupeřem pak podlehl opět ve čtvrtfinále dvouhry na Wimbledonu.
V rámci přípravy na poslední grandslam se zúčastnil tradiční řady turnajů nazvané US Open Series. Mezi posledních osm tenistů prošel na Masters Rogers Cupu v Montrealu, kde podlehl Andy Roddickovi. Na cincinnatském Western & Southern Financial Group Masters zdolal v semifinále světovou trojku Nadala, ale v boji o titul jej porazil první hráč žebříčku Roger Federer. Na grandslamu US Open došel do semifinále, když předtím ztratil pouze dva sety. Mimo jiné zdolal Chorvata Ivana Ljubičiće, českou turnajovou patnáctku Radka Štěpánka a desítku Fernanda Verdasca. Mezi posledními čtyřmi hráči soutěže opět jako v předchozích letech nestačil na Federera.
Na pekingském turnaji China Open zdolal během postupu do finále Rumuna Victora Hănesca, krajana Viktora Troického, Španěla Verdasca a Švéda Robina Söderlinga. V boji o titul pak zvítězil nad mladým chorvatským tenistou Marinem Čilićem, aby si připsal třetí titul sezóny. Na novém turnaji okruhu Šanghaj ATP Masters 1000 v semifinálové fázi zůstal na raketě Rusa Nikolaje Davyděnka.
Po návratu na evropskou půdu zamířil na basilejský Davidoff Swiss Indoors, na němž si poradil s Janem Hernychem, ve čtvrtfinále pak s domácím Stanislasem Wawrinkou, v semifinále s dalším Čechem Štěpánkem a ve finále na něj čekala švýcarská světová jednička a trojnásobný vítěz turnaje Roger Federer, kterého porazil navzdory papírovým předpokladům.
Na poslední události série Masters, pařížském halovém turnaji BNP Paribas Masters potvrdil formu ze Švýcarska a připsal si první titul této kategorie v sezóně, když v semifinále nejdříve zdolal Nadala a ve finále nedal šanci Francouzi Gaëlu Monfilsovi.
Do londýnského Turnaje mistrů vstupoval jako obhájce titulu. V úvodním zápase základní skupinu porazil svého finálového soupeře z předchozího roku Nikolaje Davyděnka. Poté podlehl Švédu Söderlingovi, a přestože v posledním duelu porazil Španěla Nadala, zůstal za prvními dvěma postupovými místy ve čtyřčlenné skupině a do semifinále se nekvalifikoval.
Sezónu zakončil potřetí za sebou na 3. místě světové klasifikace ve dvouhře mužů. Za celý rok odehrál 97 zápasů – nejvíce ze všech tenistů na okruhu ATP, s bilancí 78 výher a 19 proher. Vyjma prvního místa ve statistice absolutního počtu vítězných utkání za sezónu (78), si zahrál nejvícekrát finále v kariéře – desetkrát, z toho v pěti případech vítězně.

### 2010: Vítěz Davisova poháru a finalista US Open
První akcí sezóny byla účast na exhibici Kooyong Classic, kde nejdříve porazil Tommy Haase, ale v druhém zápase podlehl Fernandu Verdascovi.
Na úvodním grandslamu Australian Open se probojoval do čtvrtfinále, v němž po pětisetové bitvě nestačil na Jo-Wilfrieda Tsongu. Navzdory vyřazení se v následné pondělní klasifikaci ATP posunul na své maximum, když byl poprvé hodnocen na 2. místě.

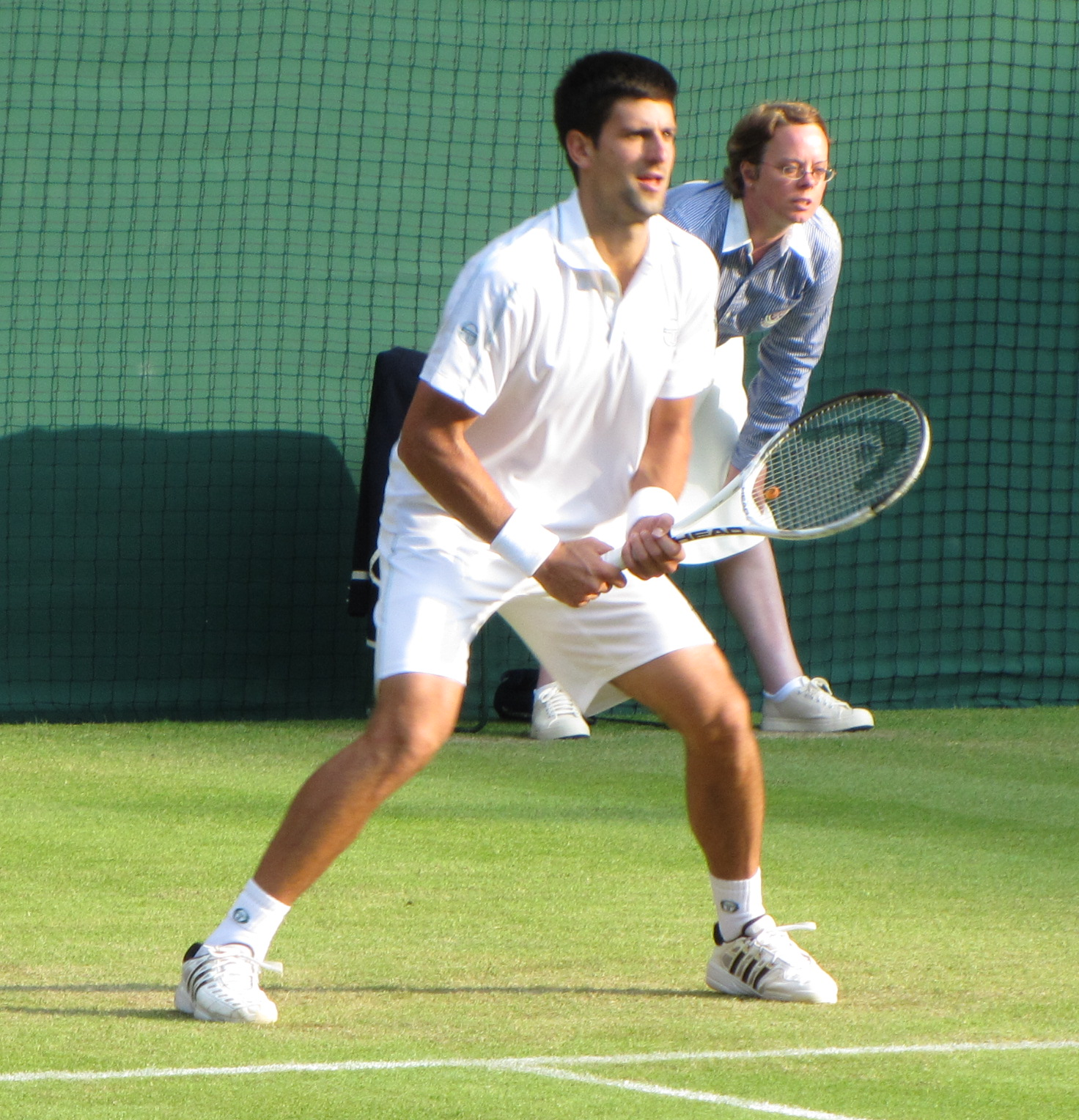
Djoković ve Wimbledonu 2010

Po návratu do Evropy odehrál rotterdamský turnaj ABN AMRO World Tennis Tournament, na němž jej porazil Rus Michail Južnyj. Na Dubai Tennis Championships ve Spojených arabských emirátech došel až do finále, v němž oplatil předchozí porážku Južnému a získal první titul sezóny.
Následně reprezentoval Srbsko v Davisově poháru. Na bělehradské antuce hostilo Spojené státy. Dvěma výhrami nad Samem Querreym a Johnem Isnerem dopomohl k premiérovému postupu družstva do čtvrtfinále Světové skupiny po výsledku 3–2 na zápasy.
V Indian Wells Masters vypadl ve čtvrtém kole s Chorvatem Ivanem Ljubičićem a na další velké události Miami Masters nestačil hned v úvodní fázi na Belgičana Oliviera Rochuse. Djoković poté oznámil, že ukončuje spolupráci s trenérem Toddem Martinem.
Poprvé na antuce se v sezóně objevil na Monte-Carlo Rolex Masters, kde z pozice nejvýše nasazeného hráče došel do semifinále, když předtím porazil Stanislase Wawrinku a Davida Nalbandiana. V něm jej přehrál Španěl Fernando Verdasco. Podruhé se stejným soupeřem prohrál na dalším Internazionali BNL d'Italia v Římě, tentokrát ve čtvrtfinále.
V rodném Bělehradu jako první nasazený tenista obhajoval titul na Serbia Open, ale v utkání mezi posledními osmi hráči po prvním prohraném setu skrečoval krajanovi Filipu Krajinovićovi, jenž startoval na divokou kartu.
Do antukového grandslamu French Open vstupoval jako trojka. na cestě do čtvrtfinále si postupně poradil s Jevgenijem Koroljovem, Kei Nišikorim, Victorem Hănescem a Robby Gineprim. V něm jej zastavil Rakušan Jürgen Melzer po pětisetovém utkání.

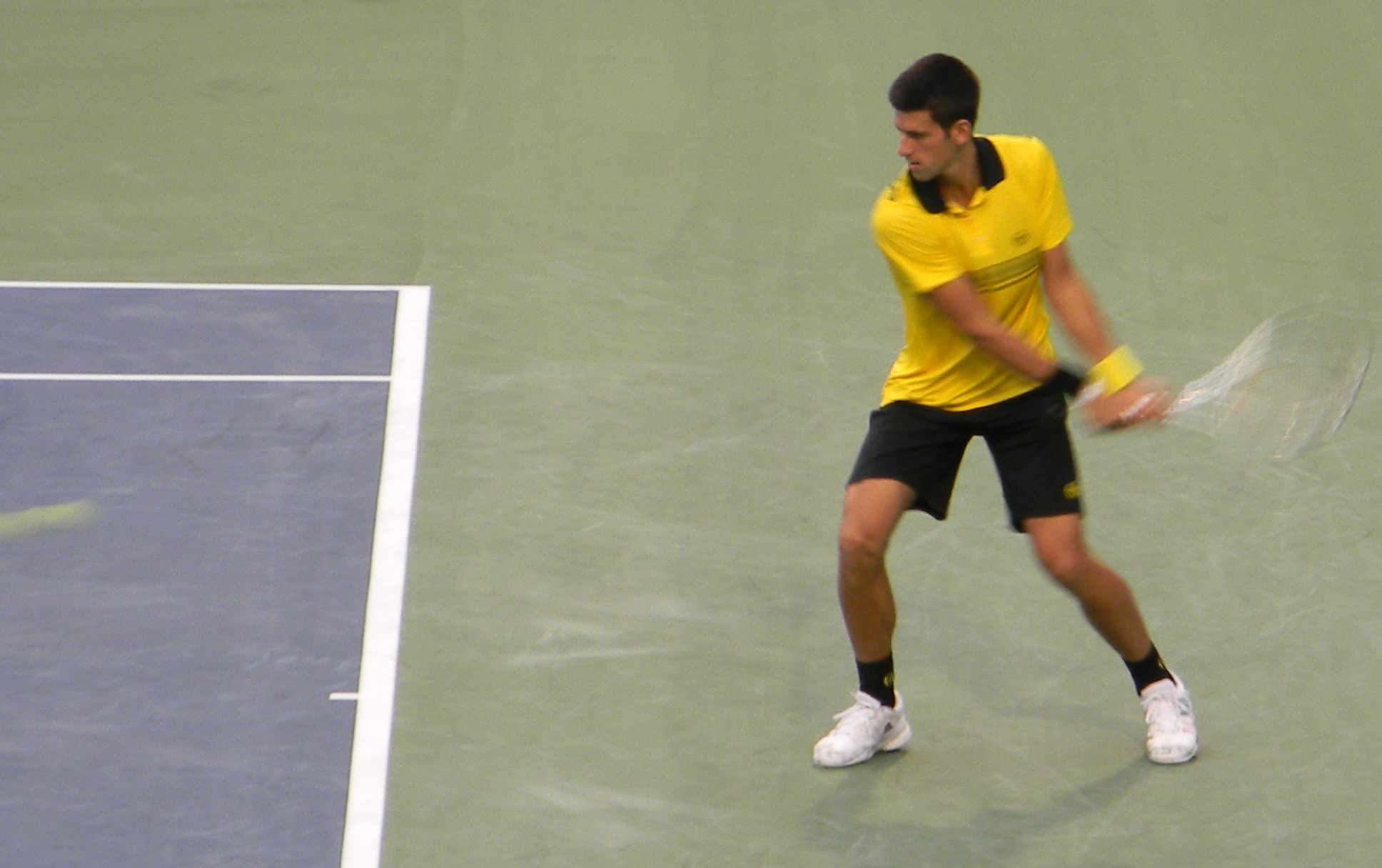
Djoković v zápase s Federerem na Canada Maters 2010

Ve Wimbledonu byl opět turnajová trojka. Dokázal zde porazit Oliviera Rochuse, Taylora Denta, Alberta Montañése, bývalou světovou jedničku Lleytona Hewitta a Lu Jan-suna, než v semifinále narazil na Čecha Tomáše Berdycha, který mu nepovolil vyhrát ani jediný set.
Na americké části sezóny v torontském Rogers Cupu vypadl v semifinále s Federerem. Na turnaji startoval také ve čtyřhře, když vytvořil pár s Rafaelem Nadalem. Jednalo se o první účinkování singlové světové jedničky a dvojky ve společné dvojici od roku 1976, kdy vedle sebe nastoupili tehdejší jednička Jimmy Connors a dvojka Arthur Ashe. Přes kralování na singlovém žebříčku pár nepřešel přes první kolo, když nestačil na kanadskou dvojici Milos Raonic a Vasek Pospisil. Na další události Western & Southern Financial Group Masters, hraném v Cincinnati, skončil ve čtvrtfinále na raketě turnajové devítky Andyho Roddicka.
Jako třetí nasazený vstupoval do posledního grandslamu US Open. Již v úvodním kole hraném v extrémním teple se přiblížil vyřazení s krajanem Viktorem Troickim, když prohrával 1–2 na sety, ale zápas dovedl do vítězného konce. Následně zdolal bez ztráty sady Philippa Petzschnera, Jamese Blakea, Mardy Fishe, turnajovou sedmnáctku Gaëla Monfilse, aby se probojoval počtvrté za sebou do semifinále. Tam jej čekal přemožitel z minulých ročníků Roger Federer. V pětisetové tenisové bitvě zachraňoval dva mečboly protihráče za stavu 4–5 na gamy v rozhodující sadě. Páté dějství dokázal získat poměrem 7–5 a Švýcara poprvé ve Flushing Meadows udolat. Finále pak ztratil se světovou jedničkou Nadalem ve čtyřech setech. Španěl tím zkompletoval výhru na všech čtyřech Grand Slamech jako sedmý tenista historie.

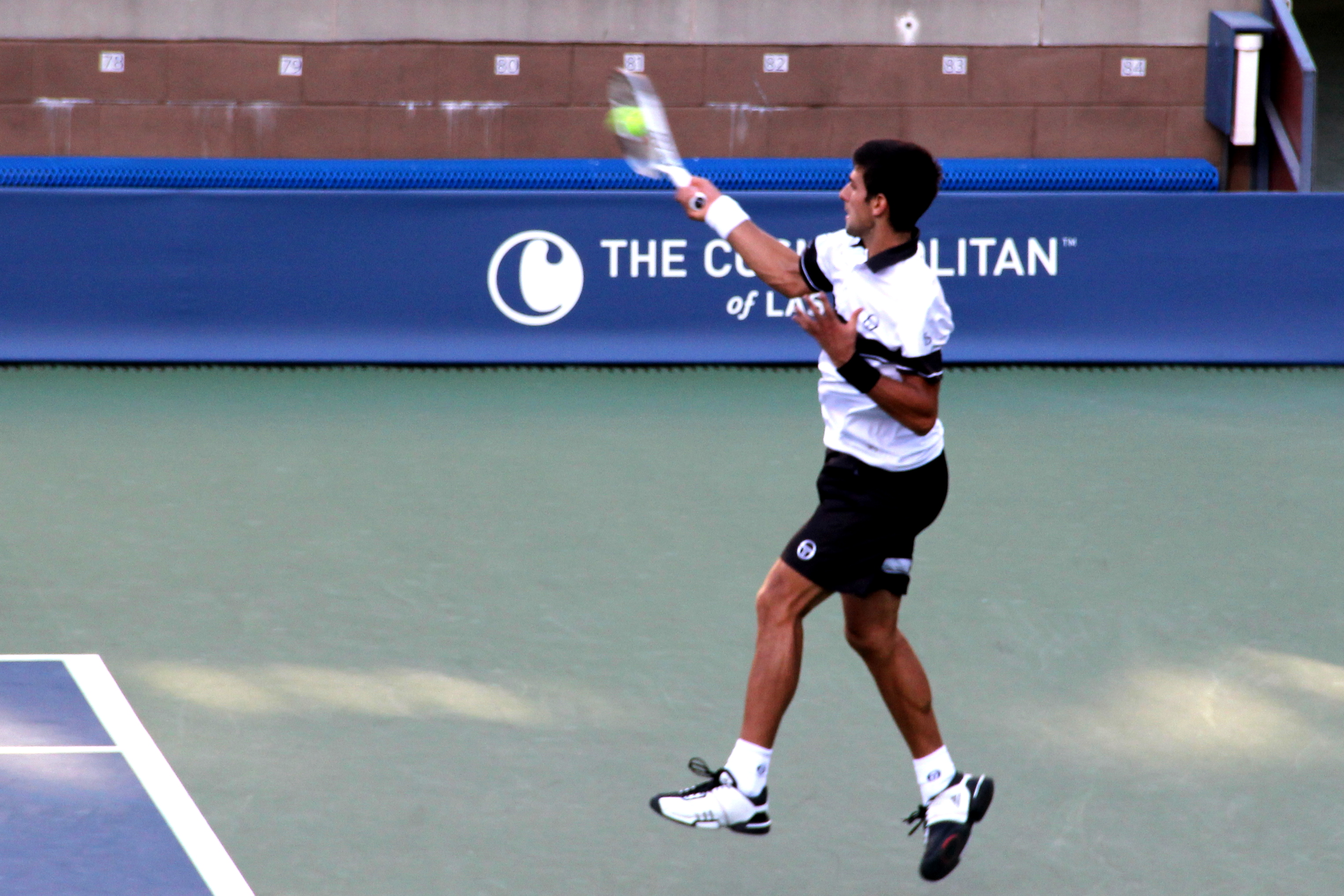
Djoković na US Open 2010

Po bělehradském semifinálovém vítězství v Davis Cupu nad Českou republikou v poměru 3–2 se Srbsko probojovalo do finále soutěže. Djoković vyhrál nedělní dvouhru s Berdychem a nastoupil také se Zimonjićem do sobotní čtyřhry, v níž prohráli. Poté si jako obhájce titulu a nejvýše nasazený zahrál pekingský China Open, v němž opět triumfoval po finálové výhře nad Davidem Ferrerem. V předchozích kolech porazil Mao-sin Kunga, bez boje Mardy Fishe, Gillese Simona a konečně v semifinále Johna Isnera.
Na další čínské události šanghajském Mastersu dosáhl na semifinálovou účast, v níž mu porážku z US Open oplatil Roger Federer.
Potřetí v řadě se kvalifikoval na londýnský závěrečný Turnaj mistrů, kde byl přiřazen do skupiny A ke Španělovi Nadalovi, Čechu Berdychovi a Američanu Roddickovi. Nejdříve porazil Berdycha, poté podlehl Nadalovi, aby si postup do semifinále zajistil výhrou ve třetím utkání s Roddickem. Mezi posledními čtyřmi hráči nestačil stejně jako v Šanghaji na Federera.
Ve finále Davisova poháru na tvrdém povrchu v Bělehradské aréně dopomohl Srbsku k premiérovému zisku salátové mísy, když vyhrál proti Simonovi a Monfilsovi obě dvouhry ve třech setech. Sezónu zakončil počtvrté v řadě na 3. místě žebříčku ATP. Olympijský výbor Srbska jej vyhlásil nejlepším sportovcem země, stejně jako deník DSL Sport organizující anketu Sportovec roku Srbska.

### 2011: Tři Grand Slamy, pět Mastersů a první na žebříčku

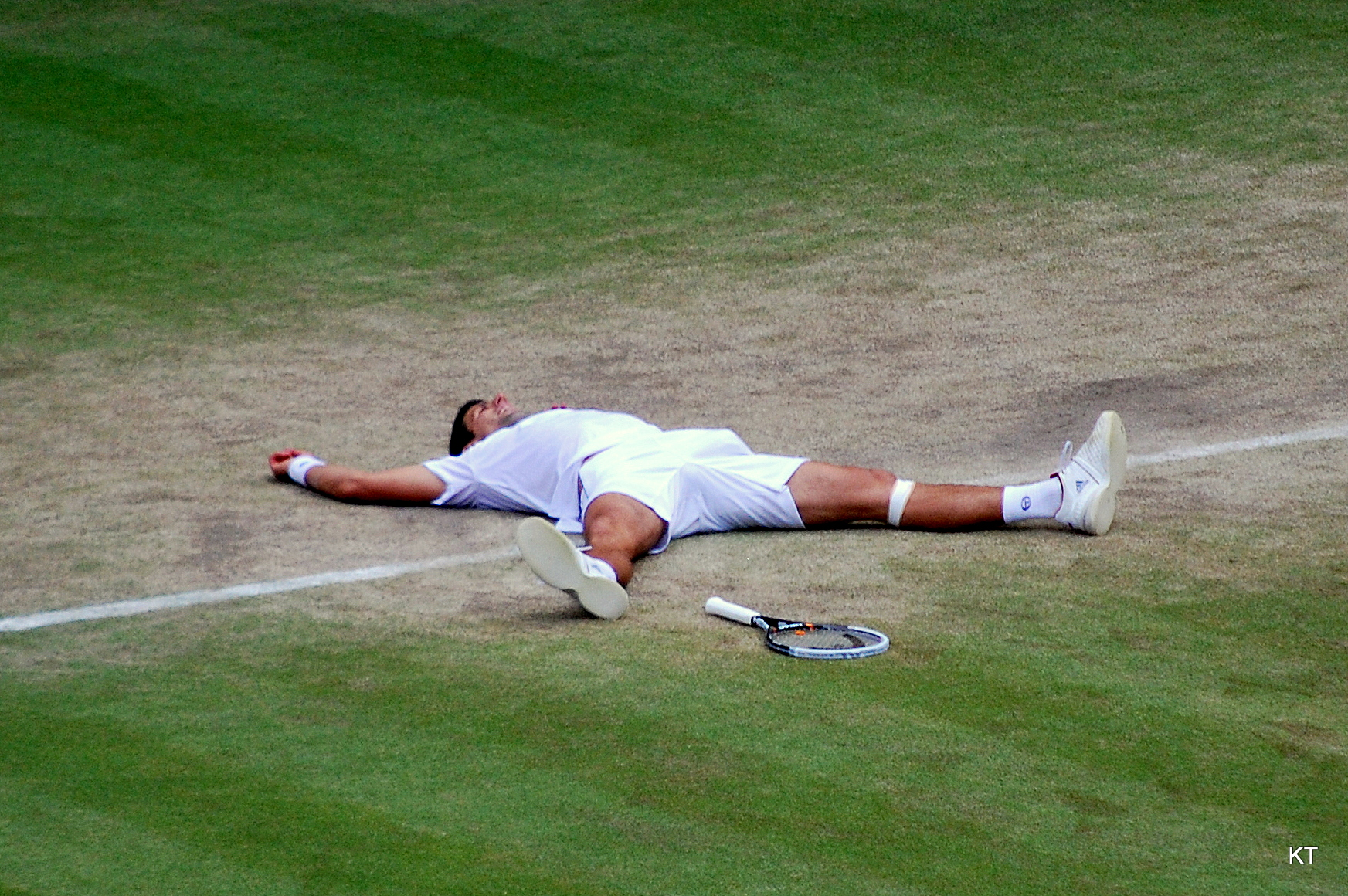
Djoković slaví titul ve Wimbledonu

Sezóna, kterou odehrál, je považována za jednu z nejlepších v historii mužského tenisu. Neporažen zůstal od ledna až do květnového semifinále French Open, když předtím vyhrál 43 utkání v řadě. Během celého roku získal deset singlových titulů, z toho tři Grand Slamy. Na Masters Series 1000 vyhrál v rámci jedné sezóny nejvíce titulů vůbec, když triumfoval v Indian Wells Masters, Miami Masters a Canada Masters na tvrdém povrchu a v Madridu a Římě na antuce.
Přestože ke konci roku snížil četnost zápasů a procentuální úspěšnost výher–proher, tak celkově prohrál jen šestkrát, zatímco v sedmdesáti případech odešel jako vítěz. Rafaela Nadala porazil ve všech šesti finálových utkáních. Světovou jedničkou se poprvé stal 4. července, aniž by tuto pozici po zbývající část roku opustil. Vytvořil také rekord ATP World Tour v nejvyšším výdělku hráče za jednu sezónu, když si na prémiích připsal 12,6 miliónu dolarů.

### 2012: Trofej na Australian Open a opět světovou jedničkou
V úvodním grandslamu nové sezóny na Australian Open narazil mezi posledními čtyřmi hráči na loňského finalistu Andy Murrayho, proti němuž svedl pětisetové utkání. Vyhrál za 4 hodiny a 50 minut až v rozhodující sadě poměrem her 7–5, když už prohrával 1–2 na sety a v posledním dějství zachránil všech pět soupeřových brejkbolů. Ve finále pak zdolal Rafaela Nadala opět po pětisetové bitvě, přestože měl Španěl v páté sadě výhodu prolomeného podání, kterou však nevyužil a po vlastních ztracených servisech podlehl 7–5. Utkání vytvořilo rekord, když se stalo nejdelším finálem grandslamu bez rozdílu soutěží v otevřené éře. Jeho délka činila 5 hodin a 53 minut. Stejně tak představovalo nejdelší finále v historii Australian Open.

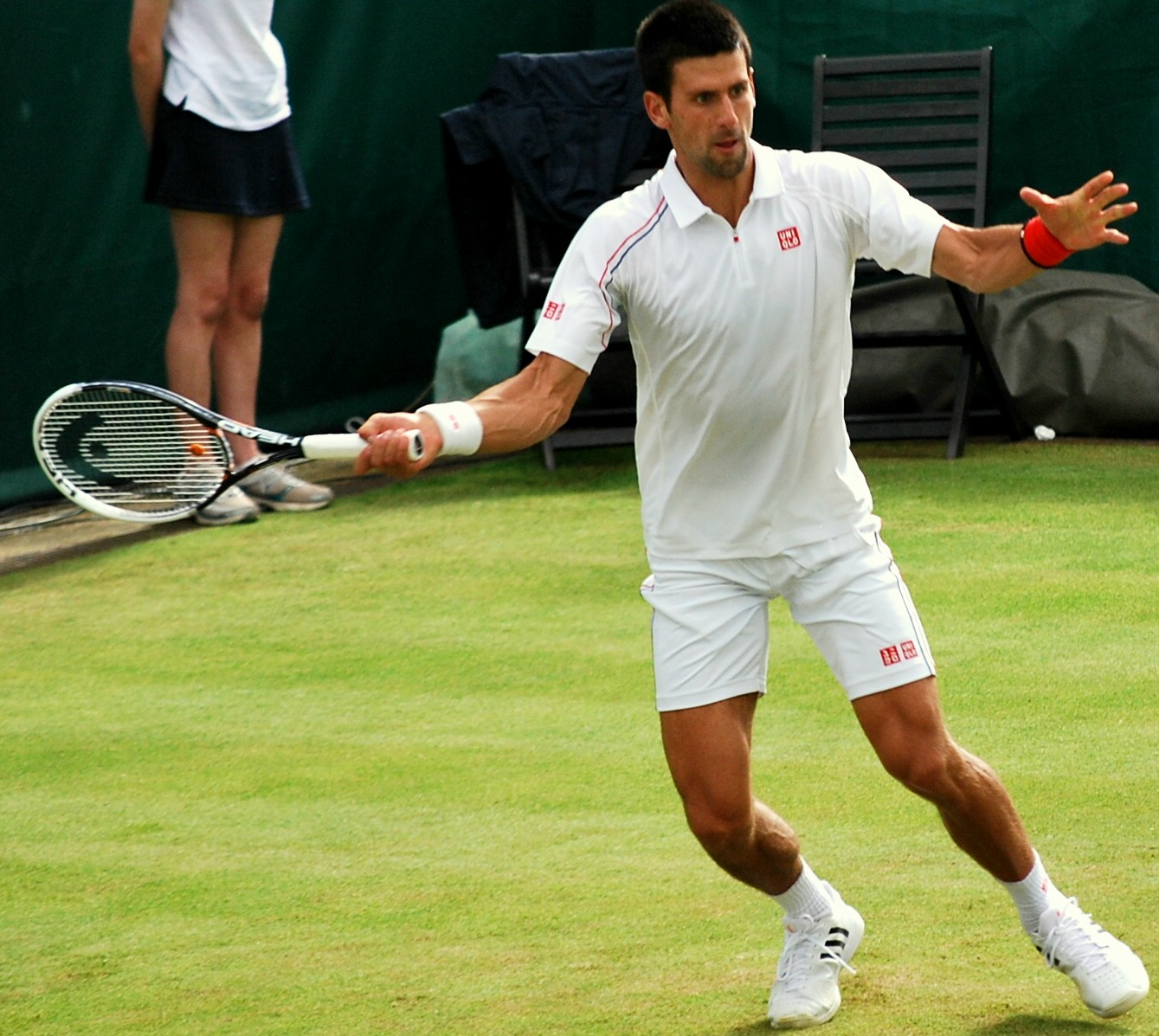
Během Wimbledonu

Na turnaji Dubai Tennis Championships prošel přes Cedrika-Marcela Stebeho, Serhije Stachovského a Janka Tipsareviće bez ztráty setu do semifinále. V něm zůstal na raketě Andy Murrayho, čímž skončila jeho dubajská neporazitelnost trvající od roku 2009.
Na úvodním Mastersu v Indian Wells vypadl v semifinálové fázi 1–2 na sety s Johnem Isnerem, když prohrál dvě zkrácené hry. Z druhé události této kategorie Miami Masters hrané v Key Biscayne, si připsal druhý titul v sezóně, když Murraymu vrátil finálovou porážku z Dubaje.
Na Mastersu v Monte Carlo ve finále hladce podlehl Rafaelu Nadalovi, jenž tak získal osmý titul v řadě. Na French Open se poprvé v kariéře probojoval do finále. Výhrou by se stal třetím tenistou historie, který by zkompletoval čtyři grandslamové tituly v řadě (nekalendářní grandslam). Ve čtyřech setech však podlehl opět Nadalovi, jenž tak docílil rekordního sedmého vítězství na pařížské události.

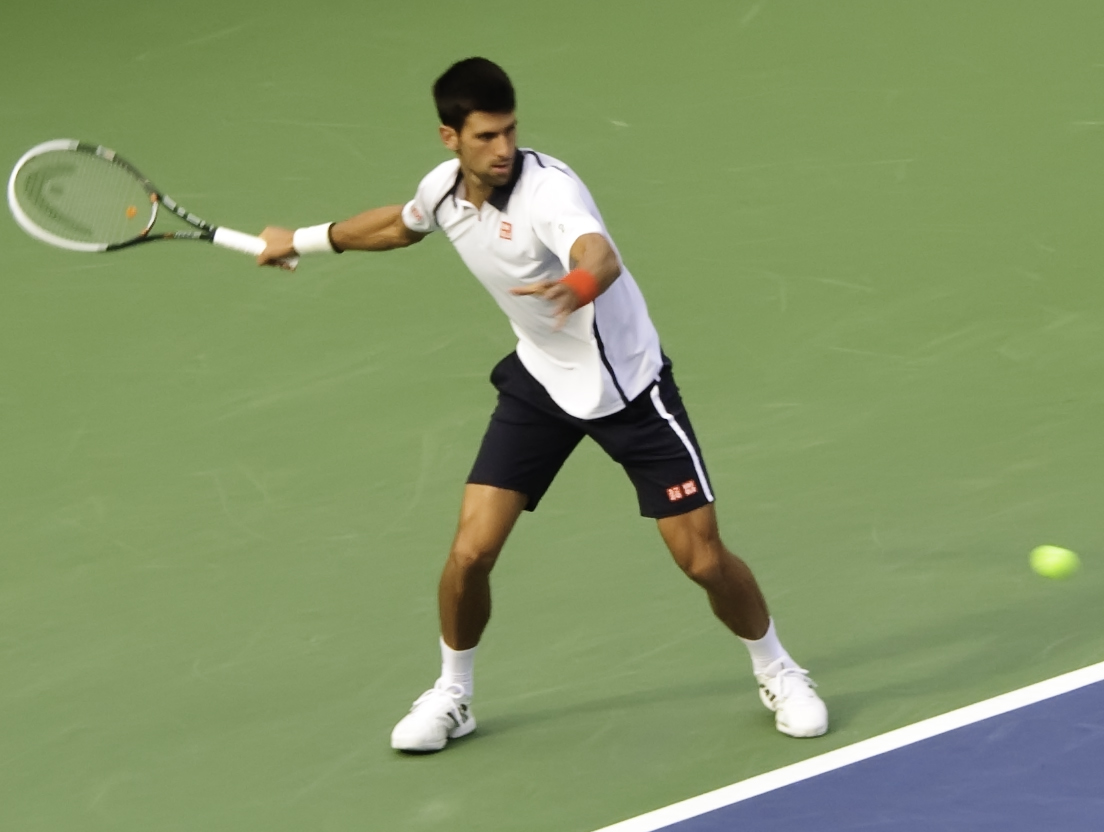
Forhend v semifinále US Open

Ve Wimbledonu vypadl v semifinále s pozdějším vítězem Rogerem Federerem, čímž ztratil pozici světové jedničky, na které figuroval od 4. července 2011.
Na amerických betonech obhájil titul na torontském Canada Masters, když ve finále přehrál Francouze Guasqeta. Do závěrečného grandslamu sezóny US Open vstupoval jako druhý nasazený. Počtvrté v kariéře se probojoval až do finále, kde na něj čekal Skot Andy Murray. Po pětisetové bitvě odešel poražen, což znamenalo třetí prohru z finále newyorské události.
V závěrečné asijské fázi okruhu vyhrál dva turnaje za sebou. Nejdříve potřetí triumfoval na pekingském China Open, když ve finále zdolal Tsongu a následující týden v Šanghaji oplatil finálovou prohru z newyorského grandslamu Britovi Murraymu. Poté, co se Federer odhlásil z Paris Masters, získal Srb jistotu návratu na čelo světové klasifikace od 5. listopadu a zakončení roku jako světová jednička. Ze závěrečného Turnaje mistrů si připsal druhou trofej po finálové výhře nad Federerem.

### 2013: Šestý grandslamový titul a 100 týdnů v čele klasifikace
Sezónu rozehrál na Australian Open, kde ve finále zdolal Skota Andyho Murrayho. Stal se tak prvním mužem otevřené éry, který úvodní grandslam roku dokázal vyhrát třikrát v řadě. Celkově si na Australian Open připsal čtvrtý titul a šestý grandslamový v kariéře. O týden později vedl srbský tým v prvním kole Světové skupiny Davisova poháru proti Belgii, v němž zdolal Oliviera Rochuse bez ztráty sady. Srbové tak do sobotní čtyřhry vstupovali s náskokem 2–0 na zápasy a nakonec postoupili výsledkem 3–2.
Třicátý šestý singlový titul přidal 2. března, když ve finále Dubai Tennis Championships přehrál Tomáše Berdycha. Na březnovém Mastersu BNP Paribas Open v Indian Wells vypadl v semifinálové fázi s del Potrem, který ukončil jeho sérii 22zápasové neporazitelnosti. Na navazující Miami Masters přijížděl v roli obhájce titulu. Ve čtvrtém kole jej však zastavil zkušený Tommy Haas po dvousetovém průběhu.

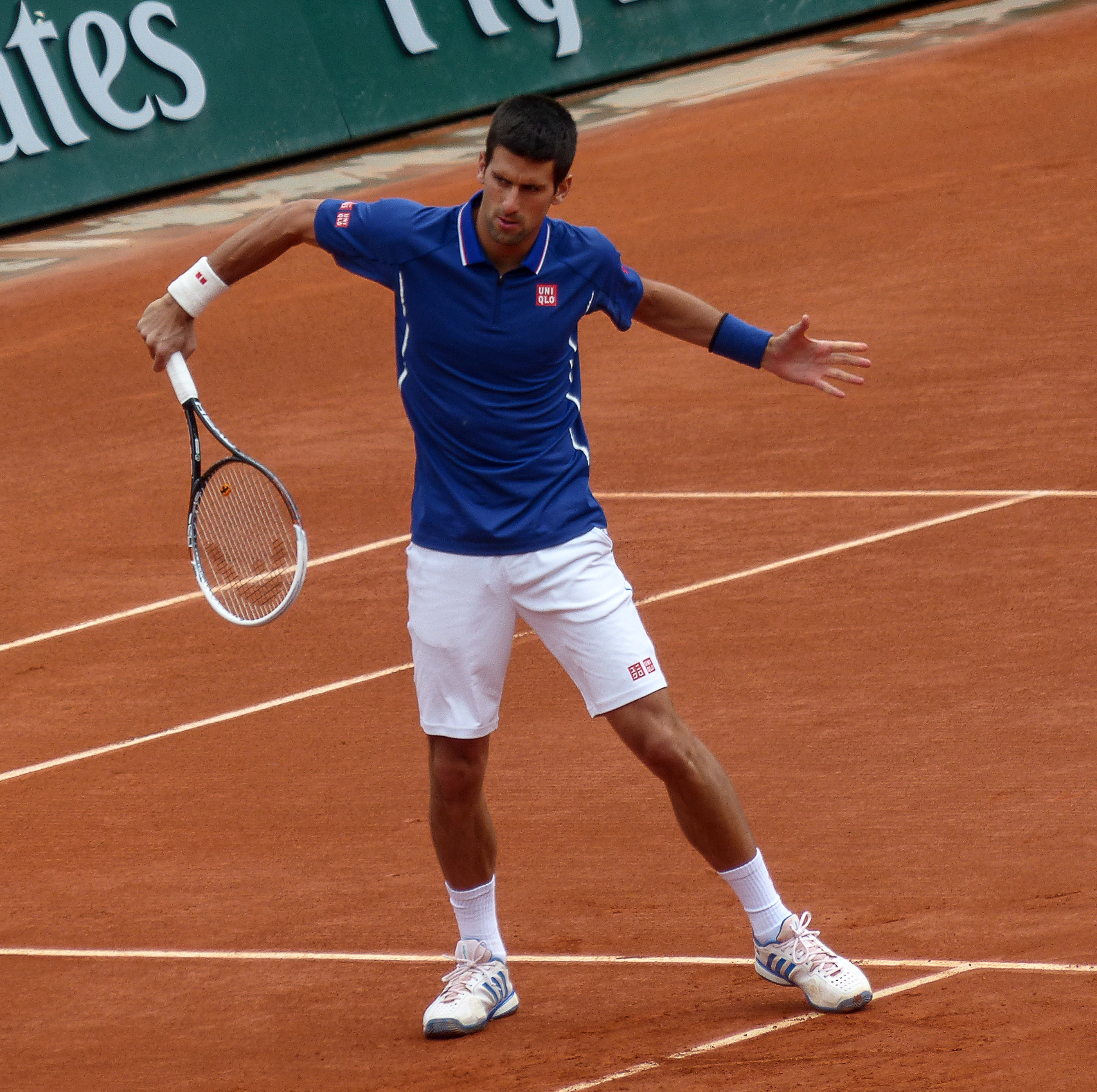
Na French Open vypadl v semifinále

V dubnovém čtvrtfinále Světové skupiny Davisova poháru proti Spojeným státům pomohl družstvu k postupu 3–1 na zápasy dvěma vítězstvími nad Johnem Isnerem a v neděli Samem Querreym. Ve druhé polovině dubna pak vybojoval premiérovou trofej na antukovém Monte-Carlo Rolex Masters, když si poradil s osminásobným obhájcem titulu Rafaelem Nadalem bez ztráty sady. Bulharský tenista Grigor Dimitrov ukončil jeho účast na Mutua Madrid Open, když mu podlehl ve třísetové bitvě druhého kola. Další týden mu únorovou porážku oplatil Berdych, na něhož nestačil mezi poslední osmičkou římské události Internazionali BNL d'Italia.
Pařížský major French Open otevřel výhrami 3:0 na sety nad Belgičanem Davidem Goffinem a Guidem Pellou. V osmifinále doháněl jednosetovou ztrátu proti Němci Philippu Kohlschreiberovi, když v duelu získal všechny zbylé sady. Pošestnácté v řadě tak prošel do čtvrtfinále Grand Slamu. Jeho cesta pavoukem skončila v semifinále po neúspěšné pětisetové bitvě s favorizovaným Nadalem.
Ve finále travnatého Wimbledonu neuhrál žádný set proti vítěznému Murraymu. Na srpnovém Rogers Cupu odešel poražen od Nadala opět mezi poslední čtyřkou hráčů v pavouku. Ve čtvrtfinále Cincinnati Masters mu stopku vystavil Isner. Na závěrečném grandslamu US Open postoupil do finálového zápasu, kde se po třicáté sedmé v kariéře utkal s Nadalem, čímž ustavili nový rekord otevřené éry tenisu. Žádní jiní dva hráči od roku 1968 neodehráli proti sobě více utkání. Po čtyřsetové prohře skončil jako poražený finalista. V polovině září pomohl Srbům k vítězství v semifinále 3:2 na zápasy, když na něj neuhráli žádný set Vasek Pospisil ani Milos Raonic.
Porážku Španělovi vrátil v přímém boji o titul na říjnovém China Open. Z Pekingu si odvezl čtvrtou trofej. Poté získal druhé turnajové vítězství na Shanghai Rolex Masters, po němž držel šňůru 20zápasové neporazitelnosti na tvrdém povrchu asijských událostí, která započala o rok dříve. Šestnáctý titul ze série Masters dobyl na poslední akci této kategorie BNP Paribas Masters, konané v pařížské hale Bercy. Ve finále porazil Davida Ferrera. Na londýnském Turnaji mistrů obhájil titul, když v závěrečném finálovém duelu zdolal Nadala po dvousetovém průběhu.. Přestože v bělehradském finále Davisova poháru proti České republice vyhrál obě dvouhry nad Radkem Štěpánkem i Tomášem Berdychem bez ztráty sady, Srbsko nakonec soupeři podlehlo 2:3 na zápasy.

### 2014: Druhá wimbledonská trofej a čtvrtá z Turnaje mistrů
Sezónu otevřel exhibicí Mubadala World Tennis Championship. Prvními čtyřmi koly Australian Open proti Lukáši Lackovi, Leonardu Mayerovi, Denisi Istominovi a nasazené patnáctce Fabiu Fogninimu prošel bez ztráty setu. Stejně jako v předchozím roce narazil na Stana Wawrinku. Ve čtvrtfinále prohrával 1:2 na sety. Po srovnání sad však nezvládl koncovku pátého dějství a odešel poražen 7–9 na gamy. V Melbourne Parku tak Švýcar zakončil jeho 25zápasovou neporazitelnost, stejně jako sérii 14 grandslamových semifinále bez přerušení.

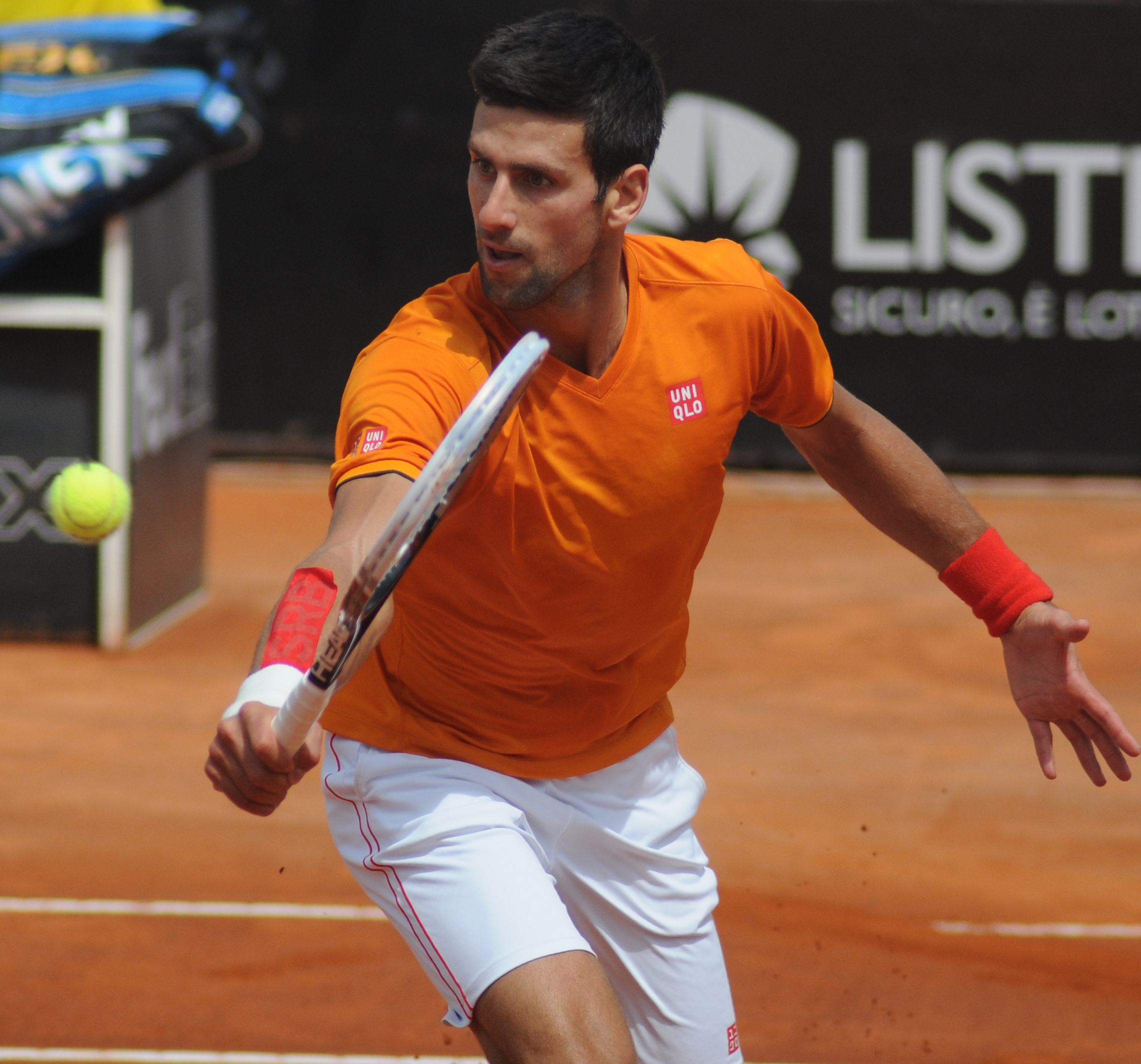
Bekhendový volej na Rome Masters

Mezi poslední čtveřicí hráčů na Dubai Tennis Championships jej zastavil pozdější šampion Roger Federer. V březnu mu však porážku oplatil na BNP Paribas Open, když basilejského rodáka zdolal ve finále a připsal si třetí titul z Indian Wells Masters. Kvalitní formu prokázal na navazujícím Mastersu Sony Open Tennis, kde dobyla další trofej finálovým vítězstvím nad světovou jedničkou Rafaelem Nadalem. Během dubnového Monte-Carlo Rolex Masters se potýkal s bolestivým zápěstím. Ve dvou setech mu stopku v semifinále vystavil Federer. Na další antukové akci dosáhl třetí trofej z římského Internazionali BNL d'Italia. Finanční odměnu ve výši půl milionu dolarů věnoval rodinám obětí ničivých povodní na Balkáně.
Na jediný chybějící grandslamový titul z French Open opět nedosáhl, když jej v rozhodujícím finále porazil favorizovaný Nadal ve čtyřsetovém průběhu. Španěl tak tak vyhrál první vzájemný duel z posledních šesti střetnutí. V předešlých šesti zápasech dokázali Djokovićovi soupeři odebrat pouze dvě sady. Ve Wimbledonu byl již ve finále úspěšný, když v pětisetovém dramatu připravil Rogera Federera o šanci dosáhnout na osmý titul. Druhá trofej z All England Clubu pro Srba znamenala, že na čele žebříčku ATP vystřídal Nadala.

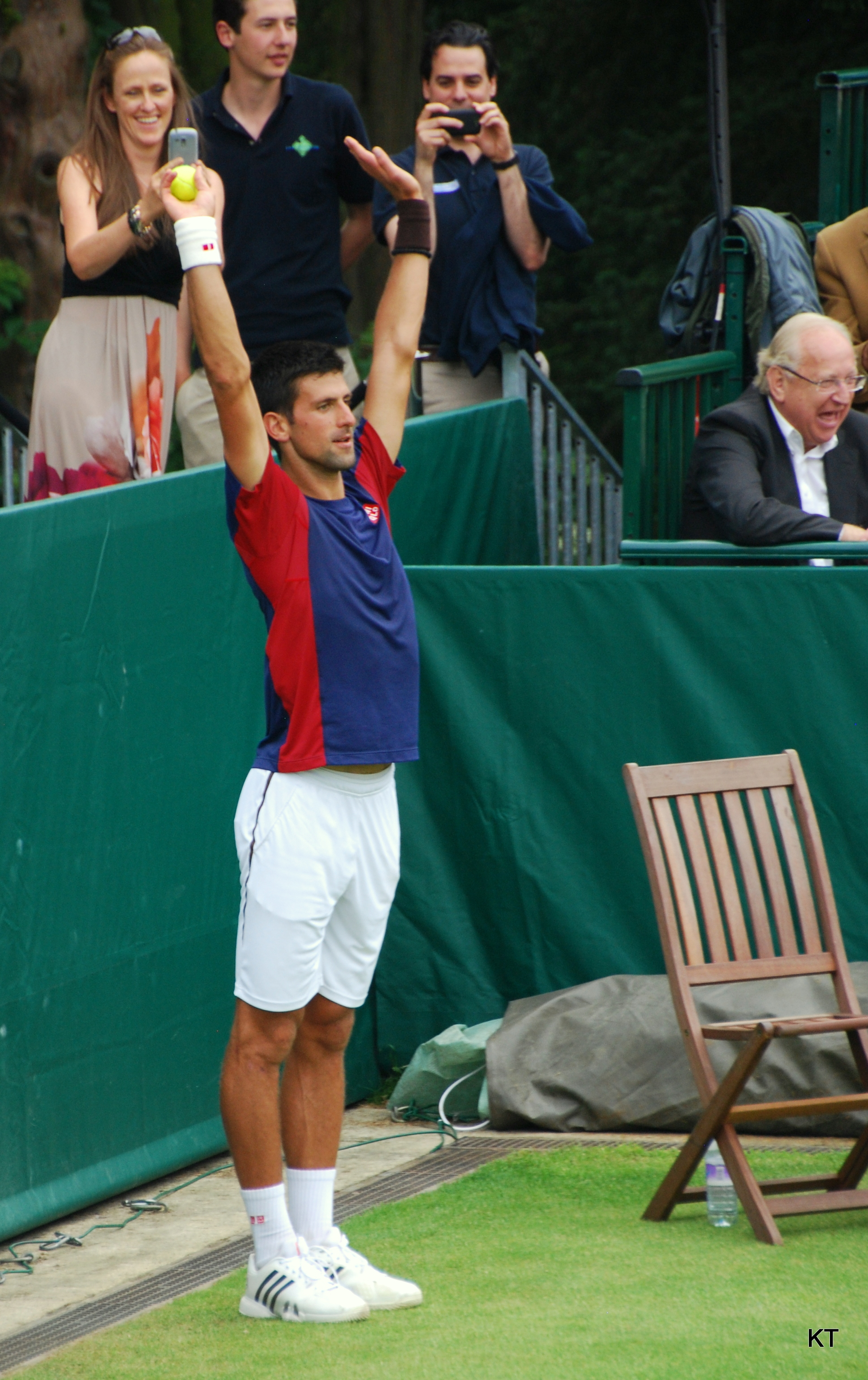
V exhibici před Wimbledonem účinkoval i jako sběrač míčků

Letní americkou sérii na betonech rozehrál kanadským Rogers Cupem, na němž jej ve třetím kole vyřadil pozdější vítěz Jo-Wilfried Tsonga. Pokles formy pokračoval na Cincinnati Masters, kde mu stopku opět ve třetím kole vystavil Španěl Tommy Robredo, když nezvládl koncovky obou sad. Jako první nasazený vstupoval do US Open, s nímž se rozloučil semifinálovou účastí po porážce od Japonce Kei Nišikoriho.
V asijské části okruhu vybojoval pátý titul na pekingském China Open ze šesti posledních ročníků. Do finále postoupil přes Skota Andyho Murrayho a v rozhodujícím duelu přehrál Tomáše Berdycha. V semifinále navazujícího Shanghai Rolex Masters však nenašel recept na Federera.
Po říjnovém narození syna již neprohrál do konce sezóny ani jeden zápas. Nejdříve ovládl závěrečnou událost mistrovské série Paris Masters, kde bez ztráty setu prošel pavoukem. Na závěr zdolal kanadského tenistu Milose Raonice.
Poslední akcí se stal Turnaji mistrů, na němž vytvořil nový turnajový rekord, když mu v základní skupině tři soupeři dokázali odebrat nejméně gamů v historii, a to pouhých devět her. Tím překonal Lendla a McErnroea o pět gamů. Postupem do semifinále si také zajistil konečnou pozici světové jedničky, které dosáhl potřetí v kariéře, čímž se posunul na páté místo statistik po bok Nadala. Poté, co Federer před finále odstoupil pro bolest zad, slavil svou čtvrtou mistrovskou trofej a celkově sedmou v roce.

### 2015: Tří Grand Slamy, rekord šesti titulů z Masters i v počtu žebříčkových bodů
Sezóna představovala nejlepší rok dosavadní Djokovićovy kariéry a znamenala jednu z nejlepších sezón otevřené éry. Od čistého grandslamu Srba dělil jediný vítězný zápas, když nezvládl finále na Roland Garros proti Wawrinkovi. Jako první hráč open éry vyhrál popáté Australian Open a jako první dosáhl na šest trofejí ze série Masters. Vytvořil rekord tenisové historie šňůrou patnácti finálových účastí v řadě, z nichž proměnil jedenáct v titul. Na odměnách si připsal rekordních 21 592 125 dolarů, čímž se stal prvním tenistou s více než 20milionovým výdělkem. Během roku vyhrál osmdesát dva zápasů a šestkrát odešel poražen. Dalším zápisem do rekordních statistik bylo třicet jedna vítězných zápasů nad soupeři z elitní světové desítky, nejvyšší počet 16 785 bodů na žebříčku ATP od jeho zavedení v roce 1973 i největší bodový rozdíl před druhým v pořadí.
Sezónu zahájil na Qatar Open v Dauhá, kde v úvodních dvou kláních ztratil jen šest gamů. Ve čtvrtfinále jej však vyřadil Ivo Karlović po těsném třísetovém boji. V roli prvního nasazeného přijel na Australian Open, kde v prvních pěti zápasech neprohrál ani jeden set. V semifinále vrátil rok starou porážku obhájci titulu Stanu Wawrinkovi, když v poslední páté sadě uštědřil soupeři kanára. Potřetí jej ve finále hraném v Rod Laver Arena vyzval Andy Murray a potřetí z něj vyšel jako vítěz. Ve čtyřsetovém klání si Srb připsal posledních 12 ze 13 odehraných gamů a skotskému soupeři také v závěru udělil kanára. Jako první tenista otevřené éry na Australian Open vybojoval pátou trofej, čímž se odpoutal od Federera a Agassiho.	Ziskem osmého grandslamu se zařadil po bok Agassiho, Lendla, Connorse, Rosewalla a Perryho.

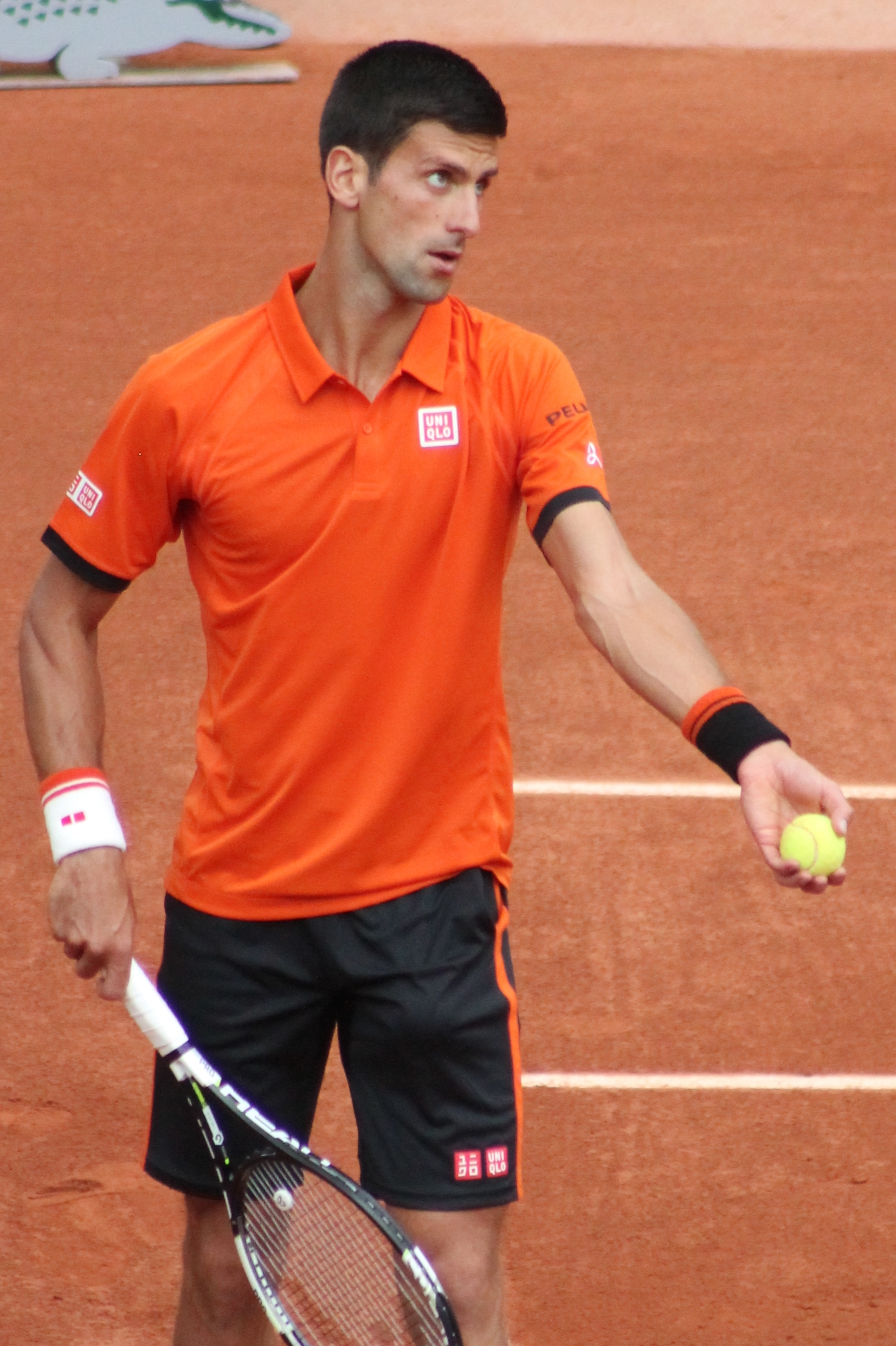
Podání na French Open, kde nezkompletoval kariérní grandslam porážkou ve finále

Na únorovém Dubai Tennis Championships se ve finále utkal se světovou dvojkou Rogerem Federerem, jemuž podlehl ve dvou setech. Navazující BNP Paribas Open znamenal opět finálovou účast proti Federerovi. Vítězstvím ukončil Švýcarovu 10zápasovou neporazitelnost a snížil poměr vzájemných utkání na 18:20. Vyrovnal také Federerův rekord čtyř trofejí na Indian Wells Masters a jako čtvrtý hráč otevřené éry dosáhl na 50. titul z okruhu ATP Tour, jímž překonal 49. titulů svého trenéra Borise Beckera. Na Miami Open zdolal v boji o titul třetího nasazeného Andyho Murrayho0. Skota porazil posedmé v řadě a zvýšil aktivní poměr vzájemné zápasové bilance na 18:8. Stal se tak prvním hráčem, jenž třikrát opanoval oba úvodní americké Mastersy v jediném kalendářním roce (2011, 2014, 2015). Celkově si připsal pátou trofej z Miami Masters a 51. kariérní titul.
V dubnu vybojoval druhý titul na Monte-Carlo Masters, když ve finále zdolal Tomáše Berdycha. Z navazujícího Madrid Masters se odhlásil. Na římském Rome Masters poté triumfoval počtvrté v kariéře, když v boji o titul zdolal světovou dvojku Federera po dvousetovém průběhu. Padesátý třetí titul na okruhu ATP Tour pro něj znamenal pátou trofej v sérii Masters bez přerušení. Djoković tak od narození syna v říjnu 2014 neprohrál na žádném velkém turnaji – grandslamu, turnaji mistrů či Mastersu, když prodloužil sérii na 37 vítězných zápasů a sedm titulů v řadě.
Na cestě do semifinále French Open neztratil ani jednu sadu. V něm pak porazil Andyho Murrayho po pětisetovém průběhu. Srbovu 43zápasovou vítěznou sérii zastavil až ve finále Švýcar Stan Wawrinka, když jej zdolal ve čtyřech setech.
Dalším turnajem se tradičně stal až travnatý Wimbledon. Během grandslamu mu soupeři odebrali pouze tři sady. V osmifinále otočil nepříznivý stav 0–2 na sety proti Jihoafričanu Kevinu Andersonovi. Ve finále se opět střetl se světovou dvojkou Rogerem Federerem. Každý si připsal po jedné z úvodních dvou sad v tiebreaku. Ve třetím dějství byl zápas za stavu 3–2 pro podávajícího Djokoviće přerušen kvůli dešti. Střecha nebyla zatažena a v dalším průběhu již Srb na dvorci dominoval. Dosáhl tak na třetí wimbledonský triumf a celkově devátou grandslamovou trofej.

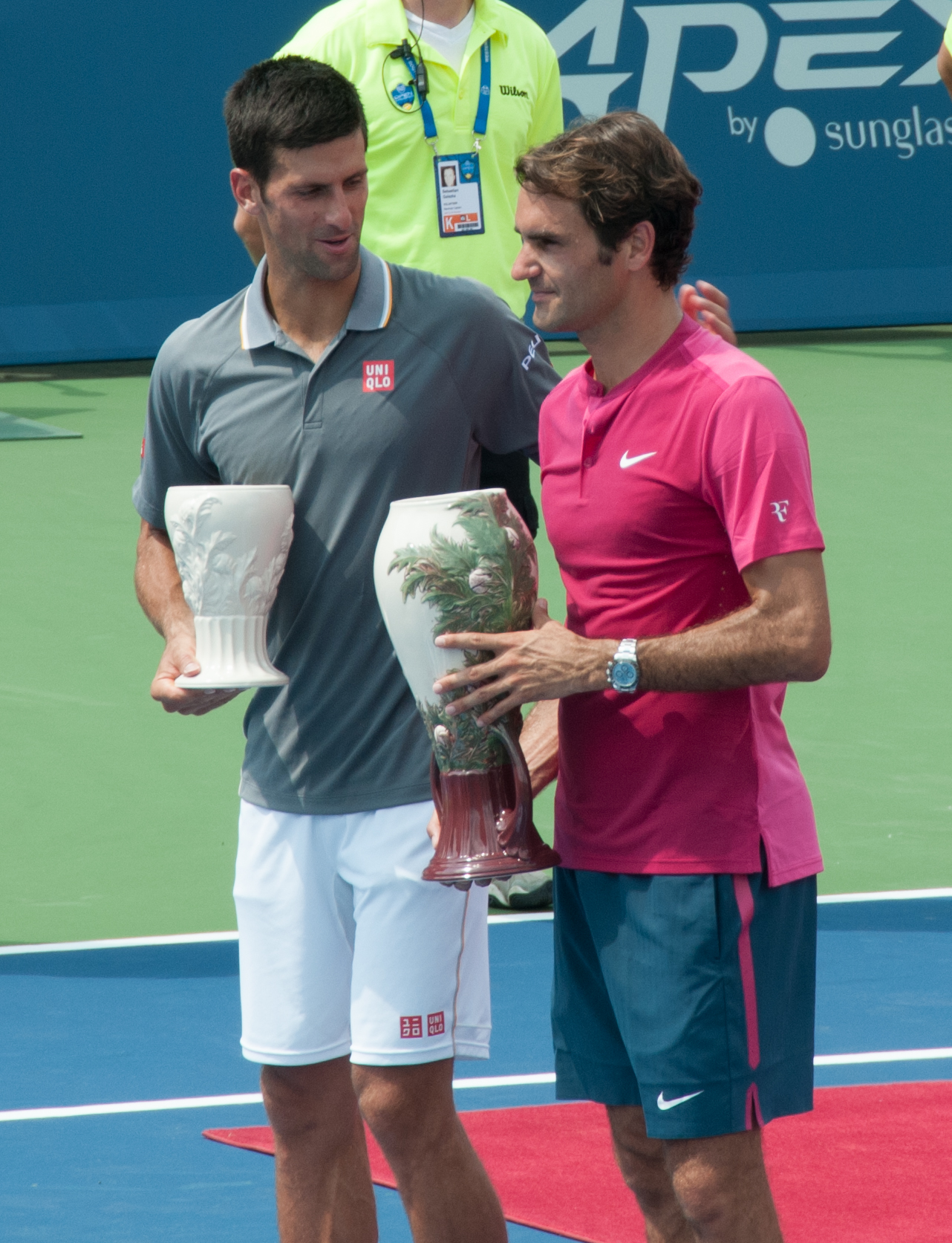
Djoković po finálové porážce s Federerem na Cincinnati Masters

Srpnovou US Open Series rozehrál montréalským Canada Masters, kde v přímém boji o titul podlehl poprvé po dvou letech Andymu Murraymu. Skot tak ukončil šňůru osmi vzájemných porážek. Ani popáté nevyhrál ve finále navazujícího Cincinnati Masters, když mu Federer v 90 minut dlouhém duelu oplatil londýnskou porážku a neumožnil mu zkompletovat kariérní Golden Masters, tj. zvítězit i na posledním devátém turnaji série Masters.
Na posledním Grand Slamu sezóny, newyorském US Open 2015, byl coby světová jednička nasazen jako číslo jedna. V úvodním kole nejprve přehrál Brazilce João Souzu, následně snadno porazil rakouského tenistu Andrease Haider-Maurere, ve třetím kole si poradil s dvacátým pátým nasazeným Andreasem Seppim z Itálie a posléze i se Španělem Robertem Bautistou Agutem, se kterým prohrál druhý set. Ve čtvrtfinále si poradil s dalším Španělem Felicianem Lópezem, když zvítězil ve čtyřech setech. V semifinále pak ani ne za hodinu a půl hry zvítězil hladce nad obhájcem titulu Marinem Čilićem z Chorvatska, čímž se dostal do celkově šestého finále na dvorcích Národního tenisového centra Billie Jean Kingové a zároveň postoupil do čtvrtého grandslamové finále v jednom roce. Ve finále se střetnul s Rogerem Federerem, kterého po 3 hodinách a 20 minutách boje porazil ve čtyřech sadách, díky čemuž vyrovnal vzájemnou bilanci zápasů na 21–21. Celkově tak vybojoval desátý grandslamový titul, třetí v kalendářním roce a padesátý pátý turnajový triumf na okruhu ATP Tour. Po Rodu Laverovi (1969) a Federerovi (2006, 2007, 2009) se stal třetím mužem otevřené éry, který si zahrál finále všech čtyř Grand Slamů v jediné sezóně.
Bez ztráty setu prošel pavoukem říjnového China Open a ve svém dvanáctém finále bez přerušení zdolal španělskou turnajovou trojku Rafaela Nadala za 1:30 hodin po dvousetovém průběhu. Počtem gamů se jednalo o nejhladší vítězství ve vzájemné sérii obou tenistů, v níž Srb snížil pasivní bilanci duelů na 22–23. Připsal si tak padesátý šestý singlový titul na okruhu ATP Tour. Na China Open udržel i při šestém startu celkovou neporazitelnost, když všech 29 zápasů do nichž v Pekingu nastoupil, vyhrál. Za Nadalovým tenisovým rekordem, 31 vyhranými zápasy v řadě od premiérového startu (na French Open), tak zaostával pouze o dvě utkání. Navazující týden potřetí ovládl Shanghai Rolex Masters po finálovém vítězství nad Francouzem Jo-Wilfriedem Tsongou. Prodloužil tak svou 17zápasovou neporazitelnost i dvacet dva vyhraných setů v řadě. Překonal také vlastní finanční rekord ze sezóny 2013, kdy v jednom roce vydělal 14,5 milionu dolarů. Šanghajská prémie přes 900 tisíc dolarů znamenala průběžný roční výdělek 16 041 009 dolarů, což představovalo nejvyšší odměnu v konkrétní sezóně v historii tenisu.
Ve čtrnáctém finále bez přerušení, z patnácti odehraných turnajů roku, zdolal na BNP Paribas Masters skotskou turnajovou dvojku Andyho Murrayho po dvousetovém průběhu. Prodloužil tak svou 22zápasovou neporazitelnost a jako první tenista vůbec vybojoval šest trofejí ze série Masters za jedinou sezónu, i čtyři trofeje na pařížském mastersu. Proti Murraymu vyhrál desáté utkání z posledních jedenácti a aktivní vzájemnou bilanci navýšil na 21–9.
Na londýnském ATP World Tour Finals porazil ve finálovém utkání Rogera Federera po dvousetovém průběhu. Švýcarovi vrátil porážku ze základní fáze a v osmém vzájemném utkání sezóny odešel popáté jako vítěz. Připsal si tak celkově pátou trofej z Turnaje mistrů, čímž se dotáhl na Lendla a Samprase, a stal se vůbec prvním tenistou, jenž vyhrál čtyři ročníky za sebou. Švýcarovi vrátil porážku ze základní fáze a v osmém utkání sezóny odešel popáté jako vítěz. Celkový poměr vzájemných duelů srovnal na 22–22.
Počtvrté zakončil sezónu na postu světové jedničky, a to s nejvyšším počtem žebříčkových bodů od zavedení klasifikace v roce 1973 i s největším rozdílem před druhým v pořadí Murrayem.

### 2016: Kariérní i nekalendářní Grand Slam, nový bodový rekord na žebříčku ATP
Sezónu rozehrál Qatar ExxonMobil Open v Dauhá, kde neztratil žádný set. V semifinále jej jediný tiebreak donutil odehrál šestý muž žebříčku Tomáš Berdych. Ve finále zdolal světovou pětku Rafaela Nadala. Vybojoval tak jubilejní šedesátý singlový titul na okruhu ATP Tour. Srb nad Španělem zvítězil v devátém z posledních deseti vzájemných utkání a vůbec poprvé se ujal v sérii vedení 24–23 na zápasy. Jednalo se o jeho nejhladší vzájemnou výhru. Srbská jednička tak navýšila aktivní zápasovou bilanci 85–5 za poslední rok, v jejímž rámci držela proti hráčům elitní desítky poměr 35–5. Navíc posunula vlastní bodový rekord žebříčku ATP na hodnotu 16 790 bodů.

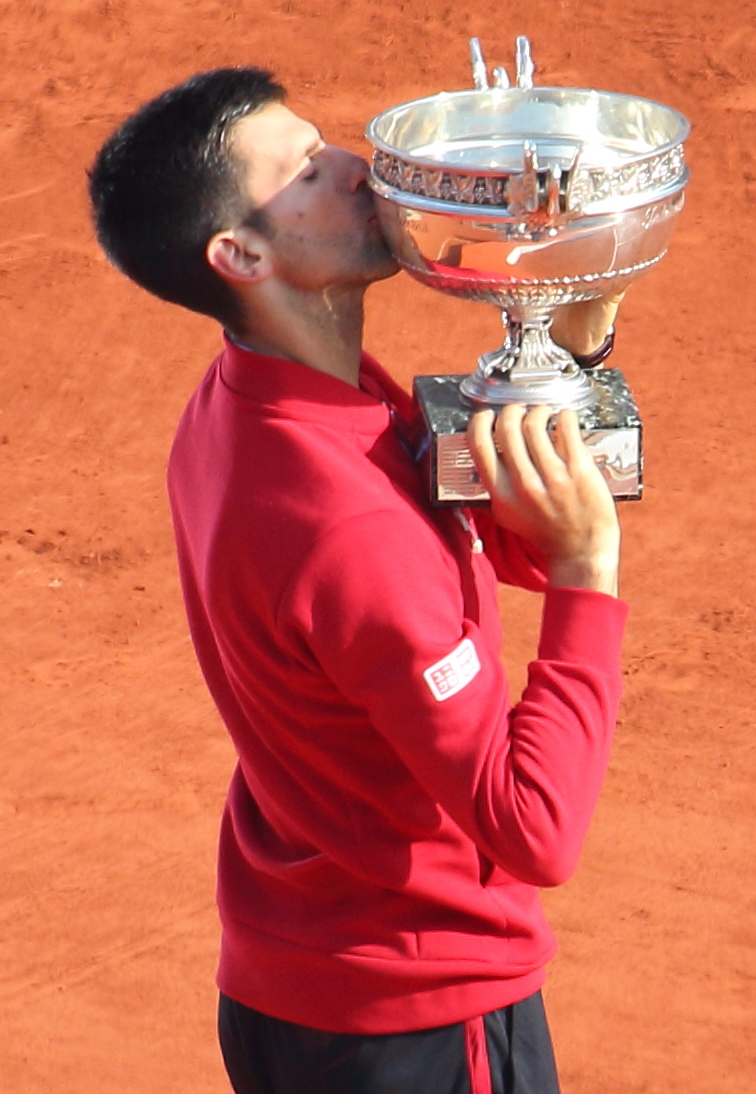
Djoković líbá Pohár mušketýrů. Titulem na Roland Garros 2016 zkompletoval jako osmý tenista historie kariérní Grand Slam.

V pozici světové jedničky, obhájce titulu a hráče nasazeného jako číslo jedna vstupoval na Australian Open. Na úvod neměl potíže s korejským 19letým tenistou Čong Hjonem, které ho porazil ve třech setech, díky čemuž zaznamenal 10. po sobě jdoucích vítězství v prvním kole Australian Open bez ztráty sady. Stejný počet setů potřeboval i ve 2. kole, v němž porazil Francouze Quentina Halyse. Vítězstvím ve třetím kole nad Andreasem Seppim dosáhl na 33. triumf v řadě nad nějakým z italských protivníků (jediný duel prohrál v chorvatském Umagu v roce 2004 s Filippom Volandrim). V jeho 60. zápase na Australian Open udolal za čtyři hodiny a 32 minut v pěti setech Gillese Simona z Francie a vybojoval účast v 27. grandslamovém čtvrtfinále v řadě, kterou se vyrovnal Američanovi Jimmymu Connorsovi. Djoković v utkání vyprodukoval 100 nevynucených chyb (jeho nový vlastní rekord, předchozí hodnota byla 63). Ve čtvrtfinále si poradil s japonským hráčem Keiem Nišikorim. V boji o finále se střetl s Rogerem Federerem, kterého dokázal porazit ve čtyřech setech. Srb tak postoupil do svého 17. turnajového finále v řadě a vzájemnou zápasovou bilanci s Federerem dokázal překlopit na svou stranu (24–23). Ve finále narazil na Andyho Murrayho, se kterým se v boji o titul z Melbourne střetl už počtvrté. Po kontrolovaném výkonu nakonec zvítězil ve třech setech a od finále Wimbledonu 2013 ho z posledních dvanácti duelů přehrál už pojedenácté. Srb vybojoval na zdejších kurtech šestý titul, který znamenal vyrovnání rekordu v počtu titulů Australana Roye Emersona.
V semifinále BNP Paribas Open zdolal Nadala a ve finále si za 77 minut poradil s kanadskou turnajovou dvanáctku Milose Raonice po hladkém průběhu. V utkání nemusel odvracet žádnou brejkovou šanci soupeře a vyrobil pouze čtyři nevynucené chyby, všechny v úvodní sadě. Jako první dokázal na Indian Wells Masters zvítězit popáté, na což organizátoři zareagovali okamžitým přejmenováním centrálního dvorce po jeho osobě. Šestým vítězstvím na navazujícím Miami Open vyrovnal turnajový rekord Andreho Agassiho. V sérii ATP Masters 1000 vytvořil nový rekordní zápis dvacátým osmým titulem a přeskočil Rafaela Nadala. Šedesátým třetím titulem na ATP Tour se odpoutal od Argentince Guillerma Vilase na deváté místo. Potřetí za sebou, a počtvrté celkově, triumfoval na velkých březnových turnajích v Indian Wells i Miami během jedné sezóny. Navíc se poprvé dostal do čela historického žebříčku výdělků hráčů, když částkou 98,2 milionů dolarů odsunul 4. dubna z vedení Federera.
Antukovou část sezóny nezahájil dobře, když na turnaji kategorie Masters 1000 v Monte Carlu podlehl, po volném losu, ve druhém kole 55. českému hráči žebříčku Jiřímu Veselému ve třech setech. Djoković tak utržil druhou porážku v probíhající sezóně a nejranější prohru za předešlé tři roky, když naposledy předtím vypadl v prvním či druhém kole s Bulharem Grigorem Dimitrovem na Mutua Madrid Open 2013. Jednalo se také o Srbův první nezvládnutý zápas s hráčem mimo světovou padesátku, od vyřazení 74. mužem klasifikace Xavierem Malissem na AEGON Championships 2010. Ukončil tak sérii devíti vyhraných turnajů z posledních deseti startů. Podruhé triumfoval na Mutua Madrid Open po finálovém vítězství nad světovou dvojkou Andym Murraym ve třech setech. Proti hráčům elitní světové desítky tak vyhrál předchozích 33 z 35 setů, což představovalo patnáct vítězných utkání v řadě. Šedesátý čtvrtý singlový titul na okruhu ATP Tour znamenal posun na šesté místo open éry, které sdílel s Björnem Borgem a Petem Samprasem. V sérii Masters vytvořil nový rekord dvacátým devátým titulem. O týden později mu finálovou porážku Murray oplatil, když jej zdolal na římském Mastersu Internazionali BNL d'Italia ve dvou setech.
Na Roland Garros ztratil první ze dvou setů ve čtvrtém kole se čtrnáctým nasazeným Španělem Robertem Bautistou Agutem. Po zisku zbylých tří sad prošel do čtvrtfinále, čímž si 2. června zajistil start na závěrečném Turnaji mistrů v Londýně. Navíc tato výhra znamenala, že se stal prvním tenistou historie s více než 100 miliony dolarů výdělku na odměnách. Po kole částka činila 100 001 974 dolarů a po turnaji pak 101 917 404 dolarů. Druhý Federer měl na kontě přes 98 milionů. Mezi poslední osmičkou hráčů zdolal turnajovou sedmičku Tomáše Berdycha a v semifinále nepřipustil zápletku s Rakušanem Dominicem Thiemem. V repríze finále lednového Australian Open přehrál světovou dvojku Andyho Murrayho po čtyřsetovém průběhu. Zkompletoval tak jako osmý tenista historie kariérní Grand Slam. Po Budgeovi a Laverovi se výhrou stal třetím mužem historie, jenž zvítězil na čtyřech grandslamových turnajích v řadě a získal nekalendářní grandslam. Šedesáté páté turnajové vítězství na okruhu ATP Tour znamenalo dvanáctý vavřín z majoru a posun na čtvrté místo historických tabulek, které sdílel s Australanem Royem Emersonem. V Paříži zvítězil při dvanácté účasti, což představovalo nejdelší období muže v čekání na zisk prvního titulu. Z předchozích dvaceti tří odehraných grandslamů nepostoupil do finálového duelu pouze pětkrát.

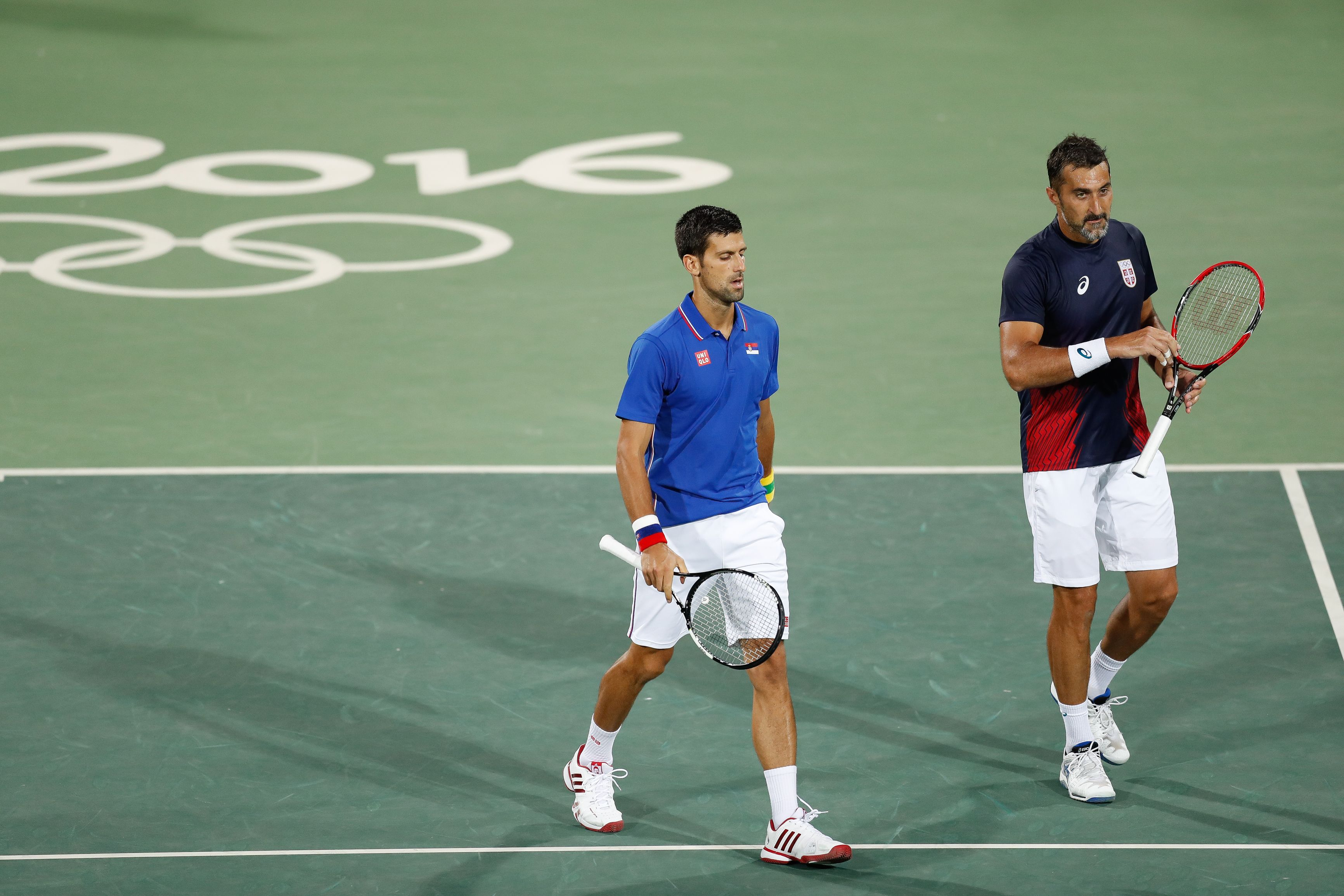
Do mužské čtyřhry olympijského turnaje nastoupil s Nenadem Zimonjićem

Výhrou ve druhém kole Wimbledonu nad Francouzem Adrianem Mannarinem vytvořil nový rekord otevřené éry 30 vítěznými zápasy na Grand Slamu v řadě, čímž překonal výkon tenisové legendy Roda Lavera z konce šedesátých let dvacátého století. Ihned v následném kole však tuto šňůru nedokázal navýšit, když byl překvapivě nad jeho síly dvacátý osmý nasazený Američan Sam Querrey, který dokázal Srba porazit ve čtyřech setech. Utkání se hrálo ve dvou dnech. Na grandslamu tak Srb nepostoupil do osmifinále poprvé od Roland Garros 2009, kdy v Paříži rovněž skončil ve třetím kole. Ukončil tím šňůru dvaceti osmi grandslamových čtvrtfinále v řadě. Ve finále torontského Rogers Cupu popáté v roce zdolal Keie Nišikoriho a navýšil celkový poměr vzájemných duelů na 10–2. Čtvrtou trofejí z Canada Masters se zařadil na druhé místo za šest titulů Ivana Lendla. Čtyřicátou třetí finálovou účastí v kategorii ATP Masters se osamostatnil na čele statistik, když předchozí rekord sdílel s Nadalem a Federerem.
Srbsko reprezentoval na Letních olympijských hrách v Riu de Janeiru, kde v mužské dvouhře jako světová jednička vypadl již v úvodním kole s pozdějším stříbrným medailistou Juanem Martínem del Potrem. Jednalo se o jeho premiérovou porážku v prvním odehraném zápase turnaje od ledna 2009, kdy podlehl Ernestsu Gulbisovi na Brisbane International. Na US Open se probojoval do finále, kde jej zastavil Stan Wawrinka po čtyřsetovém průběhu. V semifinále Shanghai Rolex Masters nestačil na Roberta Bautistu Aguta. Čtvrtfinálová porážka od Marina Čiliće na pařížském BNP Paribas Masters znamenala po 122 týdnech bez přerušení pád z čela žebříčku ATP, respektive po celkové délce 223 týdnů. Na této pozici jej vystřídal Skot Andy Murray, který Srba porazil ve finále závěrečného ATP World Tour Finals.

### 2017: Kolísavá forma, rozchod s týmem a předčasný konec sezóny pro zranění

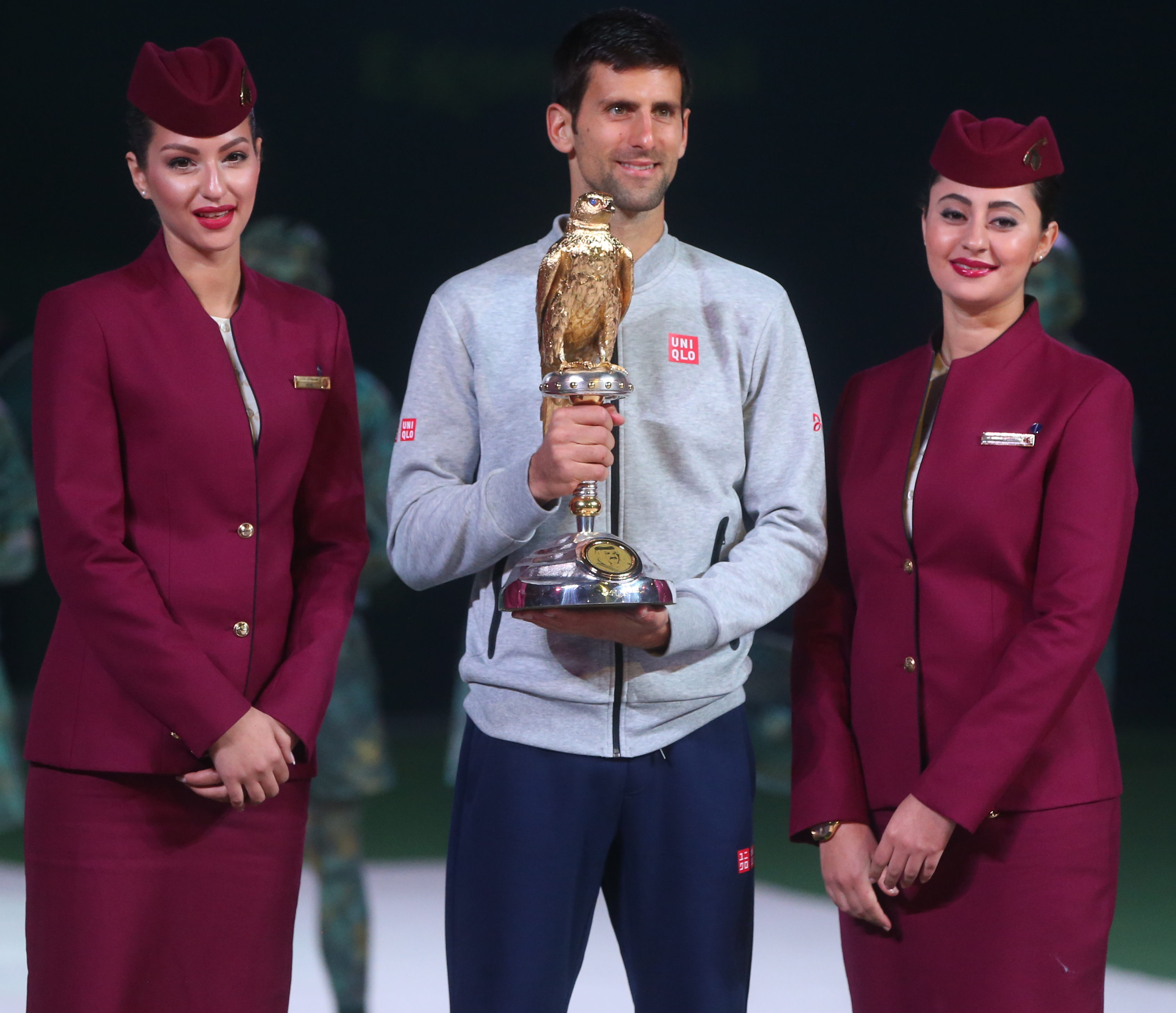
V lednu 2017 obhájil titul na Qatar ExxonMobil Open

Do sezóny vstoupil obhájenou trofejí na Qatar ExxonMobil Open, kde v závěrečném duelu oplatil listopadovou porážku světové jedničce Andy Murraymu. Australian Open znamenalo vyřazení již ve druhém kole od uzbeckého 117. hráče klasifikace Denise Istomina. Poprvé od Australian Open 2007 tak v Melbourne Parku nepostoupil do čtvrtfinále a poprvé v kariéře na grandslamu podlehl tenistovi mimo elitní světovou stovku.
Následně jej dvakrát za sebou vyřadil Australan z druhé desítky žebříčku Nick Kyrgios. Nejdříve mezi posledními osmi na Abierto Mexicano Telcel a poté v osmifinále Indian Well Masters.V dubnu dosáhl čtvrtfinálové účasti na Monte-Carlo Rolex Masters, kde jej zastavil Belgičan David Goffin.
Do druhého finále sezóny se probojoval na květnovém Internazionali BNL d'Italia poté, co dovolil Rakušanovi Dominicu Thiemovi uhrát jediný game. V rozhodujícím zápasu však nestačil na šestnáctého nasazeného Němce Alexandra Zvereva, když si nevypracoval žádnou brejkovou příležitost.
V květnu rozpustil svůj realizační tým, včetně ukončení jedenáctileté spolupráce s Mariánem Vajdou, kondičním koučem Gebhardem Philem-Gritschem i fyzioterapeutem Miljanem Amanovičem. Trenérské vedení převzala od French Open bývalá americká světová jednička Andre Agassi. Na pařížském grandslamu jej ve čtvrtfinále vyřadil Rakušan Dominic Thiem.

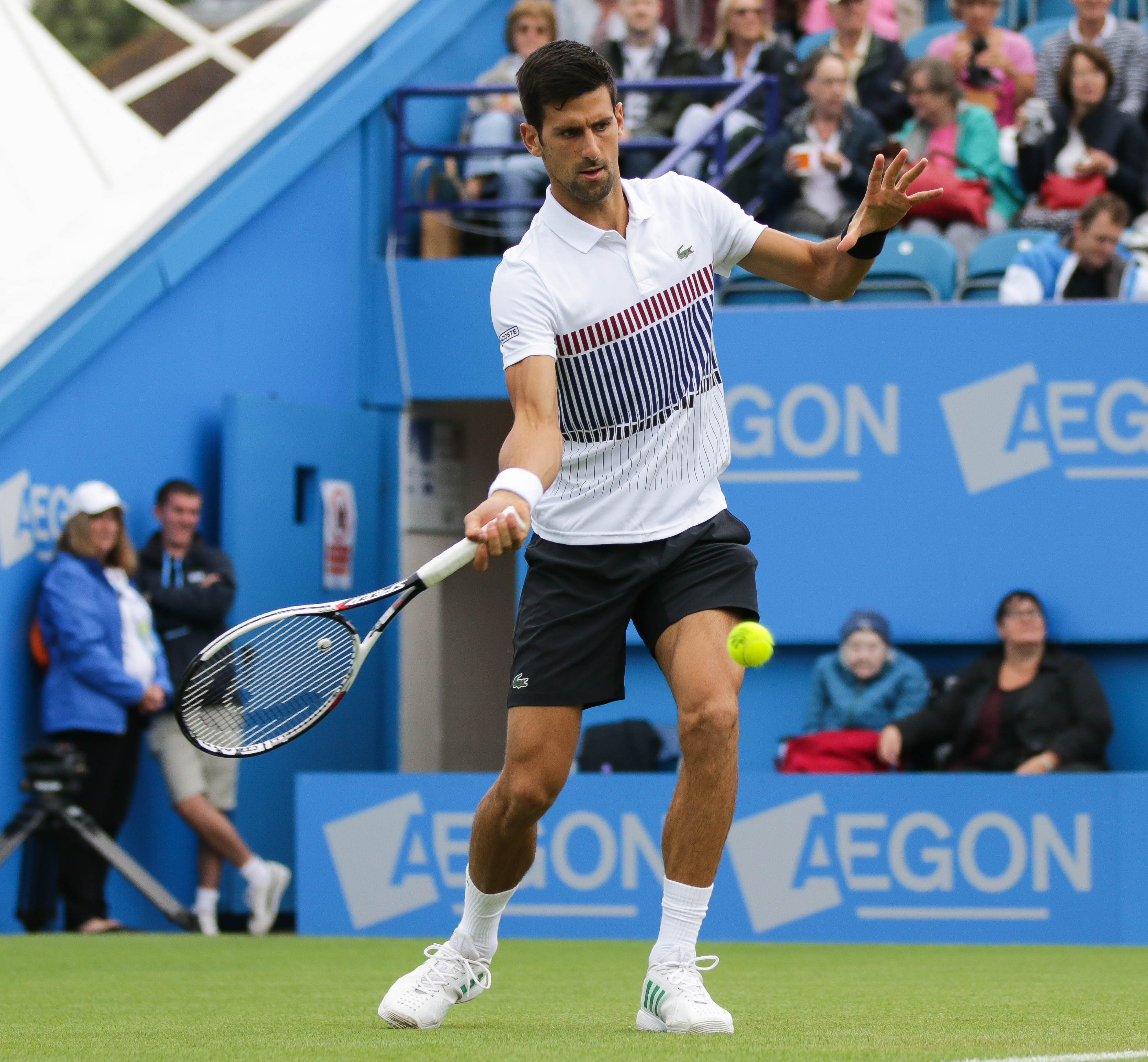
Premiérovou trofej si odvezl z eastbournského AEGON International

Poprvé od sezóny 2010 odehrál před Wimbledonem přípravný turnaj na trávě, když po pádu na čtvrté místo žebříčku zavítal na AEGON International do Eastbourne. V celém průběhu neztratil žádný set a po finálové výhře nad francouzskou turnajovou dvojku Gaëlem Monfilsem získal druhý sezónní titul, opět z kategorie ATP 250. V roli světové čtyřky zavítal do Wimbledonu, kde skončil ve čtvrtfinále na raketě Tomáše Berdycha. Po ztrátě úvodní sady v tiebreaku, v průběhu druhého setu zápas skrečoval pro bolestivý pravý loket.
Na doporučení lékařů 26. července 2017 předčasně ukončil sezónu pro pokračující bolest lokte, s plánem konzervativní léčby. Daná zdravotní indispozice měla protrahovaný charakter, když se s ní potýkal v průběhu předešlého roku a půl. Absence na US Open znamenala, že přeruší šňůru 51 grandslamových účastí v řadě. Herní výpadek komentoval slovy: „Mé tělo má limity a to musím respektovat. … Musel jsem udělat radikální rozhodnutí. Bylo to těžké, ale neměl jsem na výběr … Pár měsíců nevezmu raketu do ruky … navštívil jsem hodně specialistů a všichni se shodli, že potřebuju klid a pauzu.“ Ve stejný den roku 2016 oznámil předčasné ukončení sezóny Roger Federer.
Na počátku listopadu pak poprvé od roku 2007 opustil elitní světovou desítku žebříčku ATP, když klesl ze 7. na 12. místo.

### 2018: Operace ramena, vítěz Wimbledonu a US Open, kariérní Golden Masters

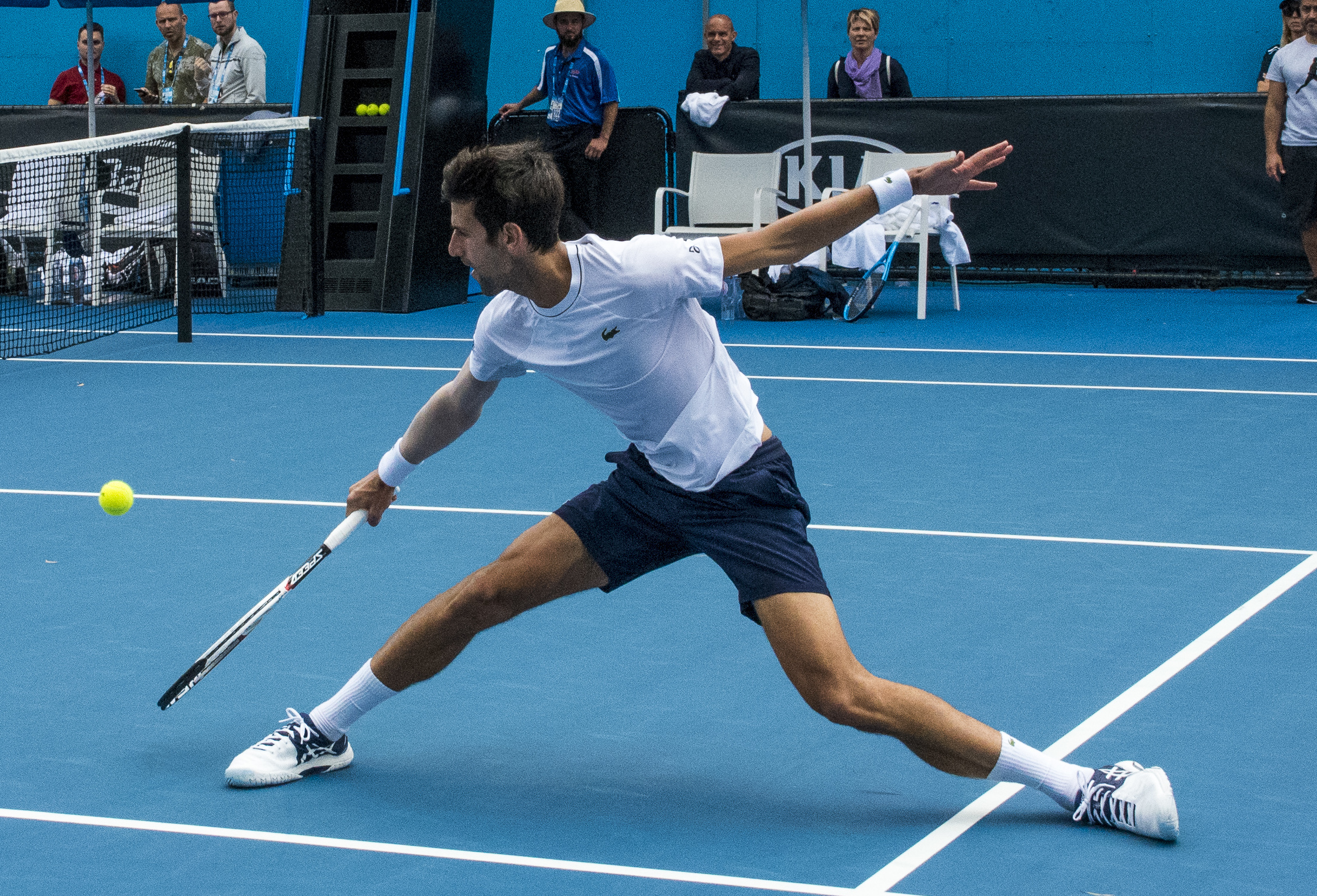
Na Australian Open vypadl v osmifinále s Čong Hjonem

V lednu zdolal Dominica Thiema na exhibičním Kooyong Classic hraném na melbournském Kooyong Stadium. Na okruh se po více než půl roční pauze vrátil grandslamem Australian Open, kde ve druhém kole vyřadil Gaëla Monfilse, ve třetí fázi Alberta Ramose-Viñolase, aby následně nenašel recept na Jihokorejce Čong Hjona. Na konci ledna pak podstoupil operaci ramenního kloubu. Na twitterovém účtu oznámil 3. března 2018 návrat k tréninku a po mírné jednotýdenní zátěži se překvapivě představil již na březnovém BNP Paribas Open v Indian Wells, kde jej ve druhém kole vyřadil Japonec Taró Daniel. Opět ve druhé fázi dohrál i na navazujícím Miami Open, tentokrát s Francouzem Benoîtem Pairem.
Na dubnový Monte-Carlo Rolex Masters přijížděl s obnovenou spoluprací se slovenským trenérem Mariánem Vajdou. V soutěži uhrál dvě kola proti krajanu Dušanu Lajovićovi a Chorvatu Bornu Ćorićovi, s následnou porážkou od světové sedmičky Dominica Thiema. Na tiskové konferenci komentoval svůj zdravotní stav slovy: „Po dvou letech mohu konečně hrát bez bolesti“. Po dalším časném vyřazení na Barcelona Open Banco Sabadell se Slovákem Martinem Kližanem, si zvýšil sebevědomí během Mutua Madrid Open, kde poprvé za deset měsíců porazil hráče z elitní světové dvacítky a finalistu z Monte-Carla Keie Nišikoriho. Ve druhém kole jej však zastavil Brit Kyle Edmund po třísetovém průběhu. Do římského Internazionali BNL d'Italia vstupoval se sezónní zápasovou bilancí 6–6. Poprvé od června 2017 prošel až do semifinále, v němž jej zdolala světová jednička Rafael Nadal ve dvou sadách. Čtvrtfinálovou účast zaznamenal na French Open, když byl vyřazen italským překvapením turnaje a 72. hráčem žebříčku Marcem Cecchinatem po čtyřsetovém průběhu.

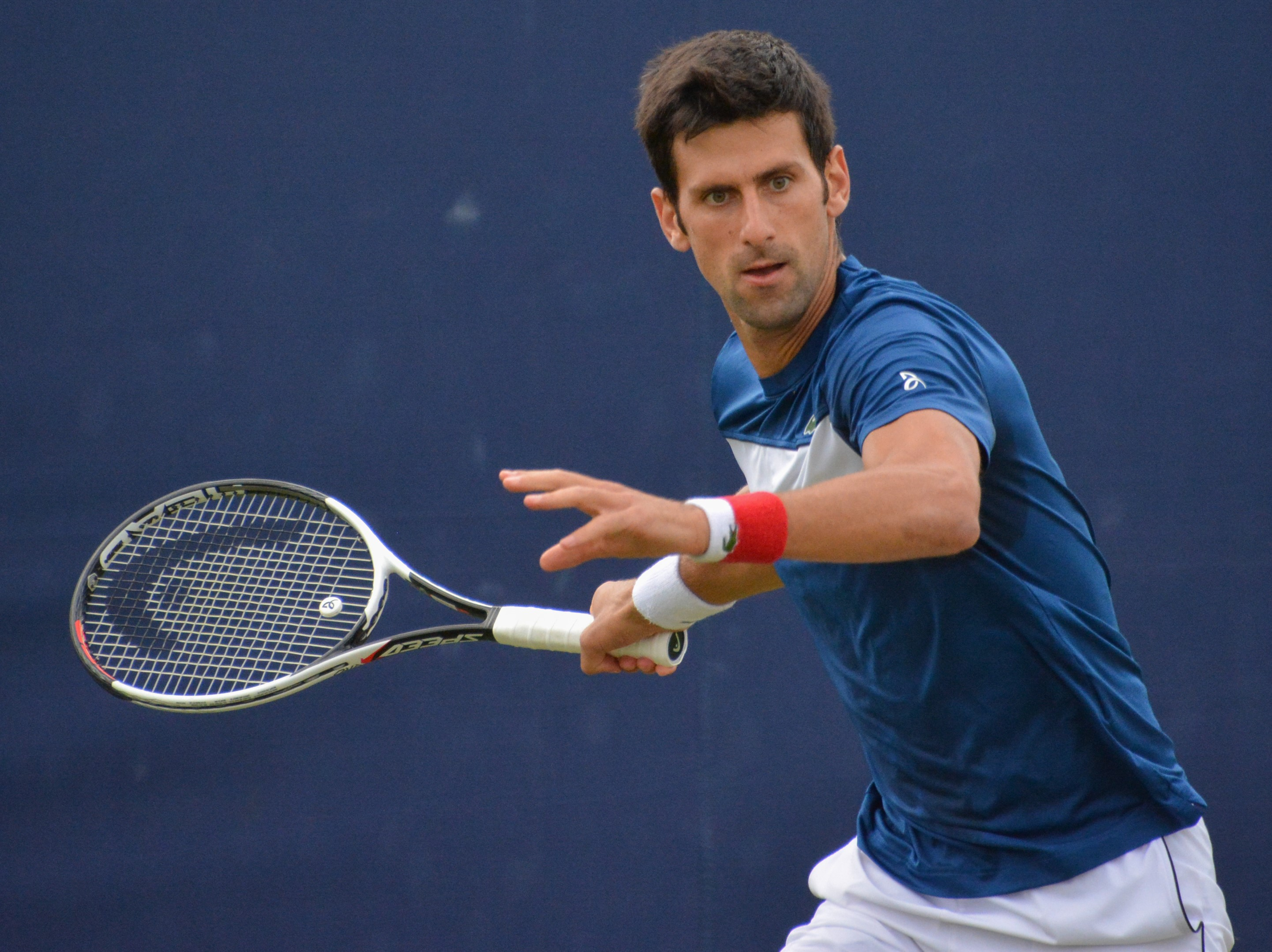
Ve finále v londýnském Queen's Clubu podlehl Čilićovi po nevyužití mečbolu

Dobrý vstup do travnaté sezóny zaznamenal na Fever-Tree Championships v londýnském Queen's Clubu, kde si výhrou nad Grigorem Dimitrovem připsal první vítězství nad členem elitní světové pětky po více než roce a půl. Poté přehrál Francouze Adriana Mannarina a Jérémy Chardyho, čímž se probojoval do finále. V něm nevyužil mečbol proti nejvýše nasazenému Marinu Čilićovi a utkání nakonec ztratil.
Do Wimbledonu zavítal jako dvanáctý nasazený. Na jeho raketě postupně dohráli Tennys Sandgren, Horacio Zeballos, Kyle Edmund, Karen Chačanov a mezi poslední osmičkou Kei Nišikori. V semifinále svedl pětisetovou bitvu s prvním mužem klasifikace Rafaelem Nadalem. jednalo se o jejich 52. vzájemné střetnutí a Djoković triumfoval po 5.21 hodinách výsledkem poměrem gamů 10–8 v rozhodující sadě. Navýšil tím mírně aktivní vzájemnou bilanci na 27–25. Oba shodně zahráli 73 vítězných míčů a vytvořili 42 nevynucených chyb. Jednalo se o druhé nejdelší semifinále v historii Wimbledonu, překonané pouze druhým souběžným semifinálem ročníku mezi Andersonem a Isnerem. Po třísetovém finálovém vítězství nad Jihoafričanem Kevinem Andersonem získal čtvrtý wimbledonský a celkově třináctý grandslamový titul ve dvacátém druhém odehraném finále majoru. 31letý Srb hrající z pozice světové jednadvacítky se stal nejníže postaveným vítězem od Chorvata Gorana Ivaniševiće z roku 2001. Bodový zisk jej poprvé od října 2017 navrátil do elitní světové desítky, jíž uzavíral na 10. místě.
Na Rogers Cupu v Torontu dohrál ve třetím kole po prohře od pozdějšího řeckého finalisty Stefanose Tsitsipase. Debutovou trofej na cincinnatském Western & Southern Open získal po finálovém vítězství nad světovou dvojkou Rogerem Federerem po dvousetovém průběhu. Ve čtyřicátém šestém vzájemném duelu vybojoval dvacátou čtvrtou výhru. 31. titul v kategorii Masters znamenal, že se stal prvním hráčem dvouhry, který vyhrál všech devět podniků série Masters, v této podobě hrané od vzniku okruhu ATP Tour v roce 1990. Na zkompletování tzv. kariérního Golden Mastersu přitom čekal pět let, ale ze všech pěti předchozích finále Cincinnati Masters odešel poražen. Do finále newyorského US Open prošel přes Keie Nišikoriho. V závěrečném duelu zdolal argentinskou světovou trojku Juana Martína del Potra po třísetovém průběhu. Poměr vzájemných duelů navýšil na 15–4, z toho dosáhl třinácté výhry v řadě. Po triumfech z let 2011 a 2015 vybojoval třetí trofej z Flushing Meadows, která znamenala čtrnáctý grandslamový titul. Tím se posunul na třetí místo historických statistik, jež sdílel s Petem Samprasem. Po Federerovi se stal druhým tenistou historie, který vybojoval třikrát Wimbledon i US Open vždy v jedné sezóně. V žebříčku se posunul o tři místa výše na 3. místo. Do elitní světové trojky se vrátil poprvé od French Open 2017.

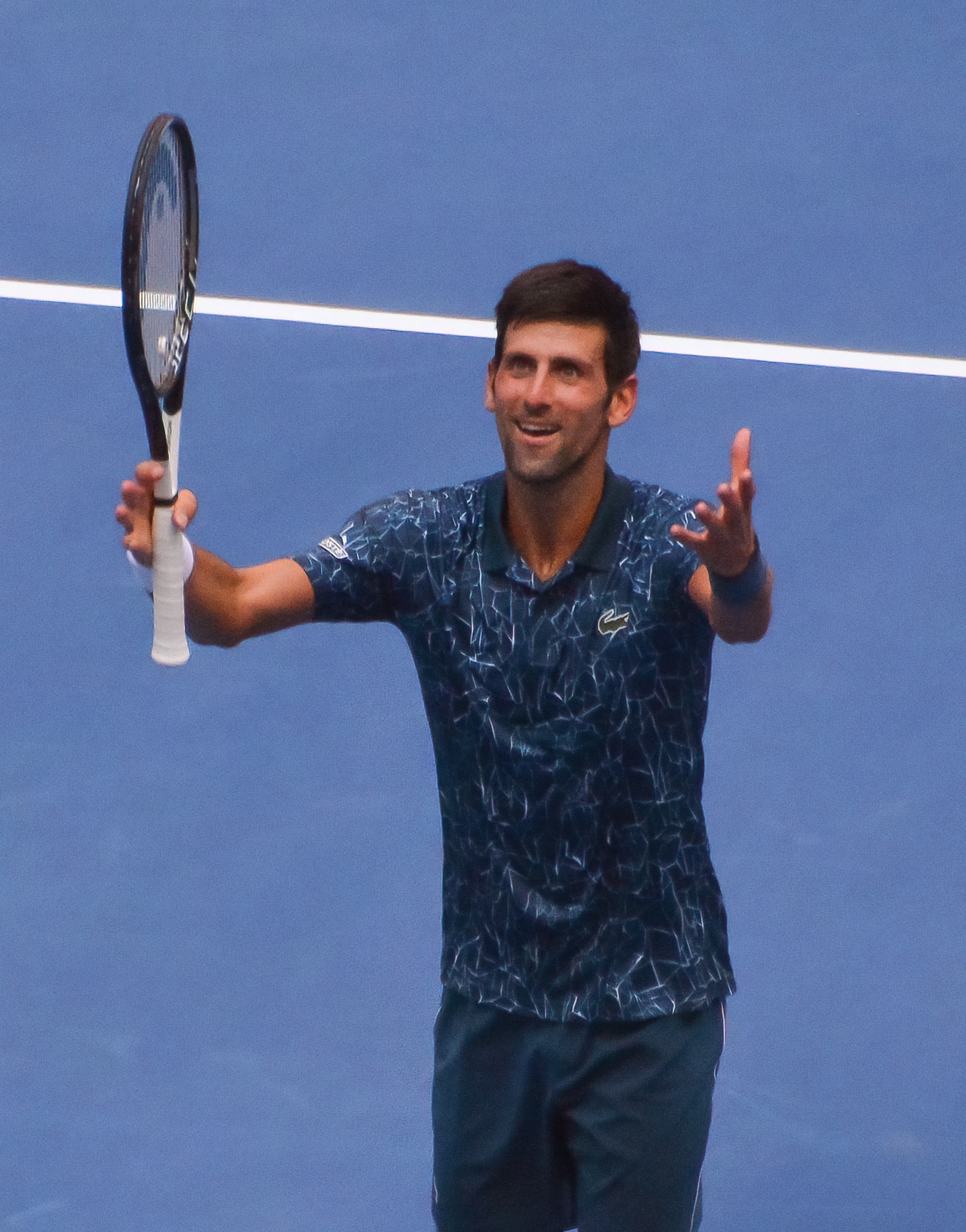
Z US Open si po finálové výhře nad del Potrem odvezl třetí titul

Z říjnového Rolex Shanghai Masters si po finálové výhře nad Chorvatem Bornou Ćorićem odvezl čtvrtý šanghajský titul, čímž navýšil svou finálovou neporazitelnost z čínských turnajů na 11–0. Zároveň vybojoval třicátou druhou trofej v sérii Masters. Neporazitelnost prodloužil na 18 utkání a od Wimbledonu 2018 prohrál z dvaceti osmi zápasů jen jednou. Na druhém místě světové klasifikace vystřídal Federera, se ztrátou 215 bodů na vedoucího Nadala. Po těsné výhře nad Federerem až v tiebreaku rozhodující sady postoupil do finále listopadového Rolex Paris Masters. V něm však nestačil na 22letého Rusa Karena Chačanova po dvousetovém průběhu. Ztráta setu ve čtvrtfinále s Čilićem znamenala ukončení nejdelší, 30setové série neporazitelnosti Djokoviće v kariéře. Po pařížském turnaji zahájil 5. listopadu 2018 čtvrté období jako světová jednička, když vystřídal Nadala. Španěl ve stejný den ukončil sezónu pro břišní zranění, čímž Djoković získal jistotu, že popáté v kariéře zakončí rok na postu konečné jedničky. Stal se také historicky prvním takovým hráčem, který v průběhu sezóny figuroval mimo elitní dvacítku žebříčku.
Základní skupinu Kuertena na závěrečné akci roku ATP Finals vyhrál, když porazil Alexandra Zvereva, Čiliće a Isnera. Po vítězství nad Kevinem Andersonem postoupil do sedmého kariérního finále na Turnaji mistrů. V něm mu dva dny starou prohru oplatil 21letý Zverev, který srovnal poměr vzájemných utkání na 2–2. Srb přitom ztratil první podání na turnaji až v devátém gamu úvodního setu finálového duelu.
Sezónu zakončil popáté v kariéře jako světová jednička na žebříčku ATP.

### 2019: Sedmý titul na Australian Open a pátý z Wimbledonu
Úvodním turnajem sezóny se stal lednový Qatar ExxonMobil Open. Na jeho raketě postupně dohráli Damir Džumhur, Márton Fucsovics a pátý nasazený Gruzínec Nikoloz Basilašvili, než jej v semifinále vyřadila španělská turnajová sedmička Roberto Bautista Agut.
Na Australian Open přijížděl v roli prvního hráče světa. Na cestě do finále přehrál Mitchella Kruegera, finalistu z roku 2008 Jo-Wilfrieda Tsongu, dvacátého pátého nasazeného Denise Shapovalova, turnajovou patnáctku Daniila Medveděva, osmičku Keie Nišikoriho a dvacet osmičku Lucase Pouilleho. Rekordní sedmý melbournský titul, a patnáctý grandslamový, získal po výhře nad světovou dvojkou Rafaelem Nadalem, když Španěl utržil nejtěžší porážku v rámci svých grandslamových finále. Na březnovém BNP Paribas Open v Indian Wells jej ve třetím kole vyřadil Philipp Kohlschreiber. V třísetovém zápase osmifinále Miami Open podruhé v roce podlehl Bautistu Agutovi.

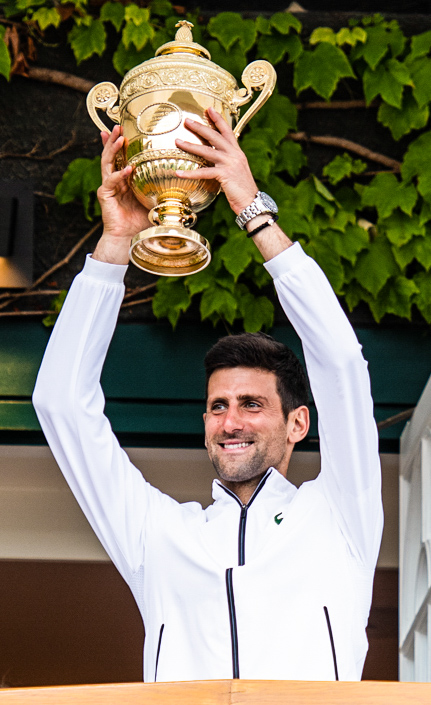
Pátou wimbledonskou trofej získal po odvrácení dvou Federerových mečbolů v nejdelším londýnském finále historie, trvajícím 4.57 hodiny

Antukovou sezónu rozehrál na Monte-Carlo Rolex Masters, kde jej ve třísetovém čtvrtfinále zastavil Rus Daniil Medveděv. Během květnového Mutua Madrid Open překonal hranici 250 týdnů na čele žebříčku ATP, čímž se zařadil po bok Federera, Samprase, Lendla a Connorse. Třetí madridskou trofej vybojoval finálovým vítězstvím s Řekem Stefanosem Tsitsipasem. Na jeden týden tak vyrovnal Nadalův rekord 33. trofejí v sérii Masters. Španěl se od Srba opět odpoutal na navazujícím Internazionali BNL d'Italia v Římě, kde Djokoviće zdolal ve finále. Poprvé mu také uštědřil „kanára“, set v poměru 6–0.
Na French Open prošel do semifinále bez ztráty setu, včetně výhry nad pátým nasazeným Alexandrem Zverevem. Již osmifinálové vítězství nad Němcem Janem-Lennardem Struffem, z něj učinilo prvního tenistu, který na Roland Garros postoupil do deseti čtvrtfinále v řadě. Před branami finále jej však v pětisetové bitvě trvající čtyři hodiny zastavil Dominic Thiem. Utkání bylo opakovaně přerušeno pro déšť a rozloženo do dvou dnů. Rakušan tak ukončil Srbovu 26zápasovou neporazitelnost na grandslamech a připravil jej o možnost podruhé získat „Nole Slam“ za čtyři vyhrané majory v řadě.
Z Wimbledonu si odvezl šestnáctý kariérní grandslam, když mu zvládnutá obhajoba přinesla pátou trofej z All England Clubu. V pětisetovém finálovém dramatu proti Federerovi, časem 4.57 hodin nejdelším ve wimbledonské historii, odvrátil v závěrečném dějství dva mečboly podávajícího Švýcara v řadě. Za stavu gemů 12–12 pak vůbec poprvé o vítězi rozhodla zkrácená hra. Jako obhájce titulu jej v semifinále cincinnatského Western & Southern Open vyřadil Rus Daniil Medveděv. Stejnou roli plnil na US Open. Ve čtvrtém kole skrečoval Stanu Wawrinkovi, jenž získal úvodní dva sety a ve třetím měl výhodu prolomeného servisu. Porážka znamenala, že nezopakuje svá maxima z let 2011 a 2015, kdy získal tři ze čtyř grandslamů. V říjnu triumfoval na Rakuten Japan Open Tennis Championships v Tokiu po finálovém vítězství nad australským kvalifikantem Johnem Millmanem. Čtvrtfinálovou porážku pak utržil na Rolex Shanghai Masters od Řeka Stefanose Tsitsipase. Přestože na listopadovém Rolex Paris Masters vyhrál rekordní pátou trofej, když ve dvou závěrečných kolech přehrál Grigora Dimitrova a Kanaďana Denise Shapovalova, přesně po roce ztratil post světové jedničky. Na vrchol žebříčku se vrátil Rafael Nadal.
Na Turnaji mistrů, londýnském ATP Finals, nepostoupil ze základní skupiny Björna Borga. Po výhře nad italským debutantem Matteem Berrettinim podlehl ve třech setech Dominicu Thiemovi a ve dvou sadách i Federerovi, s nímž prohrál poprvé od roku 2015. Sezónu zakončil jako světová dvojka.

### 2020: Osmá trofej na Australian Open a druhý kariérní Zlatý Masters
Do sezóny vstoupil jako člen srbského výběru na úvodním ročníku australské týmové soutěže ATP Cupu. Srbsko vyhrálo všech šest mezistátních utkání a získalo trofej. Djoković porazil šest soupeřů ve dvouhře včetně ruské světové pětky Medveděva v semifinále a španělské světové jedničky Nadala ve finále. Do Australian Open vstoupil jubilejním 900. vítězným zápasem na okruhu ATP Tour, v němž vyřadil Němce Jana-Lennarda Struffa. V semifinále neztratil ani jednu sadu proti Rogeru Federerovi. Ve finále pak za 3.59 hodiny přehrál rakouskou světovou pětku Dominica Thiema po pětisetovém dramatu. Ve finále grandslamu poprvé otočil nepříznivý vývoj setů ze stavu 1–2, když sedm předchozích finále s tímto vývojem prohrál. Osmým triumfech na Australian Open navýšil vlastní historický rekord. Sedmnáctá grandslamová trofej jej řadila na třetí místo historických statistik. Titulem se vrátil do čela světového žebříčku a pátým obdobím zahájil 276. týden na vrcholu klasifikace.
Z Dubai Tennis Championships si odvezl celkově pátou trofej a první od roku 2013. Setrvání na čele klasifikace si zajistil postupem do semifinále. Do finále pak prošel přes francouzskou světovou devítku Gaëla Monfilse. V boji o titul zdolal světovou šestku Stefanose Tsitsipase ve dvou setech.
Po pětiměsíčním přerušení sezóny pro pandemii koronaviru se na okruh vrátil srpnovým Western & Southern Open výjimečně hraným v newyorském areálu Billie Jean Kingové namísto Cincinnati. Do boje o titul postoupil po výhře nad Španělem Robertem Bautistou Agutem. V závěrečném utkání porazil třicátého hráče žebříčku Milose Raonice přes ztrátu úvodní sady. Udržel tak sezónní neporazitelnost s bilancí výher 23–0. Jubilejní osmdesátou trofejí ATP podruhé v kariéře zkompletoval kariérní Zlatý Masters, tituly ze všech devíti turnajů série Masters, v níž nadále zůstával jeho jediným držitelem. Následující týden začalo v témže areálu grandslamové US Open. Na cestě do osmifinále mu jediný set odebral ve druhém kole Brit Kyle Edmund z páté desítky klasifikace. V koncovce úvodní sady osmifinále proti dvacátému sedmému hráči světa Pablu Carreñu Bustovi pak nevyužil sérii tří setbolů na příjmu, gem prohrál, a v další hře za stavu 5–5 ztratil podání. Při odchodu na lavičku odehrál míč, který zasáhl čárovou rozhodčí do krku a způsobil jí pád na dvorec. Incident vedl k jeho diskvalifikaci. Stal se tak prvním vyloučeným tenistou na grandslamu od Stefana Koubka na French Open 2000. Ve finále zářijového Internazionali BNL d'Italia v Římě přehrál argentinskou světovou patnáctku Diega Schwartzmana po dvousetovém průběhu. Pátou trofejí na Rome Masters se ve 33 letech stal nejstarším šampionem turnaje. Rovněž získal třicátý šestý titul v sérii Masters, čímž se na čele odpoutal od Nadala. V předchozí části sezóny vyhrál 31 z 32 zápasů, když jedinou prohrou byla diskvalifikace ve Flushing Meadows. Po skončení zahájil 287. týden na vrcholu žebříčku ATP, jímž se na druhé příčce osamostatnil od Peta Samprase.
První prohraný zápas v sezóně, který dokončil, odehrál ve finále říjnového French Open s Nadalem. V duelu získal pouze sedm gemů. Poté ve čtvrtfinále vídeňského Erste Bank Open překvapivě nestačil na Itala Lorenza Sonega, což znamenalo jeho první prohru se šťastným poraženým z kvalifikace. V duelu uhrál jen tři hry. Na závěrečném ATP Finals postoupil do semifinále po nezvládnutém utkání s Daniilem Medveděvem a výhrách nad Alexandrem Zverevem i Diegem Schwartzmanem. Před branami finále jej však v třísetové bitvě zastavil Rakušan Dominic Thiem, když poslední dva sety rozhodly těsné tiebreaky.
Ve vydání žebříčku ATP z 21. prosince 2020 dosáhl jako druhý hráč po Federerovi mety 300 týdnů na jeho vrcholu, pošesté sezónu zakončil jako světová jednička a připsal si v ní nejdelší šňůru 26zápasové neporazitelnosti.

### 2021: Jeden zápas od čistého grandslamu, druhý kariérní grandslam a nejdelší období na čele žebříčku
Do sezóny ovlivněné koronavirovou pandemií vstoupil únorovou týmovou soutěží, ATP Cupem v Melbourne, kde vedl obhájce trofeje ze Srbska. Ačkoli obě své dvouhry proti Denisi Shapovalovovi a Alexandru Zverevovi vyhrál, Srbsko skončilo ve skupině druhé za Německem, na nějž nestačilo 1:2 na zápasy. Na navazujícím Australian Open postoupil do finále přes Alexandra Zvereva a ruského kvalifikanta Aslana Karaceva v semifinále. Již vítězstvím ve čtvrtém kole nad Milosem Raonicem se stal po Federerovi druhým mužem open éry, který na grandslamu vyhrál alespoň 300 dvouher. V boji o titul pak neztratil žádný set s ruskou světovou čtyřkou Daniilem Medveděvem. Získal tak rekordní devátý triumf na Australian Open, kde udržel semifinálovou i finálovou neporazitelnost s bilancí 18–0. Po Nadalovi na French Open se stal druhým mužem v historii s alespoň devíti trofejemi z jednoho majoru. Rovněž vyrovnal Nadalův rekord šesti vyhraných grandslamů po 30. roce života. Celkově vybojoval osmnáctou grandslamovou trofej. Čtvrtfinálovou prohrou Nadala v Melbourne získal jistotu, že 8. března 2021 překoná rekordních 310 týdnů Rogera Federera na čele klasifikace ATP.
Antukovou sezónu zahájil dubnovým Monte-Carlo Rolex Masters, kde jej ve třetím kole přehrál Brit Daniel Evans ze čtvrté desítky žebříčku. Na obnoveném bělehradském Serbia Open postoupil přes Jihokorejce Kwona Suna-u a krajana Miomira Kecmanoviće do semifinále, v němž jej zastavil Aslan Karacev po třísetovém průběhu. Mezi poslední osmičkou římského Internazionali BNL d'Italia porazil světovou pětku Stefanose Tsitsipase a poté Itala Lorenza Sonega, než jej v posledním duelu zdolal Rafael Nadal ve třech sadách. Do Bělehradu se vrátil na dodatečně zařazenou generálku pařížského grandslamu, Belgrade Open. Ve dvou závěrečných zápasech si poradil se Slováky figurujícími mimo první světovou stovku, Andrejem Martinem a Alexem Molčanem. Vyhrál tak druhou sezónní trofej. Úvodními třemi koly French Open prošel bez ztráty setu. Na hraně vyřazení se ocitl v osmifinále s italským teenagerem Lorenzem Musettim z osmé světové desítky, když ztratil tiebreaky prvních dvou setů. Následně již na dvorci dominoval. Ital utkání však psychicky nezvládl a v jeho zbytku získal už jen 18 míčů. Na konci páté sady zápas skrečoval, ačkoli jej nelimitovalo zranění. Ve čtvrtfinále Srb přešel přes italskou světovou devítku Mattea Berrettiniho a poté uštědřil teprve třetí pařížskou porážku obhájci Rafaelu Nadalovi. V posledním střetnutí proti Tsitsipasovi ztratil podruhé na turnaji úvodní dvě sady, ale zápas opět dovedl do vítězného konce. Svým devatenáctým grandslamem jako první muž otevřené éry podruhé zkompletoval kariérní grandslam a navázal na Emersona s Laverem, jimž se tento výkon podařil v 60. letech dvacátého století. Pouze oba Australané a on také dokázali ovládnout Australian Open i French Open vícekrát v jedné sezóně. Stal se rovněž třetím mužem historie, který vyhrál grandslam přes ztrátu setů 0–2 ve více než jednom utkání.
Do finále Wimbledonu postoupil přes Maďara Mártona Fucsovicse, s nímž vyhrál 100. utkání na trávě, a desátého nasazeného Kanaďana Denise Shapovalova. V závěrečném duelu po necelém měsíci opět zdolal debutanta ve finále grandslamu, světovou devítku Mattea Berrettiniho. Šestou wimbledonskou trofejí se posunul na čtvrté místo historických statistik a po Federerovi, Borgovi Samprasovi se stal čtvrtým mužem otevřené éry, jenž ovládl londýnský major třikrát v řadě. Jubilejní dvacátou grandslamovou trofejí vyrovnal mužský rekord Federera a Nadala v historických statistikách. Jako pátý muž rovněž vyhrál během kalendářní sezóny tři úvodní majory. Navázal tak na Crawforda, Budge, Hoada a Lavera. Tři grandslamy vybojoval již v sezóně 2015. Následně odjel na své čtvrté olympijské hry v řadě do Tokia, kde prohrál klíčové boje o medaile. V semifinále odložené olympiády nestačil na Němce Alexandra Zvereva a v boji o bronz na Španěla Pabla Carreña Bustu. V semifinále smíšené soutěže podlehl s krajankou Ninou Stojanovićovou zástupcům ruského tenisu Karacevovi s Vesninovou. Před duelem o bronzový kov proti Australanům Bartyové s Peersem však, v den porážky s Bustou, z turnaje odstoupil pro zranění ramene.
Na US Open přijel s cílem stát se po Budgeovi a Laverovi třetím mužem historie, který zkompletuje kalendářní grandslam. Do semifinále prošel přes Itala Berrettiniho. Mezi poslední čtveřicí svedl pětisetovou bitvu se světovou čtyřkou Alexandrem Zverevem, jemuž oplatil olympijskou porážku. Jediný vyhraný zápas jej tak dělil od čistého grandslamu. V boji o titul však nenašel recept na druhého hráče žebříčku Daniila Medveděva, který mu nedovolil získat ani jeden set. Třicátým prvním grandslamovým finále vyrovnal rekordní zápis Federera. V otevřené éře US Open se stal prvním devítinásobným finalistou, když se odpoutal od osmi Lendlových a Samprasových účastí ve finále. Šestou porážkou z přímého boje o titul vyrovnal nejvyšší počet proher Američana Billa Johnstona z první čtvrtiny dvacátého století.
Ve finále halového Rolex Paris Masters vrátil newyorskou prohru Medveděvovi a získal rekordní šestý pařížský titul. Postupem do závěrečného utkání si také zajistil sedmé zakončení na pozici světové jedničky, čímž překonal šest Samprasových zakončení na vrcholu klasifikace. Pařížskou trofejí získal 37. triumf v kategorii Masters, což znamenalo odpoutání se od sdíleného rekordu s Nadalem. Třemi zápasy základní skupiny turínského Turnaje mistrů prošel bez ztráty setu. V semifinále však podruhé v roce podlehl Alexandru Zverevovi. Sezónu zakončil účastí v srbském týmu na finálovém turnaji Davis Cupu, kde vyhrál všechny čtyři dvouhry. V semifinále však přesto Srbové vypadli s Chorvatskem, když po boku Filipa Krajinoviće nezvládli rozhodující čtyřhru.

### 2022: Australská vízová kontroverze, sedmý titul z Wimbledonu a šestý z Turnaje mistrů, 1000. výhra na okruhu

#### Vyhoštění z Austrálie jako neočkovanému proti covidu-19
Sezónu měl zahájit jako jednička srbského týmu na sydneyském ATP Cupu, z něhož se však v závěru prosince 2021 odhlásil. Na grandslamové Australian Open přijížděl v roli trojnásobného obhájce titulu, když jako jeden z tenistů neočkovaných proti covidu-19 obdržel výjimku z povinné vakcinace plynoucí z nařízení victorijského ministerstva zdravotnictví a kterou akceptoval tenisový svaz Tennis Australia. Výjimku získal díky dokladu o pozitivním testu z prosince 2021.

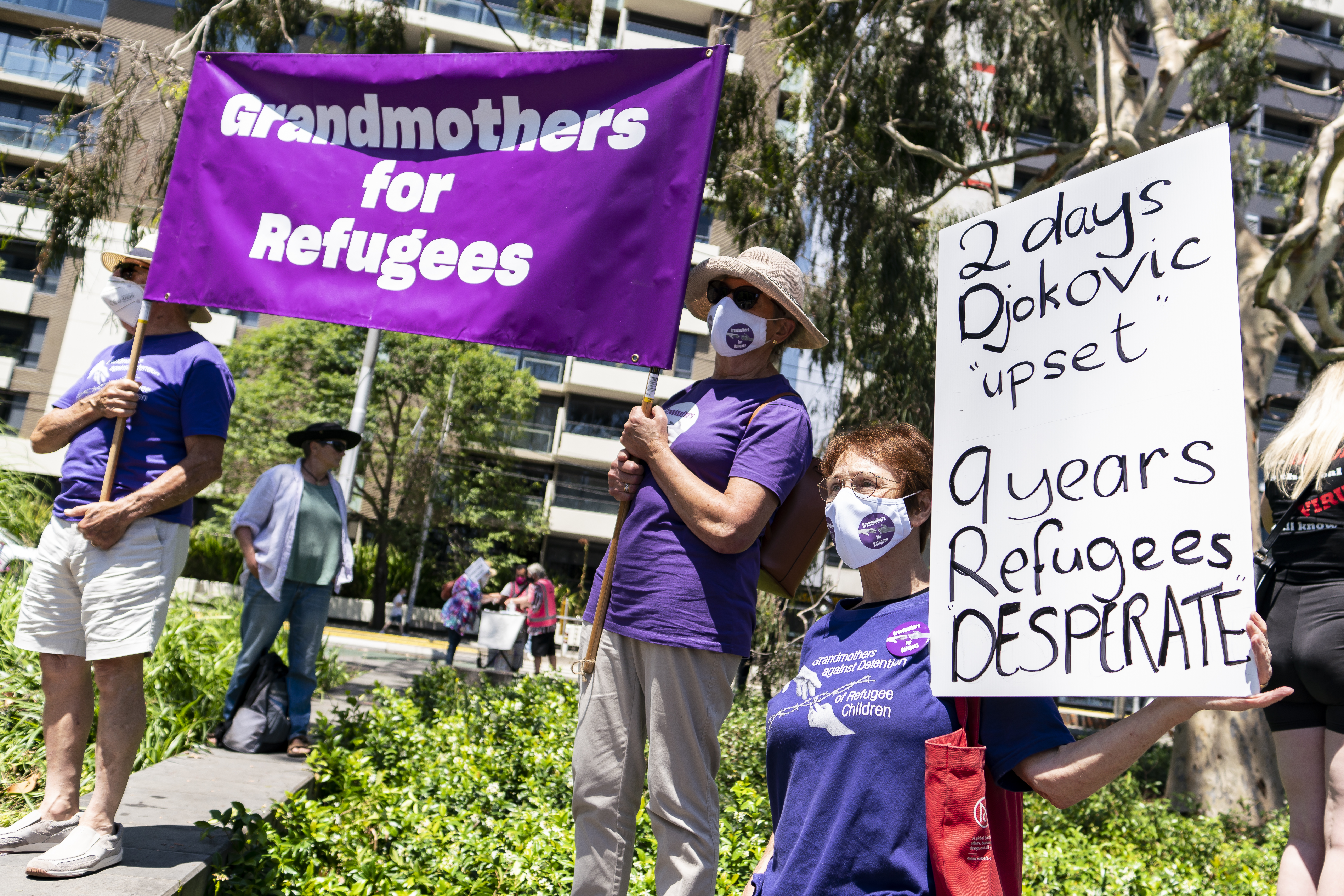
Lednová demonstrace na podporu Djokoviće a dalších zadržovaných v Park Hotelu v Carltonu, za účasti Grandmothers For Refugees (Babiček pro uprchlíky) a dalších skupin kritizujících australskou imigrační politiku

Po příletu do Melbourne 5. ledna 2022 mu však pohraniční stráž zrušila vízum ke vstupu do země po zpochybnění schválené výjimky z očkování a nesplnění podmínek pro neočkované osoby. Uzavřen tak byl v detenčním Park Hotelu v melbournském Carltonu, kde po svém odvolání čekal na rozhodnutí soudu. Vedle diplomatů se věcí začali zabývat i premiéři obou států. Srbská předsedkyně vlády Ana Brnabićová vedla o Djokovićově kauze rozhovor se svým australským protějškem Scottem Morrisonem. Federální soudce Anthony Kelly rozhodl 10. ledna ve prospěch tenisty, jemuž bylo obnoveno vízum a umožněn vstup do země. Jedním z důvodů bylo vydání tenistovy výjimky nezávislou odbornou komisí, jíž ustavila victorijská vláda. Podle australských deníků The Age a Sky News však Srb ve formuláři neuvedl pravdivá fakta o tom, že dva týdny před příletem nikam z domova necestoval. Podle zjištění v dané době odjel trénovat do Marbelly. Zpochybněna byla rovněž výjimka založená na jeho pozitivním koronavirovém testu ze 16. prosince 2021. Podle snímků na sociálních sítích předával následující den, kdy měl být v izolaci, bez roušky ceny mladým tenistům. Rovněž s vědomím nákazy poskytl rozhovor francouzskému deníku L'Équipe. Dne 12. ledna 2022 pak připustil porušení nařízené izolace. Německý týdeník Der Spiegel vyjádřil možnost manipulace s koronavirovým testem, když při první kontrole QR kódu se redaktorům objevil negativní výsledek, při pozdější kontrole byl již změněn na pozitivní. Ani digitální datum testu neodpovídalo uváděnému 16. prosinci, ale časová známka se shodovala s 26. prosincem.
Australský ministr pro imigraci Alex Hawke světové jedničce 14. ledna zrušil vrácená víza, když tento krok zdůvodnil ochranou veřejného zájmu s důrazem na zdraví a dodržování pořádku. Djoković se vůči verdiktu opět odvolal. Den před zahájením turnaje, 16. ledna, však tříčlenný senát federálního soudu odvolání jednomyslně zamítl. Předseda poroty James Allsop uvedl, že se senát zabýval právní přiměřenosti Hawkeova verdiktu, zda byl v souladu se zákonem. Srb tak byl ze země vyhoštěn, což znamenalo tříletý zákaz vstupu do Austrálie. Tenista ovšem mohl během tohoto období požádat o prominutí zákazu. V listopadu 2022 mu byl zákaz zrušen a Srb obdržel australská víza, s možností startu na tamních turnajích během ledna 2023. Již v červenci 2022 upustila australská vláda od povinnosti prokazovat stav očkování u osob směřujících do Austrálie.

#### Pád z čela žebříčku po 86 týdnech, trofeje z Rome Masters a Wimbledonu

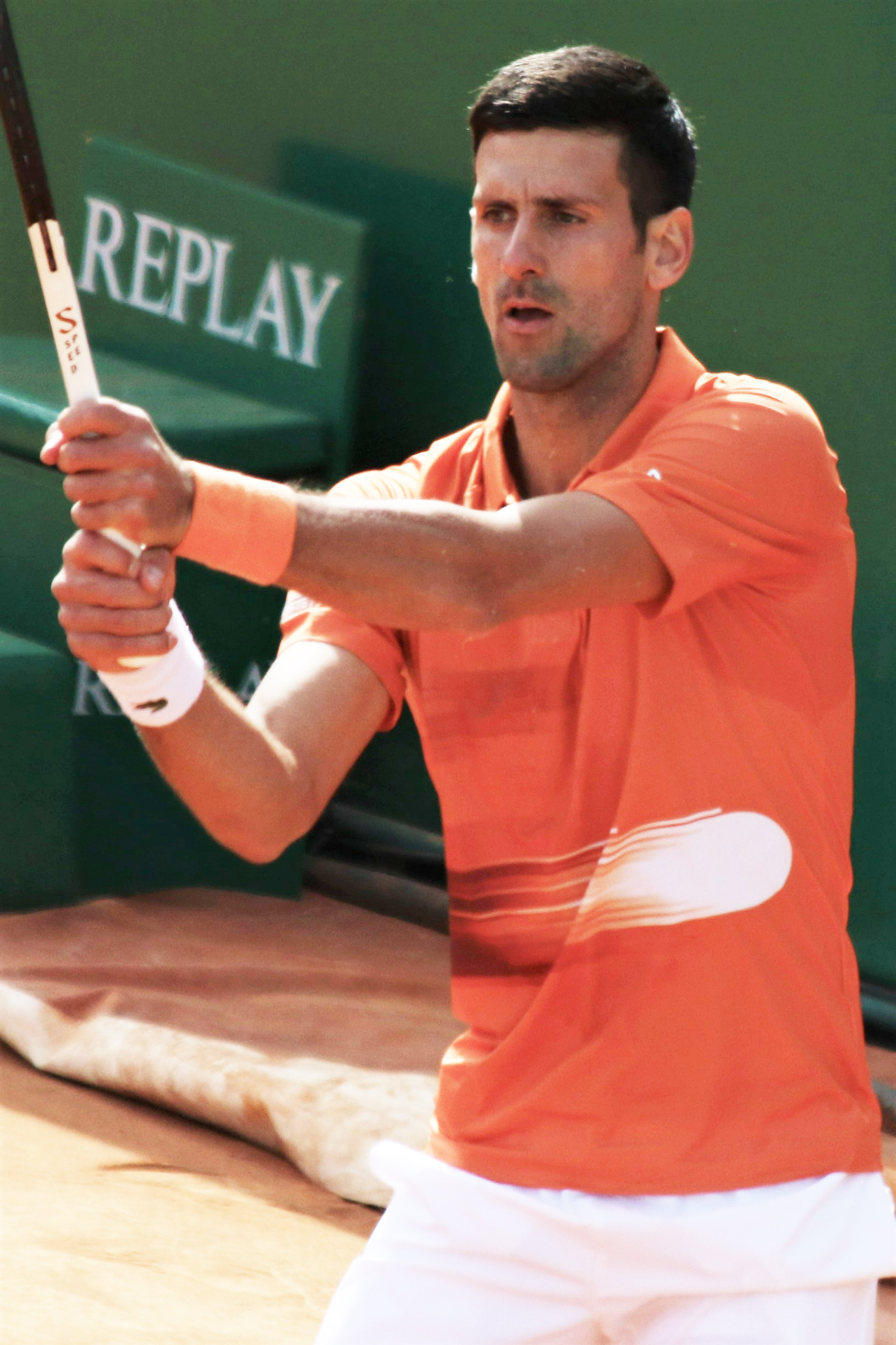
Na Monte-Carlo Masters prohrál již ve druhém kole s Davidovichem Fokinou

První turnaj v roce odehrál na únorovém Dubai Tennis Championships. Přes Musettiho a Chačanova postoupil do čtvrtfinále, v němž jej podruhé v kariéře porazil kvalifikant ze druhé světové stovky Jiří Veselý. Pozdější český finalista se Srbem udržel neporazitelnost. Nedostatečný bodový zisk za účast ve čtvrtfinále znamenal, že jej v závěru února na pozici světové jedničky vystřídal Daniil Medveděv. Od února 2020 strávil na čele 86 týdnů bez přerušení (vyjma zmrazení žebříčku), své druhé nejdelší období, a celkově rekordních 361 týdnů. Na velkých březnových turnajích Indian Wells Masters a Miami Masters nestartoval, protože mu byl jako neočkovanému hráči proti covidu-19 odepřen vstup do Spojených států, dle nařízení o povinné vakcinaci cizinců. Přes neaktivitu se po třech týdnech vrátil na vrchol klasifikace s minimálním náskokem 10 bodů, když Medveděv v Miami potřeboval vyhrát o jeden zápas více.
Na evropskou antuku se vrátil dubnovým Monte-Carlo Rolex Masters. Po volném losu podlehl v téměř tříhodinové bitvě světové šestačtyřicítce Alejandru Davidovichovi Fokinovi. Na cestě do finále bělehradského Serbia Open svedl tři vítězné třísetové zápasy. V závěrečném utkání turnaje však nestačil na osmého muže žebříčku Andreje Rubljova, jenž mu v rozhodující sadě uštědřil „kanára“. Po finálové výhře nad světovou pětkou Stefanosem Tsitsipasem ovládl Internazionali BNL d'Italia. Jednalo se o jeho 232. výhru proti členovi světové desítky, při 106 porážkách. Žádný jiný tenista nedokázal od zavedení žebříčku ATP v roce 1973 získat vyšší počet výher proti tenistům z Top 10. Na Rome Masters tak dvanáctým finálem vyrovnal Nadalův rekord a získal šestou trofej, ve 34 letech jako nejstarší římský šampion v open éře. V sérii Masters navýšil rekordní počet na 38 titulů. Již semifinálové vítězství nad Norem Casperem Ruudem znamenalo, že se stal pátým tenistou, jenž na túře ATP vyhrál 1000 zápasů. Před ním tuto hranici pokořili Jimmy Connors, Roger Federer, Ivan Lendl a Rafael Nadal. Na French Open mohl jako první muž potřetí zkompletovat kariérní grandslam. Na cestě do čtvrtfinále neztratil žádný set včetně osmifinálové výhry nad světovou šestnáctkou Diegem Schwartzmanem. Ve čtvrtfinále prodloužili s Rafaelem Nadalem rekordní sérii otevřené éry mezi dvěma tenisty, když se utkali již v 59. vzájemném zápasu. Čtyřsetovou výhrou španělská světová pětka snížila pasivní bilanci zápasů na 29–30 a v Paříži ji naopak navýšila na 8–2. Žádná jiná dvojice na Roland Garros neodehrála více duelů. Djokovićova neporazitelnost tak skončila po devíti zápasech a dvaceti dvou setech. Týden po skončení opustil čelo žebříčku po rekordních 373 týdnech, aby jej podruhé v sezóně vystřídal Medveděv. Poprvé od října 2018 Djoković klesl na 3. místo, což znamenalo, že premiérově od listopadu 2003 na prvních dvou příčkách nefiguroval žádný z členů tzv. Velké čtyřky.
Ve čtvrtfinále Wimbledonu zvrátil nepříznivý stav setů 0–2 s Italem Jannikem Sinnerem. V All England Clubu se mu takový obrat podařil potřetí a z celkových jedenácti pětisetových bitev jich vyhrál deset. V kariéře pak jeho poměr duelů, jež dospěly do páté sady činil 35–10. Přes britskou jedničku Camerona Norrieho postoupil do osmého londýnského finále, přestože ztratil úvodní sadu. V závěrečném utkání se proti australské světové čtyřicítce Nicku Kyrgiosovi semifinálový scénář setů zopakoval. Sedmou wimbledonskou trofejí se zařadil na druhé místo statistik po bok Williama Renshawa a Peta Samprase a po Borgovi, Samprasovi, Federerovi a Nadalovi se stal pátým tenistou otevřené éry se čtyřmi tituly z jediného grandslamu v řadě. Dvacátou první grandslamovou trofejí se na druhé příčce historických statistik osamostatnil od Federera. Třicátým druhým finále na grandslamech vytvořil nový mužský rekord. Již úvodní výhrou nad Kwonem se stal prvním tenistou historie, který na každém ze čtyř grandslamů vyhrál alespoň osmdesát zápasů a po Federerovi druhým mužem, jenž na každém z nich odehrál minimálně devadesát utkání i sto zápasů na třech z nich. Vzhledem k nepřidělení bodů do žebříčku klesl o čtyři příčky na 7. místo.

#### Absence na US Open Series opět pro odmítnutí vakcinace a návrat na Laver Cupu
Plánovanou srpnovou přípravu na newyorský grandslam v rámci US Open Series ani samotné Flushing Meadows neodehrál z téhož důvodu, pro jaký již chyběl v letní australské sezóně. Kanada a Spojené státy mu jako neočkovanému proti covidu-19 neumožnily vstup na své území a výjimku neobdržel. Oba severoamerické státy vyžadovaly po cizích státních příslušnících dokončené očkování. Přestože Střediska pro kontrolu a prevenci nemocí v srpnu oznámila rozvolnění proticovidových opatření, nebyla z hlediska cizinců dostatečná pro změnu přístupu k neočkovaným. Zasáhl tak až do londýnského Laver Cupu, kde ukončil kariéru jeden z jeho dvou úhlavních soupeřů Federer. V evropském týmu jako sedmý muž žebříčku porazil Francese Tiafoea a podlehl Félixi Augeru-Aliassimemu. Evropský tým odešel poprvé, v pětileté historii této týmové soutěže, poražen od výběru světa.

#### Tituly v Tel Avivu a Astaně a rekordní šestá trofej na Turnaji mistrů
Na podzimní evropské túře se probojoval do tří finále v řadě, z nichž první dvě vyhrál. Na dodatečně zařazeném Tel Aviv Watergen Open v boji o titul přehrál chorvatskou turnajovou dvojku Marina Čiliće. Proti šestnáctému hráči klasifikace navýšil aktivní bilanci duelů na 19–2. Další říjnový týden prošel do finále kazachstánského Astana Open z kategorie ATP 500 po skreči světové čtyřky Daniila Medveděva před rozehráním třetí sady kvůli bolesti přitahovače v oblasti stehna. V závěrečném duelu si poradil se světovou šestkou Stefanosem Tsitsipasem a na okruhu ATP Tour vybojoval jubilejní devadesátý titul. Řeka porazil poosmé z deseti odehraných klání. V roli obhájce titulu přicestoval na Rolex Paris Masters hraný v hale Bercy. Jeho přemožitelem se ve finále stal 19letý Dán Holger Rune, který ve třetí sadě otočil nepříznivý vývoj gamů 1–3. V sérii Masters tak Djoković prohrál první z 31 odehraných finále, v nichž získal úvodní set. Patnáctou účast na Turnaji mistrů – turínském ATP Finals, zahájil výhrou s Tsitsipasem. Ani ve druhém duelu neztratil set po vítězství nad Andrejem Rubljovem, jímž si zajistil jedenáctý postup do semifinále. Jediný set v ročníku mu odebral poslední skupinový soupeř Medveděv, kterého přesto porazil. V semifinále zvládl oba tiebreaky proti Američanu Tayloru Fritzovi. V závěrečném duelu i počtvrté v kariéře přehrál světovou čtyřku Caspera Ruuda, s nímž opět neztratil žádnou sadu. Šestou trofejí vyrovnal rekordní zápis Rogera Federera. V 35 letech a 5 měsících se stal nejstarším šampionem v předchozí 53leté historii závěrečného turnaje. Čtrnáctileté rozpětí mezi první trofejí z roku 2008 a šestou v sezóně 2022 představovalo rovněž rekordní hodnotu, když se stal prvním vítězem ve třech dekádách. Jako neporažený šampion si připsal nejvyšší odměnu v předchozí historii tenisu, 4 740 300 dolarů (cca 111 milionů korun).

### 2023: Rekordman s 24 grandslamy po desátém titulu na Australian Open, třetím na French Open a čtvrtém na US Open

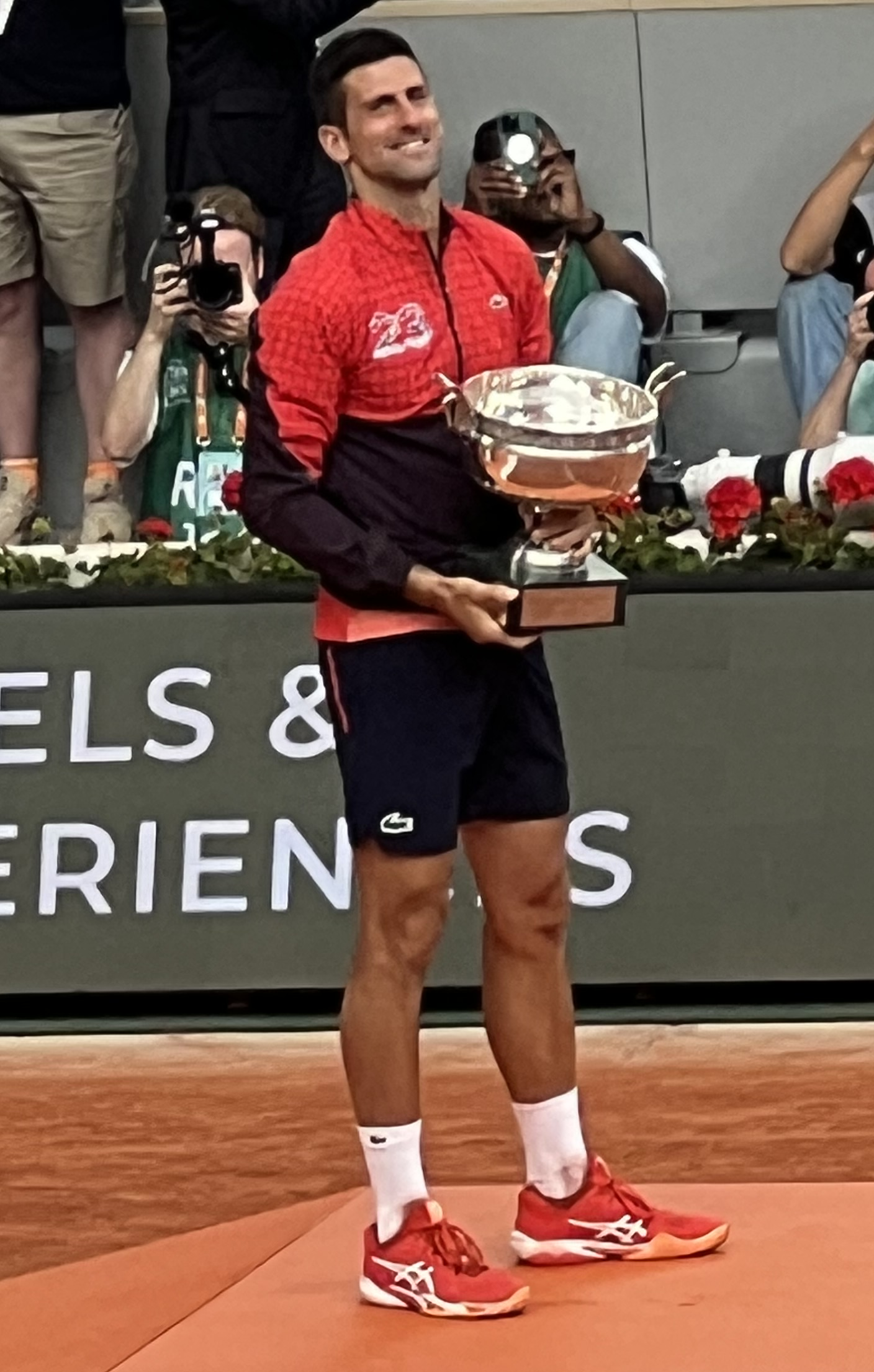
Třetí trofejí na Roland Garros vyhrál jako první muž 23. singlový grandslam a jako první potřetí zkompletoval kariérní grandslam. Ve 36 letech se stal i nejstarším šampionem turnaje.

Do sezóny vstoupil devadesátým druhým kariérním titulem na Adelaide International. Semifinálovou výhrou nad Daniilem Medveděvem odehrál jako vůbec první tenista 348. zápas proti členům první světové desítky. Ve finále pak odvrátil mečbol světové třiatřicítce Sebastianu Kordovi. Na australské půdě prodloužil  sérii neporazitelnosti, trvající od sezóny 2019, na 34 výher. V témže areálu již triumfoval jako 19letý na předchozím adelaidském turnaji v roce 2007. Do finále Australian Open se probojoval přes světovou šestku Andreje Rubljova a Američana Tommyho Paula. V závěrečném duelu pak přehrál čtvrtého muže pořadí Stefanose Tsitsipase. Aktivní vzájemnou bilanci zápasů proti Řekovi navýšil na 11–2. V sedmi utkáních soutěže ztratil jediný set, ve druhém kole s francouzským kvalifikantem Enzem Couacaudem. Dvacátým druhým grandslamem z dvouhry vyrovnal Nadalův mužský historický rekord. Desátou melbournskou trofejí navýšil rekordní zápis nejvyššího počtu titulů australského majoru, z něhož odjížděl s rekordní 28zápasovou neporazitelností. Překonal tak Agassiho šňůru 26 výher. Po Nadalovi se stal druhým mužem s deseti singlovými trofejemi z jediného grandslamu. Bodový zisk z něj  posedmé učinil světovou jedničku na žebříčku ATP a na jeho čele zahájil 374. týden.
Dne 27. února 2023 zahájil 378. týden na pozici světové jedničky, čímž překonal absolutní rekord 377 týdnů Steffi Grafové na vrcholu světového žebříčku dvouhry. První porážku v sezóně, znamenající konec 15zápasové neporazitelnosti, mu v semifinále Dubai Tennis Championships přivodil sedmý muž klasifikace Daniil Medveděv, který ve vzájemných zápasech přerušil sérii čtyř porážek. Březnové mastersy v Indian Wells a Miami musel Djoković opět vynechat pro neudělení výjimky ze strany ministerstva vnitřní bezpečnosti. Vstup do Spojených států amerických byl stále znemožněn cizincům neočkovaným proti covidu-19, mezi něž se řadil i tenista. Dané omezení mělo být zrušeno v průběhu května 2023. Na obou turnajích startoval naposledy předtím v roce 2019. Po Indian Wells Masters jej ve druhé polovině března na prvním místě vystřídal Alcaraz, jemuž posun do čela zaručil až turnajový titul. Po skončení navazujícího Miami Open se na vrchol žebříčku vrátil Srb, když v semifinále vyřazený Alcaraz musel k setrvání na čele trofej obhájit. Ve třetím kole Monte-Carlo Rolex Masters jej – ve čtvrtém vzájemném zápase –  premiérově přehrál dvacátý první muž klasifikace Lorenzo Musetti, přestože 21letý Ital ztratil úvodní sadu a ve druhé prohrával 2–4 na gamy. Poprvé v kariéře tak porazil světovou jedničku. Na antukovém Srpska Open v Banja Luce ve čtvrtfinále nestačil na krajana Dušana Lajoviće, figurujícího na sedmdesáté příčce, který odvrátil patnáct ze šestnácti brejkbolů. Namísto účasti v Madridu zvolil pro neoptimální formu trénink. Jako obhájce trofeje přijel na římský Internazionali BNL d'Italia. Přes Argentince Tomáse Martína Etcheverryho, světovou třiatřicítku Grigora Dimitrova a třináctku Camerona Norrieho postoupil do čtvrtfinále. V něm jej vyřadil 20letý sedmý muž pořadí Holger Rune, který ovládl druhý ze tří vzájemných duelů. V následném vydání klasifikace ATP opustil po 387 týdnech čelo žebříčku ve prospěch Alcaraze.
Na French Open startoval jako světová trojka. Na cestě do čtvrtfinále neztratil žádný set, když vyřadil Američana Aleksandra Kovacevice, Maďara Mártona Fucsovicse, devětadvacátého nasazeného Alejandra Davidoviche Fokinu a peruánské překvapení turnaje Juana Pabla Varillase. Sedmnáctým pařížským čtvrtfinálem překonal Nadalův rekord šestnácti účastí v této fázi. V dalších dvou duelech mu po jednom setu odebrali světová jedenáctka Karen Chačanov a v semifinále první muž klasifikace Carlos Alcaraz. Španěl byl však od třetí sady výrazně omezen v pohybu kvůli křečím, opakovaně se nechal ošetřovat a prohrál jedenáct gamů v řadě. Pohár mušketýrů pak Djoković získal finálovou výhrou nad čtvrtým hráčem žebříčku Casperem Ruudem. Nora zdolal i popáté, s celkovou bilancí setů 11–0. Na grandslamu již držel 21zápasovou neporazitelnost. Stal se prvním mužem s dvaceti třemi grandslamy ve dvouhře a prvním, který potřetí zkompletoval kariérní grandslam. V Paříži navázal na trofeje z let 2016 a 2021, v nichž rovněž ovládl melbournský major. Triumfoval tak na šestém z osmi předchozích grandslamů a jako první muž open éry vybojoval alespoň dva grandslamy v sedmi různých sezónách. Ve 36 letech a 20 dnech z Roland Garros odjížděl jako nejstarší šampion – po Laverovi a Federerovi třetí nejstarší v grandslamové dvouhře, a díky titulu se poosmé vrátil do čela žebříčku.

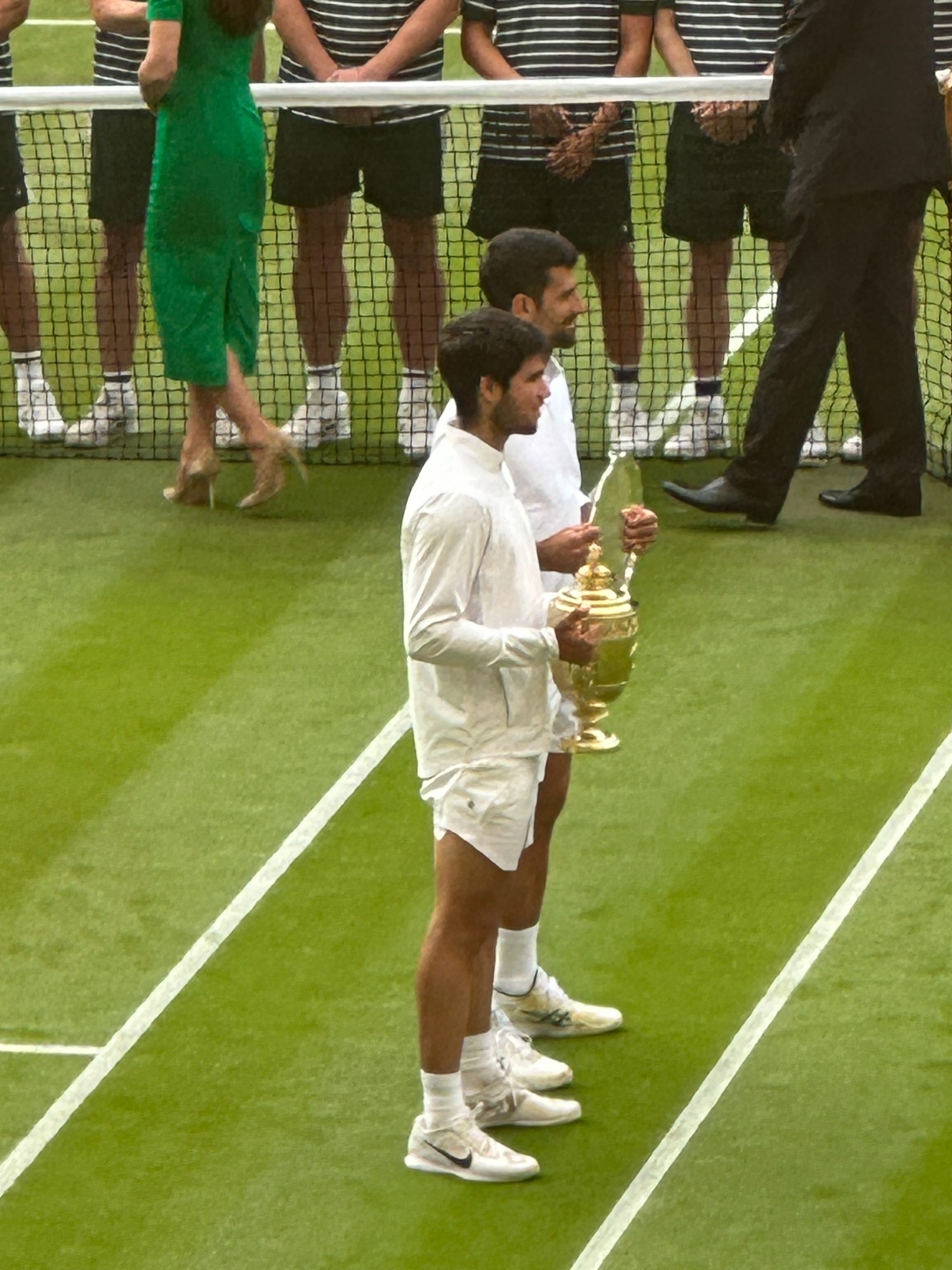
Djoković s Alcarazem po finále Wimbledonu 2023, v němž naposledy v sezóně prohrál utkání dvouhry. Poté vyhrál 18 zápasů.

Do Wimbledonu přijel jako světová dvojka a čtyřnásobný obhájce. Úvodními koly proti hráčům z druhé poloviny první stovky žebříčku, Pedru Cachínovi, Jordanu Thompsonovi a Stanu Wawrinkovi, prošel bez ztráty setu. V osmifinále vyhrál s polskou světovou osmnáctkou Hubertem Hurkaczem 100. wimbledonský zápas a proti sedmému v pořadí Andreji Rubljovovi nastoupil do 400. utkání na grandslamu. V repríze čtvrtfinále předchozího ročníku opět zdolal osmého muže klasifikace Jannika Sinnera a postoupil do třicátého pátého finále grandslamu. Tím překonal historický rekord Chris Evertové. Vyhrát pátý ročník jediného grandslamu v řadě se mu však nepodařilo, když v pětisetovém boji o titul podlehl světové jedničce Alcarazovi. V tiebreaku druhé sady přitom nevyužil setbol na vedení 2–0 na sety a v úvodu pátého dějství brejkbol na dvougamový náskok. Španěl tak ukončil jeho 34zápasovou wimbledonskou neporazitelnost, když na londýnském pažitu naposledy prohrál s Berdychem v roce 2017. V All England Clubu rovněž skončil jeho útok na zisk kalendářního grandslamu.  Z torontského National Bank Open se odhlásil pro únavu. Do prvního turnaje v Severní Americe od US Open 2021 zasáhl na srpnovém Western & Southern Open. Do finále prošel bez ztráty setu. V boji o svůj třetí cincinnatský titul oplatil čerstvou porážku Alcarazovi. V tiebreaku druhé sady přitom odvrátil mečbol. Časem 3:49 hodiny se jednalo o nejdelší finále v sérii Masters, v níž 39. trofejí navýšil historický rekord. Na okruhu ATP Tour vyhrál 1 069. zápas, čímž o jedno vítězství překonal Nadala i Lendla a posunul se na třetí místo historické statistiky za Connorse a Federera. Ve 36 letech se stal nejstarším šampionem Cincinnati Masters a před US Open ztrácel na prvního hráče žebříčku Alcaraze jen 20 bodů.
V New Yorku počtvrté ovládl US Open. V celém průběhu ztratil jen dva sety, ve třetím kole s Laslem Djerem. Proti krajanovi poosmé v kariéře otočil nepříznivý vývoj ze stavu 0–2 na sety. Osmifinálovou výhrou nad chorvatským kvalifikantem Bornou Gojem dosáhl 85. vítězství na US Open a stal se prvním tenistou historie s minimálně 85 vítěznými zápasy na všech grandslamech. Postupem do 47. grandslamového semifinále překonal Federerův mužský rekord. I potřinácté ve Flushing Meadows přešel přes čtvrtfinále, v němž jej nezastavil Taylor Fritz. Semifinálovým vítězstvím nad dalším zástupcem amerického tenisu Benem Sheltonem prodloužil sérii neporazitelnosti proti Američanům již na 31 zápasů. Ve finále oplatil porážku z US Open 2021 světové trojce Daniilu Medveděvovi. Ve druhém setu odvrátil setbol. Dvacátým čtvrtým grandslamem z dvouhry posunul mužský historický rekord a vyrovnal absolutní rekord Margaret Courtové. Rovněž třicáté šesté finále na majorech znamenalo rekordní zápis do historických statistik. Stejně jako v sezóně 2021 mu k zisku kalendářního grandslamu chyběl jediný vítězný zápas, v probíhající sezóně nezvládnuté wimbledonské finále. Počtvrté v kariéře vyhrál tři ze čtyř majorů jedné sezóny (2011, 2015, 2021, 2023), čímž překonal Federerův rekord tří takových sezón. Na okruhu ATP Tour vybojoval devadesátou šestou singlovou trofej. Ve 36 letech a 3 měsících se stal nejstarším singlovým vítězem US Open v otevřené éře. Po skončení zahájil rekordní 390. týden na pozici světové jedničky ATP, když si návrat do čela zajistil již postupem do druhého kola.

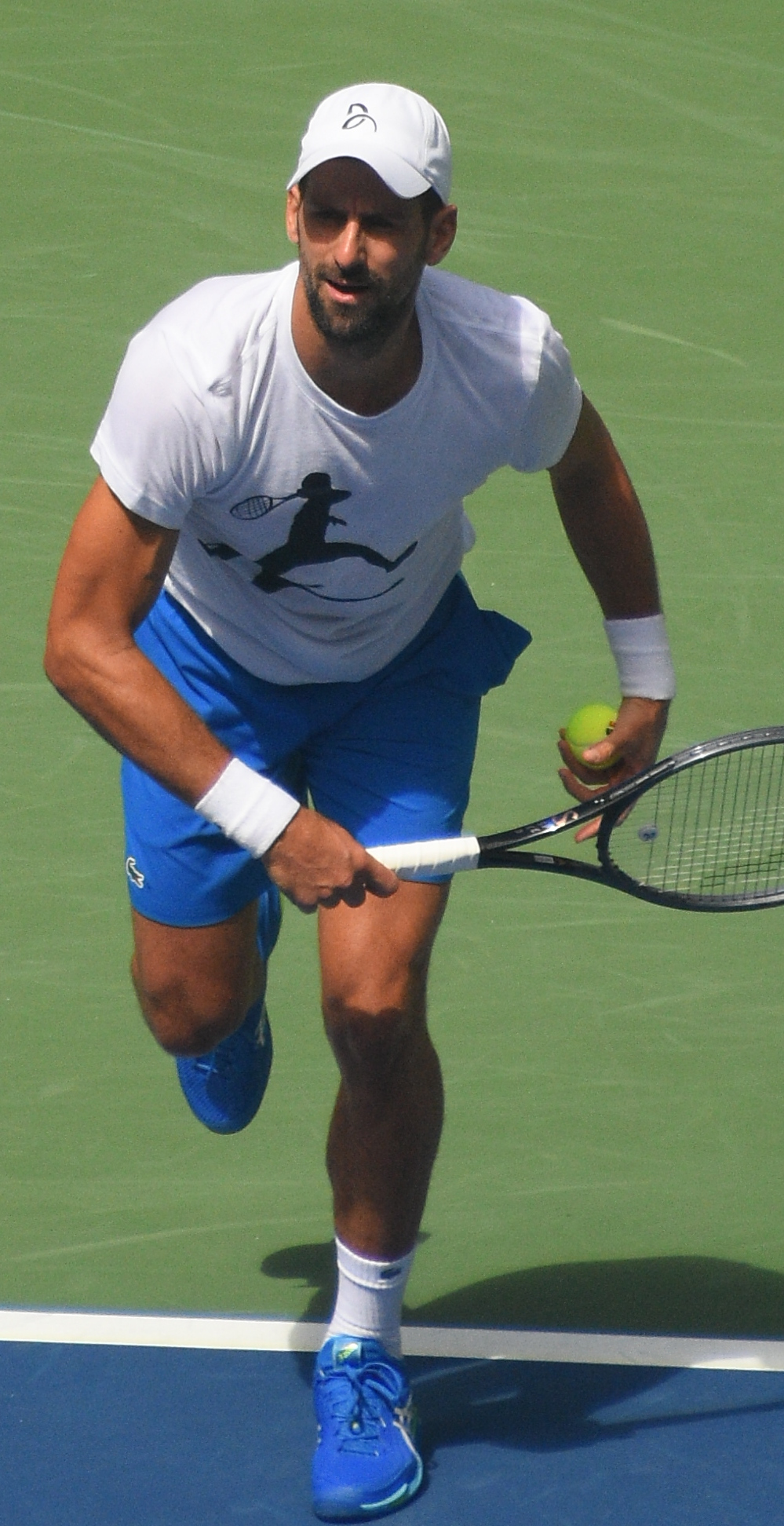
Na US Open vyrovnal historický rekord 24 grandslamů Courtové

V zářijové skupinové fázi finále Davis Cupu dovedl srbský celek k druhému postupovému místu za Českem. K výhře nad domácími Španěly přispěl vítězstvím nad Davidovichem Fokinou. S Nikolou Ćaćićem pak za rozhodnutého stavu prohrál čtyřhru s českým párem Macháč a Pavlásek. Následně zasáhl až do listopadového Rolex Paris Masters. Na cestě do finále zvládl navazující třísetové duely proti Tallonu Griekspoorovi, světové sedmičce a obhájci Holgeru Runeovi i pátému muži pořadí Andreji Rubljovovi. V závěrečném utkání podesáté za sebou porazil světovou sedmnáctku Grigora Dimitrova. Šestou sezónní trofejí navýšil své singlové rekordy na Paris Masters včetně sedmé trofeje, devátého finále a padesáti vyhraných zápasů. Jako první tenista podruhé v jediné sezóně ovládl French Open i pařížský masters. Jubilejním 40. titulem v sérii Masters posunul rekordní statistiku mistrovské kategorie. Po finále již držel 18zápasovou neporazitelnost.
Rekordní sedmý titul si odvezl z Turnaje mistrů, turínského ATP Finals, kde obhájil titul. Ve skupině porazil Runeho a náhradníka Hurkacze. Až v tiebreaku třetí rozhodující sady však nestačil na světovou čtyřku Jannika Sinnera. Ten ho mohl vyřadit z turnaje, pokud by prohrál v závěrečné dvouhře s Runem. Sinner však zápas nevypustil a z prvního místa prošel do semifinále i s druhým Djokovićem. Srb v něm vyřadil druhého muže žebříčku Alcaraze. V závěrečném utkání pak oplatil Sinnerovi čerstvou porážku. Zopakoval tak scénář z Turnaje mistrů 2015 proti Federerovi. Itala zdolal ve čtvrtém z pěti zápasů. V 36 letech a 5 měsících překonal vlastní rekord nejstaršího šampiona závěrečné události. V probíhající sezóně se stal jediným tenistou, který vyhrál sedm singlových titulů. Poosmé se stal konečnou světovou jedničkou, čímž rovněž posunul vlastní rekord. Po Turnaji mistrů zahájil jubilejní 400. týden na vrcholu klasifikace.
Poslední událost roku odehrál ve vyřazovací fázi finále Davis Cupu, kde vedl srbský tým. Ve čtvrtfinále proti Velké Británii přidal rozhodující druhý bod výhrou nad světovou osmnáctkou Cameronem Norriem. Ve světovém semifinále s Itálií navázal na dva týden staré zápasy z Turnaje mistrů proti Sinnerovi. Do utkání nastupoval za vedení Srbů 1–0. Postup do finále mohl stvrdit v závěrečné sadě, kdy měl na příjmu – při vedení 5–4 a 40:0 – tři mečboly. Sinner však všechny hrozby odvrátil a ziskem tří gamů v řadě Italům vynutil rozhodující čtyřhru. V ní po boku Sonega porazili Djokoviće s Kecmanovićem a ukončili tak srbskou účast v ročníku.

### 2024: Olympijským zlatem zkompletován kariérní Zlatý Slam i Super Slam, 1 100. vyhraný zápas na túře ATP

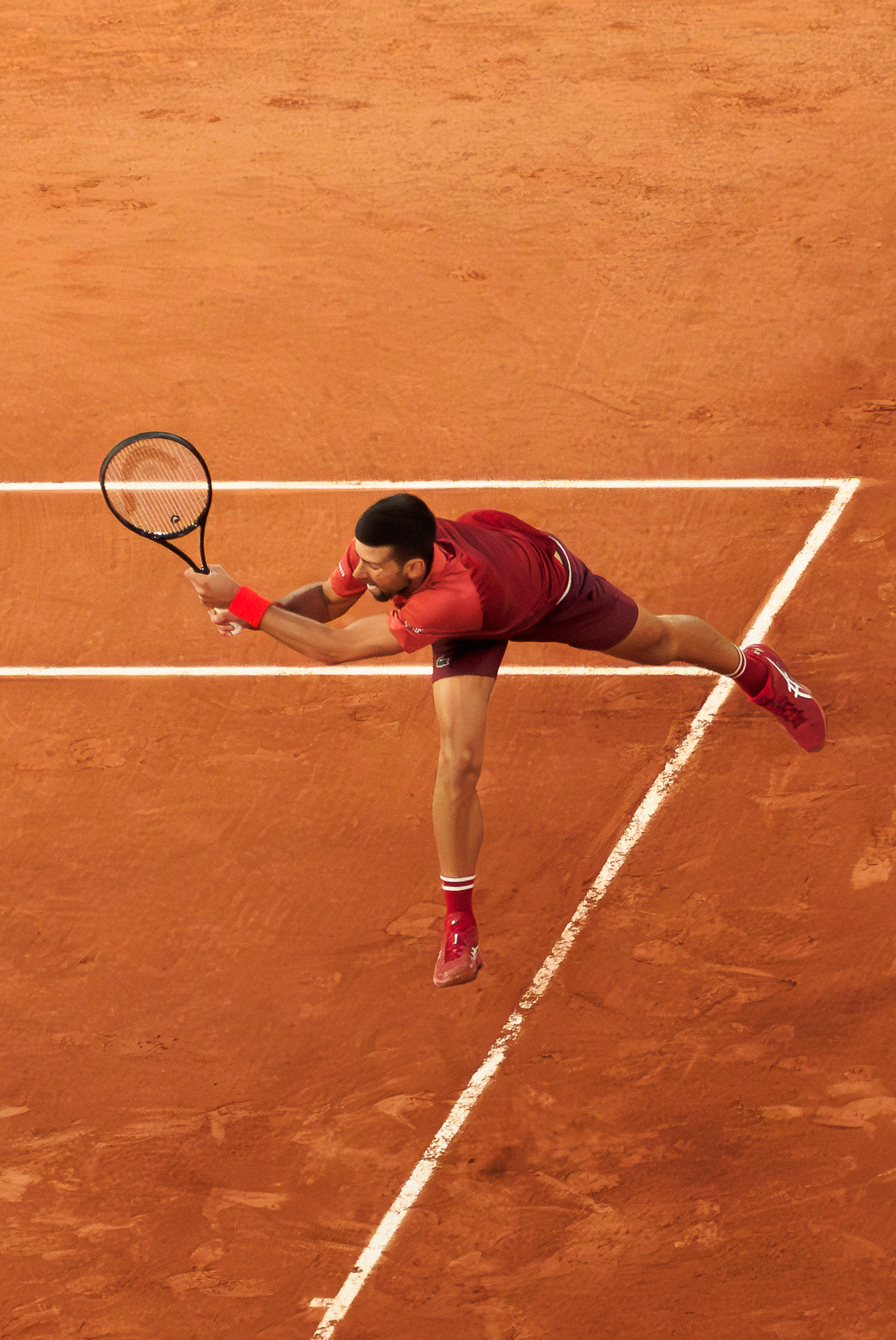
Na French Open 2024 vyhrál jako první muž 370. zápas grandslamové dvouhry a jako první postoupil do 59. čtvrtfinále grandslamu. Před jeho rozehráním však odstoupil, aby se podrobil operaci menisku

Sezónu zahájil na druhém ročníku soutěže smíšených týmů, australském United Cupu. Srbský tým dovedl k výhře ve skupinové fázi, když porazil Číňana Čanga i Čecha Lehečku. S Danilovićovou navíc ovládl mix proti čínskému páru. Ve čtvrtfinále však nestačil na australskou světovou dvanáctku Alexe de Minaura, když byl limitován zraněným zápěstím. Skončila tak jeho 43zápasová neporazitelnost na australské půdě, trvající od ledna 2019. Po prohře krajanky Stevanovićové opustili Srbové soutěž. Na Australian Open ztratil v úvodních dvou kolech po setu s chorvatským kvalifikantem Dinem Prižmićem a Alexejem Popyrinem. Po třísetové výhře nad třicátým nasazeným Argentincem Tomásem Martínem Etcheverrym deklasoval světovou devatenáctku Adriana Mannarina, jíž uštědřil dva „kanáry“. Do semifinále prošel přes dvanáctého muže žebříčku Taylora Fritze. V něm ale jeho šňůru 33 vítězství na melbournském grandslamu ukončila světová čtyřka Jannik Sinner. Ital se stal vůbec prvním hráčem, který jej porazil v semifinále či finále Australian Open, po Srbově sérii dvaceti výher v závěrečných dvou kolech. 58. účastí v grandslamovém čtvrtfinále Djoković vyrovnal Federerův historický rekord a 48. semifinálem na grandslamech navýšil vlastní rekord.
Na březnové BNP Paribas Open do Indian Wells přicestoval poprvé od roku 2019. Po volném losu porazil Australana Aleksandra Vukice ze sedmé desítky žebříčku. Poté jej však vyřadil 20letý šťastný poražený Luca Nardi z Itálie, figurující na 123. příčce žebříčku. V sérii Masters či na grandslamu tak prohrál s nejníže postaveným soupeřem. Z navazujícího Miami Open se odhlásil a po pětileté spolupráci oznámil rozchod s trenérem Goranem Ivaniševićem. Na začátku Monte-Carlo Rolex Masters se 7. dubna 2024 stal ve 36 letech a 321 dnech historicky nejstarší světovou jedničkou ve dvouhře, když překonal Federerův věkový rekord. Mezi ženami patřil primát nejstarší jedničky 35leté Sereně Williamsové z května 2017. V Monte-Carlu postoupil po volném losu do prvního semifinále od roku 2015, když dosáhl dvousetových výher nad Romanem Safiullinem, Lorenzem Musettim a světovou jedenáctkou de Minaurem. Sedmdesátým sedmým semifinálem na Mastersech překonal sdílený rekord s Nadalem, v rámci této kategorie dosáhl nejvyšší zápasové úspěšnosti 82,24 % před Nadalovou bilancí 82,17 % a představoval i nejstaršího monackého semifinalistu v otevřené éře. Do souboje o první sezónní titul jej však nepustil norský desátý muž žebříčku Casper Ruud, který v předchozích pěti vzájemných duelech neuhrál žádný set. Srb tak nedokázal potřetí zkompletovat kariérní Zlatý Masters, když mu k této metě scházel třetí monacký triumf.
Na římském Internazionali BNL d'Italia porazil ve druhém kole šťastného poraženého z kvalifikace Corentina Mouteta. Poté však získal jen pět her na třicátého druhého muže žebříčku Alejandra Tabila z Chile. Při debutu na Geneva Open vstoupil do turnaje, v den 37. narozenin, výhrou nad Yannickem Hanfmannem. Dosáhl tak 1 100. vítězný zápas ve dvouhře. Po Connorsovi (1 274) a Federerovi (1 251) pokořil tuto hranici na profesionálních okruzích jako třetí muž v otevřené éře. Přes Griekspoora prošel do semifinále, v němž byl nad jeho síly Tomáš Macháč z páté světové desítky. Stal se tak šestou světovou jedničkou ATP, a první od Agassiho na Rome Masters 2003, která ztratila zápas i přes vyhraný set poměrem 6–0.
Na French Open startoval potřicáté druhé jako nejvýše nasazený na grandslamu, znamenající rekord otevřené éry. Ve 37 letech se v Paříži stal nejstarší turnajovou jedničkou tohoto období. Bez ztráty sady prošel do třetího kola přes Herberta a Carballése Baenu. Poté zvládl pětisetové bitvy s Lorenzem Musettim i Franciscem Cerúndolem, přestože vždy prohrával 1–2 na sety. Duel s Musettim byl dohrán ve 3:08 hodin ráno, což znamenalo nejpozději skončený zápas v historii French Open. Proti Cerúndolovi zvítězil ve 370. grandslamové dvouhře, čímž překonal Federerův rekord. Rovněž postupem do 59. grandslamového čtvrtfinále se odpoutal od rekordu sdíleného s Federerem. Den před plánovaným duelem s Ruudem však z turnaje odstoupil pro poranění pravého kolena, které mu způsobovalo problém již před rozehráním grandslamu. Ještě během turnaje podstoupil operaci menisku. Po skončení klesl z prvního na třetí místo za první italskou světovou jedničku Sinnera a druhého Alcaraze. Na čele klasifikace strávil od roku 2011 rekordních 428 týdnů.
Ve Wimbledonu postoupil podesáté do finále a pošesté v řadě. Potřetí však z něho odešel poražen. Ve třetím kole porazil Australana Alexeie Popyrina z konce páté desítky, poté světovou patnáctku Holgera Runeho a před čtvrtfinále odstoupil jeho soupeř de Minaur pro zranění kyčle. V třísetovém semifinále přehrál pětadvacátého hráče žebříčku, Itala Mattea Berrettiniho. V repríze souboje o titul  předchozího ročníku opět podlehl světové trojce Carlosi Alcarazovi, tentokrát po třísetovém průběhu. 21letý Španěl srovnal poměr vzájemných duelů na 3–3 a Djoković navýšil historický rekord 37. grandslamovým finálem. V červenci se vrátil do areálu Rolanda Garrose jako nejvýše nasazený hráč olympijského turnaje. Ve druhém utkání zdolal jednoho ze dvou hlavních rivalů na okruhu, Španěla Rafaela Nadala. Šedesátým vzájemným utkáním navýšili rekordní hodnotu jakékoli dvojice tenistů v otevřené éře. Jednoznačné vedení Srba 6–1 a 4–0 Španěl ve druhé sadě zdramatizoval srovnáním gamů na 4–4. Poté však opět ztratil podání a utkání prohrál. První vzájemný zápas odehráli také na Chatrierově dvorci během French Open 2006. Ve čtvrtfinále jej nezastavil jedenáctý muž klasifikace Stefanos Tsitsipas a poté ani světová šestnáctka Musetti, s níž si v probíhající sezóně poradil i na French Open. Ve finále bez prolomeného podání přehrál světovou trojku Alcaraze, když zvládl oba tiebreaky. Od návratu tenisu do olympijského programu v roce 1988 byl ve 37letech nejstarším mužským finalistou a historicky nejstarším tenisovým šampionem napříč soutěžemi. Pro Srbsko vybojoval první tenisové zlato. Výhrou dosáhl na singlový kariérní Zlatý Slam (po Grafové, Agassim, Sereně Williamsové a Nadalovi) i kariérní Super Slam (po Grafové, Agassim a Sereně Williamsové). Zároveň se stal prvním tenistou, který vyhrál všechny velké tituly, koncept existující od založení organizace ATP v roce 1990. V jejich rámci držel rekordní počet 72 velkých titulů před 57 triumfy Nadala.
Po výhrách nad moldavským kvalifikantem Raduem Albotem a krajanem Laslem Djerem, postoupil bez ztráty setu do třetího kola US Open. V něm uhrál jedinou sadu na australskou světovou osmadvacítku Alexeie Popyrina. Jednalo se o jeho nejčasnější vyřazení na US Open od roku 2006 a nejčasnější grandslamovou prohru od Australian Open 2017. Poprvé od sezóny 2017 nezískal v kalendářním roce žádný grandslam. V zářijové 1. světové skupině Davis Cupu pomohl Srbsku k výhře nad Řeckem vítězstvím nad Ioannisem Xilasem a bodem ze čtyřhry po boku Medjedoviće. Poslední turnaj sezóny pak odehrál na říjnovém Rolex Shanghai Masters. Do třetího finále  v roce prošel přes Alexe Michelsena, Flavia Cobolliho, Romana Safiullina, Jakuba Menšíka, a v semifinále přes sedmého hráče žebříčku Taylora Fritze. Jediný set před finálovou porážkou se světovou jedničkou Jannikem Sinnerem, a třetí v řadě, ztratil s českým teenagerem Menšíkem. Sezónu ukončil i přes zajištěnou účast na Turnaji mistrů, z něhož se odhlásil pro pokračující zranění.

### 2025: 100. titul na okruhu ATP, nejdominantnější série vzájemného soupeření a semifinalista grandslamu
Sezónu rozehrál jako světová sedmička a nejvýše nasazený na Brisbane International, kde startoval pouze v roce 2009. Na úvod přehrál Australana Rinky Hijikatu a poté 38letého veterána Gaëla Monfilse, znamenající 27. vítězný zápas s francouzskými soupeři v řadě. Posunul také vlastní rekord ATP v nejdominantnější sérii okruhu, když od US Open 2005 zdolal Monfilse podvacáté, s poměrem 20–0. V rámci túry za ním na druhé příčce zaostával Nadal s bilancí 18–0 proti Gasquetovi. Djoković držel další dominantní série proti Chardymu 14–0, Seppimu i Raonicovi 12–0 a Fritzovi 10–0. Ve čtvrtfinále však v prvním vzájemném klání nestačil na Američana Reillyho Opelku po dvousetovém průběhu, jemuž kvůli absenci na okruhu patřila až 293. příčka žebříčku.

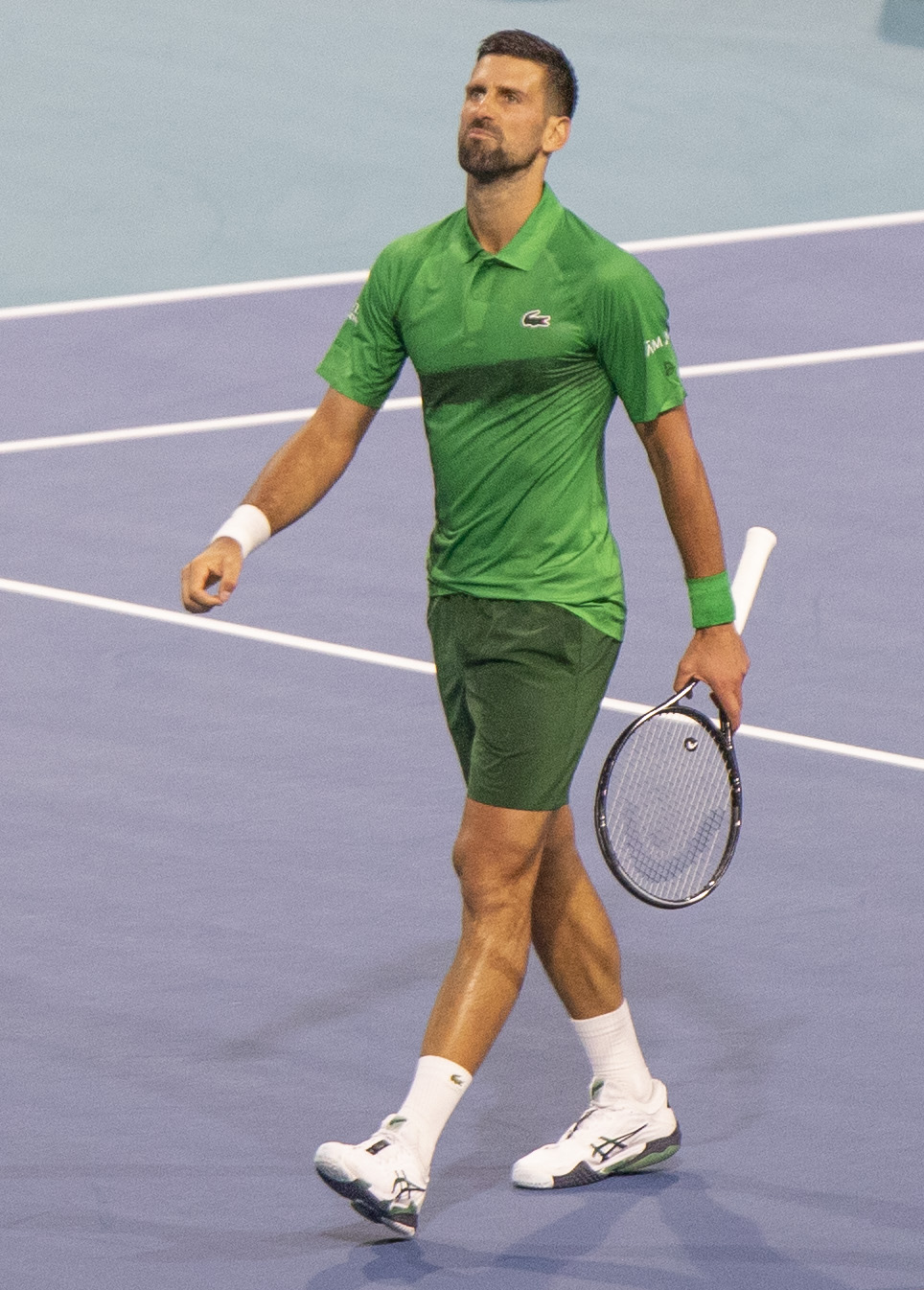
Ve finále Miami Open 2025 podlehl Jakubu Menšíkovi

Po setu ztratil v úvodních dvou duelech Australian Open s americkým teenagerem Basavareddym a portugalským kvalifikantem Fariou, s nímž odehrál 430. grandslamovou dvouhru. Překonal tím absolutní rekord 429 takových utkání Federera. Po třísetových výhrách nad členy třetí světové desítky, Macháčem a Lehečkou, porazil ve čtvrtfinále třetího muže pořadí Carlose Alcaraze. V semifinále po ztrátě úvodní sady v tiebreaku, skrečoval světové dvojce Alexandru Zverevovi, kvůli natržení svalu v horní části levého stehna podobnému natržení hamstringu z roku 2023, které si přivodil v duelu s Alcarazem. Na únorovém Qatar ExxonMobil Open v Dauhá utržil časnou porážku od Mattea Berrettiniho, který jej dokázal porazit až v pátém vzájemném duelu. Poprvé od dubnového Monte-Carlo Masters 2022 tak nezvládl vstup do turnaje. Pokles formy pokračoval na BNP Paribas Open v Indian Wells. Po volném losu jej ve třech setech zdolal osmdesátý pátý muž pořadí, Nizozemec Botic van de Zandschulp, který si zajistil účast ve dvouhře až jako šťastný poražený z kvalifikace. Na Miami Open startoval poprvé od roku 2019 a po Agassim se stal druhým hráčem, který poosmé postoupil do finále. Výhrou ve třetím kole nad šťastným poraženým Camilem Ugem Carabellim vytvořil rekord série Masters v počtu 411 vítězných dvouher a odsunul Nadala na druhé místo. Nezastavili ho ani světová šestnáctka Lorenzo Musetti, pětadvacítka Sebastian Korda a v semifinále patnáctka Grigor Dimitrov. V Miami tak udržel čtvrtfinálovou i semifinálovou neporazitelnost v poměru 8–0. Ve 37 letech a 10 měsících se stal nejstarším semifinalistou i finalistou v sérii Masters. Ze souboje o titul však odešel poražen od 19letého Jakuba Menšíka, když nezvládl oba tiebreaky. Na okruhu ATP prohrál teprve pátý zápas s hráčem mladším 20 let.
Do evropské antukové sezóny vstoupil časnými vyřazeními na Monte-Carlo Masters a Mutua Madrid Open, když v každém z obou zápasů se shodným výsledkem získal sedm gamů. V prvním z nich podlehl – stejně jako na Italian Open 2024 – světové dvaatřicítce Alejandru Tabilovi, a ve druhém Matteu Arnaldimu z páté světové desítky. Podruhé v sezóně tak prohrál tři utkání v řadě. Takovou sérii porážek naposledy zaznamenal v roce 2018. Navazující Italian Open vynechal poprvé od svého debutového startu v roce 2007. Při druhé účasti na antukovém Geneva Open zvládl závěrečné třísetové zápasy s kvalifikantem Cameronem Norriem i světovou jednatřicítkou Hubertem Hurkaczem, jehož porazil i poosmé. Na túře ATP tak vybojoval jubilejní stý titul ve dvouhře. Této hranice dosáhl jako třetí muž otevřené éry po Connorsovi a Federerovi. Rovněž se stal prvním tenistou open éry s alespoň jednou trofejí ve dvaceti různých sezónách. Ve 38 letech a 2 dnech ovládl ženevský turnaj jako nejstarší šampion. Na French Open zopakoval semifinálovou účast z australského grandslamu v ročníku. Proti Mackenziemu McDonaldovi, Corentinu Moutetovi, kvalifikantu Filipu Misolicovi a Norriemu neztratil žádný set. V osmifinále vyhrál s Norriem jubilejní 100. dvouhru na Roland Garros. Jako druhý po Nadalovi pokořil v Paříži tuto metu a celkově se stal třetím mužem, jenž na jediném grandslamu dosáhl sta výher, když i Federer vyhrál minimálně sto zápasů na Australian Open a ve Wimbledonu. Devatenáctým pařížským čtvrtfinálem rovněž překonal rekord nejvyššího počtu čtvrtfinálových účastí na konkrétním grandslamu, jenž spolusdílel s Federerem z Wimbledonu. Po čtyřsetovém vítězství nad světovou trojkou Alexandrem Zverevem postoupil do semifinále jako druhý nejstarší hráč open éry, po 40letém Panchu Gonzalesovi v ročníku 1968. V něm však podlehl světové jedničce Janniku Sinnerovi, když ani ve třetí závěrečné sadě nevyužil, za stavu 5–4 na příjmu, tři setboly.
Ve Wimbledonu přerušil šňůru šesti finále, když do něj nepostoupil poprvé od roku 2017. Ve třetím kole zdolal krajana Miomira Kecmanoviće a jako druhý po Federerovi dosáhl hranice 100 wimbledonských výher. Spolu se Švýcarem byli také jedinými muži, kteří vyhráli alespoň 100 dvouher na dvou grandslamech, když Srb tuto metu pokořil i na předcházejícím French Open. Osmifinálovou výhrou nad světovou jedenáctkou Alexem de Minaurem navýšil rekord na 63 grandslamových čtvrtfinále. Od Wimbledonu 2018 na majorech zvládl dvacáté z 21 čtvrtfinále. Ve wimbledonské otevřené éře se stal třetím čtvrtfinalistou starším 38 let, po 39letých Rosewallovi (1974) a Federerovi (2021). Do semifinále prošel přes Itala Flavia Cobolliho, znamenající jubilejní 1 050 vítěznou dvouhru na okruhu ATP Tour. Jako první postoupil do čtrnáctého wimbledonského semifinále, čímž překonal třináct Federerových účastí. Posunul tak vlastní rekord na 52 grandslamových semifinále. Rovněž jako na pařížské antuce ukončila jeho účast v soutěži světová jednička Jannik Sinner. Po vynechání téměř celé letní sezóny na severoamerických betonech by měl zasáhnout až do jejího vrcholu, grandslamového US Open.

## Vzájemná soupeření

### Djoković vs. Federer
Novak Djoković a Roger Federer se na okruhu potkali v 50 utkáních (a finále Turnaje mistrů 2014 nebylo odehráno). Djokovic vyhrál 27krát a 23krát odešel poražen. Poměr na tvrdém povrchu vyzněl mírně ve prospěch Srba 20–18, bilance na antuce 4–4 zůstala vyrovnaná, a na trávě zvítězil Djoković 3–1, když první vzájemné utkání na zeleném pažitu Federer vyhrál v semifinále Wimbledonu 2012 a naopak poražen odešel z finále Wimbledonu 2014, 2015 i 2019. Devatenáctkrát vzájemné měření sil dospělo až do rozhodující sady. Federer ukončil kariéru v září 2022.

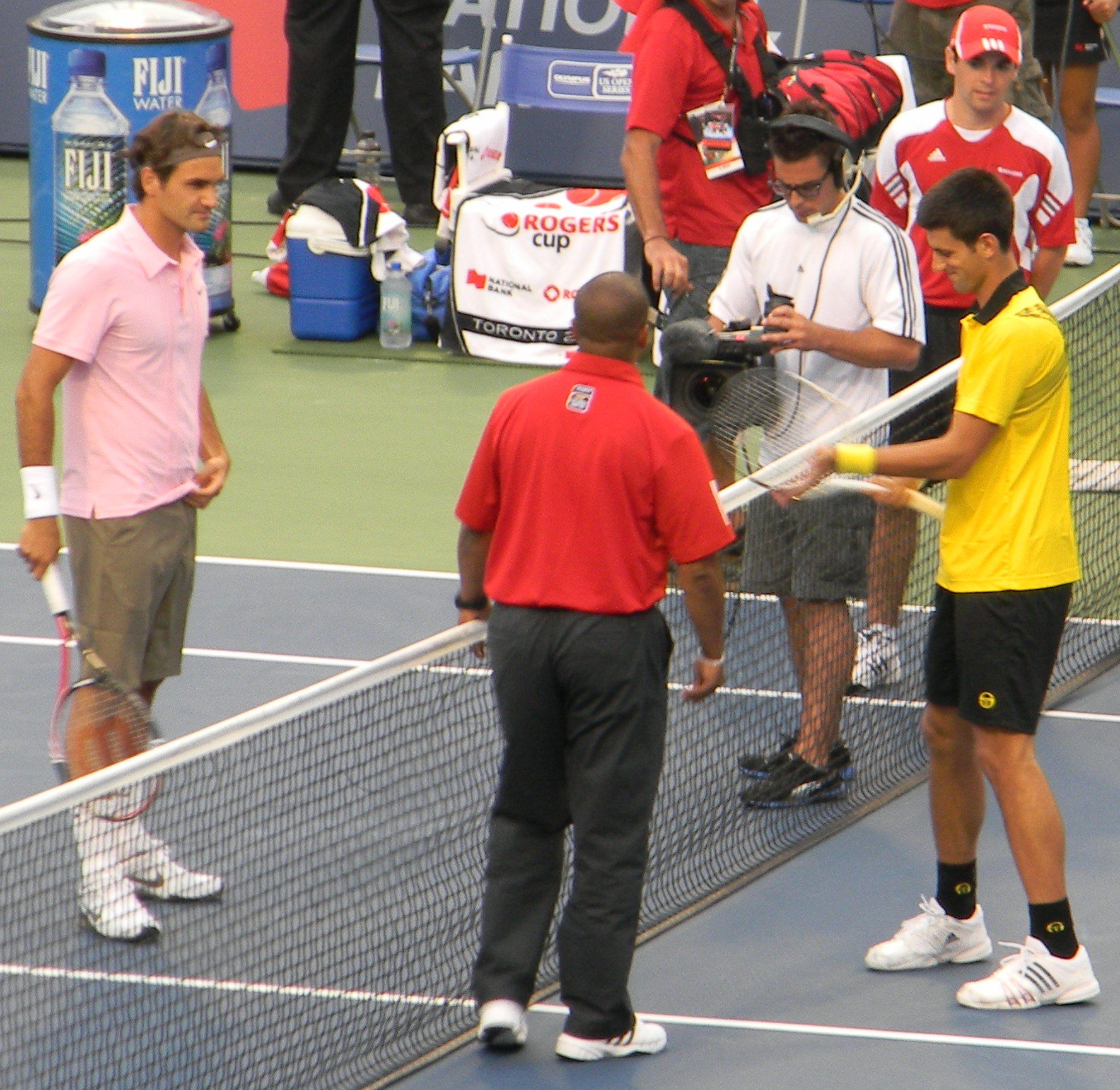
Los před semifinále Rogers Cupu 2010:
Federer–Djoković, 6–1, 3–6, 7–5

Na Grand Slamu spolu odehráli čtrnáct zápasů. Djoković v ní vyhrál 8–6. Vedle Nadala zůstal srbský tenista jediným hráčem okruhu, který švýcarského hráče dokázal zdolat na dvou po sobě jdoucích turnajích „velké čtyřky“. Poté, co jej přehrál na US Open 2010, vyřadil ho také na Australian Open 2011, dvakrát po sobě ho poté porazil ve Wimbledonu 2014 a 2015. Spolu s Nadalem a Murraym pak byli jedinými třemi tenisty, kteří dosáhli nad Federerem dvouciferného počtu vítězství. Opět Djoković s Nadalem zůstáli osamoceni ve statistice grandslamových výher bez ztráty setu, když Srb stavu 3:0 na sety dosáhl na Australian Open 2008, Australian Open 2011 a French Open 2012, Španěl jej tímto způsobem dokázal zdolat ve finále French Open 2008.
Federer ukončil Djokovićovu neporazitelnost v sezóně 2011, do níž Srb vstoupil šňůrou čtyřiceti jedna vítězství. V semifinále French Open 2011 však švýcarskému tenistovi podlehl po čtyřsetovém průběhu. Tuto porážku mu však oplatil v pětisetovém semifinálovém dramatu na zářijovém US Open 2011, kde ve druhém ročníku za sebou odvrátil dva Federerovy mečboly a prošel do finále. Vzájemná série pokračovala v semifinále Wimbledonu 2012, kde Švýcar uštědřil čtyřsetovou porážku tehdejší světové jedničce a obhájci titulu. Před finále Turnaje mistrů 2014 Švýcar odstoupil pro zádové potíže. Poprvé se tak ve 45leté historii turnaje finálový duel neodehrál. Poslední vzájemný zápas na Western & Southern Open 2018 vyhrál Djoković. Řada expertů zhodnotila vzájemné soupeření obou hráčů na US Open jako jedno z největších v rámci otevřené éry tenisu.
V pětisetovém boji o titul ve Wimbledonu 2019 odehráli nejdelší finále londýnského grandslamu, trvající téměř pět hodin. V rozhodující sadě Federer neproměnil dva mečboly na podání a utkání prohrál v nově zavedeném tiebreak.

### Djoković vs. Nadal
Novak Djoković a Rafael Nadal svedli větší počet vzájemných střetnutí, než jakákoli jiná dvojice v otevřené éře tenisu. Celkově se utkali v padesáti devíti zápasech, v nichž drží těsnou kladnou bilanci výher a proher Srb poměrem 31–29. Jubilejní šedesátý duel ovládl Djoković ve druhém kole pařížské olympiády 2024.
V sezónách 2006–2010 byla jejich vzájemná série zastiňována soupeřením Federera a Nadala. Větší pozornost na sebe začala poutat od prvního finále Grand Slamu na US Open 2010, v němž se dvojice utkala. Jedná se o jediný pár tenistů, jehož členové proti sobě odehráli finálové zápasy na všech čtyřech grandslamových turnajích, a to dokonce bez přerušení. Finálový duel na Australian Open 2012 je řadou odborníků řazen k nejlepším utkáním tenisové historie. Mary Carillová a John McEnroe označili tento zápas, spolu s jejich semifinále na French Open 2013, vůbec za nejlepší klání hraná na tvrdém povrchu a antuce. Web ATPworldtour.com hodnotil soupeření této dvojice za třetí nejlepší v první dekádě třetího tisíciletí.
První duel oba proti sobě odehráli ve čtvrtfinále French Open 2006, z něhož vítězně vyšel Španěl poté, co byl srbský hráč přinucen utkání ve třetí sadě skrečovat pro zranění. Po zápasu Djoković médiím sdělil, že pochopil co je třeba udělat, aby Nadala přehrál a dodal, že soupeř byl „na antuce k poražení“. Od té doby zaujal Srb roli hlavního Nadalova soupeře na jeho nejdominantnější antuce, když mu na tomto povrchu uštědřil přes polovinu všech porážek. K premiérovému finále oba nastoupili na Indian Wells Masters 2007, z něhož vyšel vítězně mallorský rodák. Jednalo se o teprve druhé vzájemné střetnutí na okruhu ATP Tour. O týden později slavil debutový triumf Djoković, když soupeře zdolal ve čtvrtfinále Miami Masters 2007. Od března 2011 do dubna 2013 se dvojice utkala ve třinácti finálových zápasech bez přerušení, z nichž osm vyhrál srbský hráč.

## Trenérský tým a zázemí
Od podzimu 2005 do června 2006 jej trénoval Riccardo Piatti, jenž současně vedl Chorvata Ivana Ljubičiće. K rozchodu došlo poté, co kouč odmítl Srba připravovat na plný úvazek jako jediného svěřence.
Od června 2006 do května 2017 jej trénoval bývalý slovenský tenista Marián Vajda. Poprvé se potkali ve stejném roce v květnu na French Open. Djoković příležitostně najímá další kouče na částečný úvazek. V jarní části 2007 se jednalo o Australana Marka Woodfordea, jenž měl na starosti zlepšení hry na síti. Od srpna 2009 do dubna 2010 se na přípravě podílel Američan Todd Martin, jenž měl za úkol změnit styl podání.
V červenci 2010 před daviscupovým utkáním mu pomohl odborník na výživu Igor Četojević, jenž praktikoval tradiční čínskou medicínu včetně akupunktury. U Srba diagnostikoval celiakii s jeho následným přechodem na bezlepkovou dietu. Djoković se poté začal cítit silnější, rychlejší a v lepší formě. Po wimbledonském triumfu v červnu 2011 byla spolupráce s Četojevićem ukončena.
Od prosince 2013 do roku 2016 působil na pozici hlavního trenéra bývalý německý první hráč světa Boris Becker. V květnu 2017 oznámil Djoković rozpuštění realizačního týmu, včetně ukončení jedenáctileté spolupráce s Mariánem Vajdou, kondičním koučem Gebhardem Philem-Gritschem i fyzioterapeutem Miljanem Amanovičems cílem získat nový náboj do hry. Na květnovém Rome Masters 2017 oznámil, že se jeho koučem od navazujícího French Open stala bývalá americká světová jednička Andre Agassi, ačkoli spolu neuzavřeli žádný dlouhodobý kontrakt. Trenérskou změnu komentoval slovy: „Dva týdny jsme si s Andrem telefonovali a dohodli jsme se na spolupráci … Prošel vším, čím si teď procházím já. Hře rozumí jako málokdo. Užívám si každý rozhovor s ním.“ Poté, co v polovině listopadu 2017 ukončil profesionální kariéru český tenista Radek Štěpánek, stal se v závěru téhož měsíce dalším koučem Srba. Agassi se Štěpánkem ukončili s Djokovićem spolupráci na konci března 2018, když se jejich názory příliš často rozcházely s pohledem srbského tenisty. V květnu téhož roku obnovil spolupráci s Mariánem Vajdou. V červnu 2019 se členem trenérského týmu stala bývalá světová dvojka a chorvatský wimbledonský vítěz Goran Ivanišević. Druhý rozchod s Vajdou oznámil v březnu 2022. Srbský tenista plánoval hrát menší počet turnajů a soustředit se na grandslamy, což vedlo i ke zmenšení realizačního týmu. Jako trenéra pak preferoval setrvání Ivaniševiće, s nímž se rozešel v březnu 2024 po nevýrazném vstupu do sezóny. V průběhu spolupráce s Chorvatem vyhrál dvanáct grandslamů a pokořil několik tenisových rekordů. V listopadu 2024 oznámil, že navázal spolupráci s bývalou světovou jedničkou, Britem Andym Murraym, který ukončil  kariéru v srpnu 2024. V rámci soupeření dvojice vyhrál proti Britovi 25 z 36 vzájemných duelů.

### Přehled trenérů
- 1993–1999: Jelena Genčićová
- 1999–2003: Nikola Pilić
- 2004–2005: Dejan Petrović
- 2005–2006: Riccardo Piatti
- 2006–2017: Marián Vajda
- 2007: Mark Woodforde
- 2009–2010: Todd Martin
- 2013–2016: Boris Becker
- 2017–2018: Andre Agassi
- 2017–2018: Radek Štěpánek
- 2018–2022: Marián Vajda
- 2019–2024: Goran Ivanišević
- od 2024: Andy Murray

## Rekordy mužského tenisu
| Výběr historických rekordů | Výběr historických rekordů | Výběr historických rekordů                                                                    | Výběr historických rekordů |
| Událost                    | od roku                    | dosažený rekord                                                                               | spoludržitelé              |
| -------------------------- | -------------------------- | --------------------------------------------------------------------------------------------- | -------------------------- |
| Grand Slam                 | 1877                       | zkompletování tří kariérních grandslamů                                                       | zůstává sám                |
| Grand Slam                 | 1877                       | 24 grandslamových titulů                                                                      | zůstává sám                |
| Grand Slam                 | 1877                       | 37 finále ve dvouhře                                                                          | zůstává sám                |
| Grand Slam                 | 1877                       | 3 finále v řadě na každém Grand Slamu                                                         | zůstává sám                |
| Grand Slam                 | 1877                       | 52 semifinále ve dvouhře                                                                      | zůstává sám                |
| Grand Slam                 | 1877                       | 63 čtvrtfinále ve dvouhře                                                                     | zůstává sám                |
| Grand Slam                 | 1877                       | zkompletování nekalendářního Grand Slamu                                                      | Don Budge                  |
| Grand Slam                 | 1877                       | trojnásobné zkompletování kariérního Grand Slamu                                              | zůstává sám                |
| Grand Slam                 | 1877                       | vítěz grandslamu přes ztrátu setů 0–2 ve více utkáních                                        | Henri Cochet Ted Schroeder |
| Grand Slam                 | 1877                       | 446 odehraných zápasů ve dvouhře                                                              | zůstává sám                |
| Grand Slam                 | 1877                       | 392 vyhraných zápasů ve dvouhře                                                               | zůstává sám                |
| Grand Slam                 | 1877                       | alespoň 90 výher na každém Grand Slamu                                                        | zůstává sám                |
| Grand Slam                 | 1877                       | nejmladší hráč, jenž zkompletoval semifinále všech Grand Slamů – 20 let a 250 dní (2007–2008) | zůstává sám                |
| Grand Slam                 | 1877                       | nejdelší finále historie – Australian Open 2012, 5.53 hodin                                   | Rafael Nadal               |
| Grand Slam                 | 1968                       | vítěz alespoň 2 Grand Slamů v 7 různých sezónách                                              | zůstává sám                |
| Grand Slam                 | 1978                       | vítěz všech 4 Grand Slamů na 3 různých površích v řadě                                        | zůstává sám                |
| Grand Slam                 | 1978                       | sedm finále na tvrdém povrchu v řadě (US Open 2010 – US Open 2013)                            | zůstává sám                |
| Australian Open            | 1905                       | vítěz deseti ročníků dvouhry (2008–2023)                                                      | zůstává sám                |
| Australian Open            | 1905                       | finalista deseti ročníků dvouhry (2008–2023)                                                  | zůstává sám                |
| Australian Open            | 1905                       | vítěz tří ročníků dvouhry v řadě (2011–2013, 2019–2021)                                       | zůstává sám                |
| Australian Open            | 1905                       | 33zápasová neporazitelnost (2019–2024)                                                        | zůstává sám                |
| French Open                | 1891                       | nejstarší vítěz dvouhry (36 let a 20 dní, 2023)                                               | zůstává sám                |
| French Open                | 1891                       | 19 čtvrtfinále ve dvouhře                                                                     | zůstává sám                |
| French Open                | 1891                       | 16 čtvrtfinále ve dvouhře v řadě                                                              | zůstává sám                |
| ATP Tour                   | 1970                       | kariérní Super Slam ve dvouhře                                                                | Andre Agassi               |
| ATP Tour                   | 1970                       | kariérní Zlatý Slam ve dvouhře                                                                | Andre Agassi Rafael Nadal  |
| ATP Tour                   | 1970                       | vítěz turnaje ve 20 sezónách                                                                  | zůstává sám                |
| ATP Tour                   | 1970                       | vítěz všech 4 Grand Slamů a Turnaje mistrů v řadě                                             | zůstává sám                |
| ATP Tour                   | 1970                       | vítěz 72 velkých titulů (24 grandslamů, 7 Turnajů mistrů, 40 Mastersů, 1 LOH)                 | zůstává sám                |
| ATP Tour                   | 1970                       | vítěz 71 turnajů na tvrdém povrchu                                                            | Roger Federer              |
| ATP Tour                   | 1970                       | vítěz 10 turnajů nejvyšších kategorií v sezóně (2015)                                         | zůstává sám                |
| ATP Tour                   | 1970                       | finalista 18 turnajů nejvyšších kategorií v řadě                                              | zůstává sám                |
| ATP Tour                   | 1970                       | 15 finále v řadě v sezóně (2015)                                                              | zůstává sám                |
| Žebříček ATP               | 1973                       | nejvyšší počet bodů (16 950)                                                                  | zůstává sám                |
| Žebříček ATP               | 1973                       | nejdelší období na 1. místě (428 týdnů)                                                       | zůstává sám                |
| Žebříček ATP               | 1973                       | nejdelší období v Top 2 (599 týdnů)                                                           | zůstává sám                |
| Žebříček ATP               | 1973                       | nejdelší období v Top 3 (756 týdnů)                                                           | zůstává sám                |
| Žebříček ATP               | 1973                       | na 1. místě v nejvíce sezónách (13)                                                           | zůstává sám                |
| Žebříček ATP               | 1973                       | nejstarší světová jednička ve dvouhře (37 let)                                                | zůstává sám                |
| Žebříček ATP               | 1973                       | 8krát konečná světová jednička (2011–2023)                                                    | zůstává sám                |
| Žebříček ATP               | 1973                       | interval poprvé a naposledy konečnou jedničkou (12 let, 2011–2023)                            | zůstává sám                |
| Žebříček ATP               | 1973                       | nejvíce výher proti členům Top 10 (261 po French Open 2025)                                   | zůstává sám                |
| Žebříček ATP               | 1973                       | 5 finálových výher v řadě proti světové jedničce (Nadalovi, 2011)                             | zůstává sám                |
| Mistři světa ITF           | 1978                       | 8krát mistr světa ve dvouhře                                                                  | zůstává sám                |
| Turnaj mistrů              | 1970                       | 7 titulů                                                                                      | zůstává sám                |
| Turnaj mistrů              | 1970                       | 4 tituly v řadě (2012–2015)                                                                   | zůstává sám                |
| Turnaj mistrů              | 1970                       | nejdelší rozpětí mezi tituly (2008–2023)                                                      | zůstává sám                |
| Turnaj mistrů              | 1970                       | nejkratší doba kvalifikování – 18 týdnů a 6 dní (2011)                                        | zůstává sám                |
| Turnaj mistrů              | 1970                       | 14zápasová neporazitelnost (2012–2014)                                                        | Roger Federer Ivan Lendl   |
| Turnaj mistrů              | 1970                       | nejstarší vítěz (36 let, 5 měsíců a 28 dní, 2023)                                             | zůstává sám                |
| ATP Masters 1000           | 1990                       | 40 titulů                                                                                     | zůstává sám                |
| ATP Masters 1000           | 1990                       | 29 titulů na tvrdém povrchu                                                                   | zůstává sám                |
| ATP Masters 1000           | 1990                       | 60 finále                                                                                     | zůstává sám                |
| ATP Masters 1000           | 1990                       | 79 semifinále                                                                                 | zůstává sám                |
| ATP Masters 1000           | 1990                       | 20 sezón v řadě ve finále turnaje série (2006–2025)                                           | Roger Federer              |
| ATP Masters 1000           | 1990                       | kariérní Zlatý Masters (dvakrát) – vítěz všech 9 turnajů                                      | zůstává sám                |
| ATP Masters 1000           | 1990                       | 414 vítězných zápasů dvouhry                                                                  | zůstává sám                |
| ATP Masters 1000           | 1990                       | 6 titulů v jedné sezóně (2015)                                                                | zůstává sám                |
| ATP Masters 1000           | 1990                       | 31 vítězných zápasů v řadě (2011)                                                             | zůstává sám                |
| ATP Masters 1000           | 1990                       | 8 finále v jedné sezóně (2015)                                                                | zůstává sám                |
| ATP Masters 1000           | 1990                       | nejstarší semifinalista i finalista (37 let a 10 měsíců)                                      | zůstává sám                |
| Paris Masters              | 1968                       | 7 titulů ve dvouhře                                                                           | zůstává sám                |
| China Open                 | 1993                       | 6 titulů ve dvouhře                                                                           | zůstává sám                |
| Miami Masters              | 1985                       | 6 titulů ve dvouhře                                                                           | Andre Agassi               |
| Indian Wells Masters       | 1974                       | 5 titulů ve dvouhře                                                                           | Roger Federer              |
| Shanghai Masters           | 2009                       | 4 tituly ve dvouhře                                                                           | zůstává sám                |
| Olympijské hry             | 1988                       | vítěz mužské dvouhry bez ztráty setu (2024)                                                   | zůstává sám                |
| Výdělek v tenise           | 1877                       | nejvyšší prize money (188 934 053 USD)                                                        | zůstává sám                |

## Ocenění a vyznamenání

### Ocenění

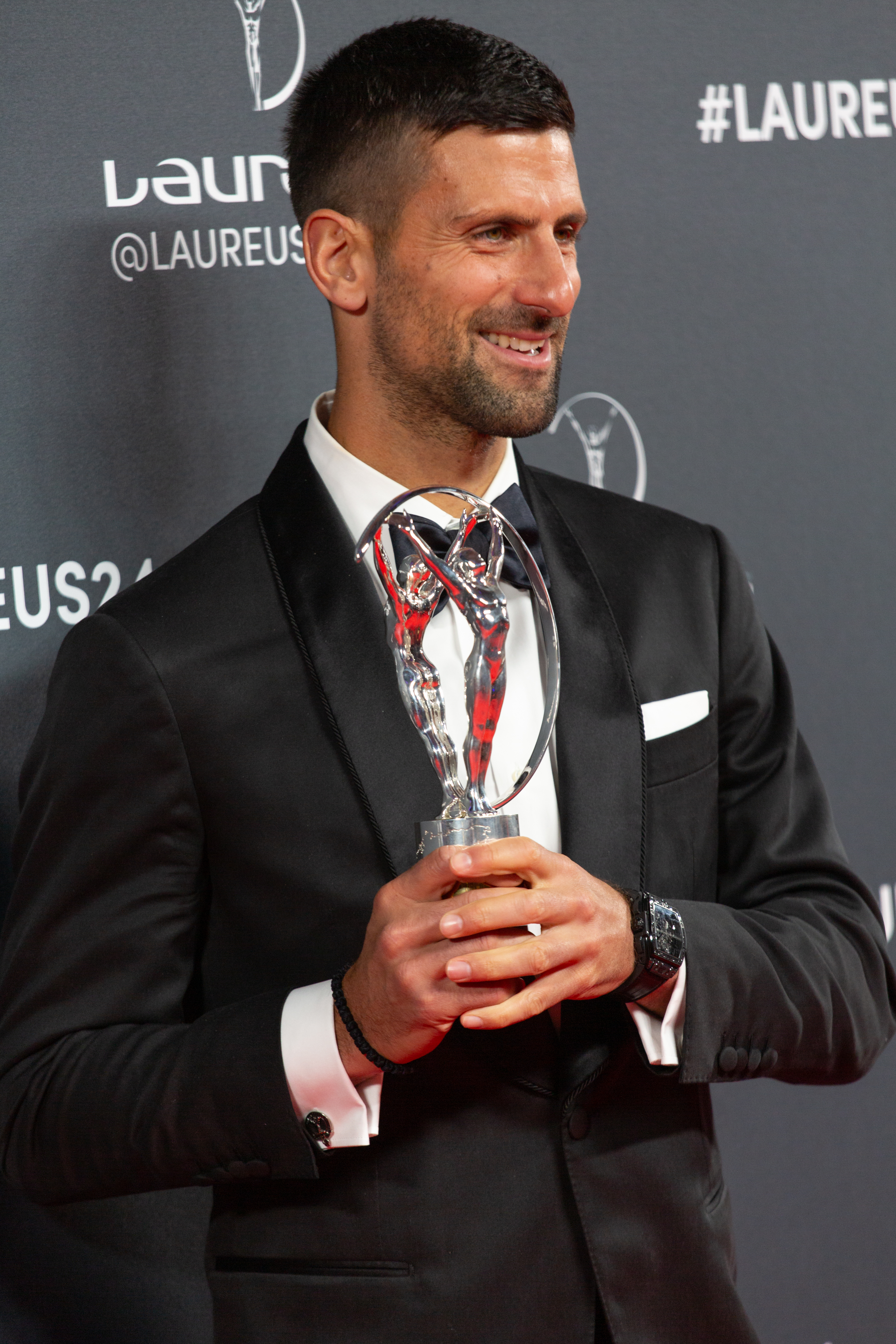
Djoković při převzetí pátého Laurea v kategorii Sportovec roku na madridském galavečeru 2024, jímž vyrovnal Federerův rekord

- Nejlepší mužský tenista Srbska a Černé Hory: 2005
- Nejlepší mužský tenista Srbska: 2006, 2007, 2008, 2009, 2010, 2011, 2012, 2013–2015, 2018–2020
- DSL Sport – srbský sportovec roku: 2007, 2010, 2011,[401] 2013, 2014, 2015
- GQ sekáč roku: 2011[402]
- Golden Bagel Award – nejvíce „kanárů 6:0“: 2011,[403] 2012, 2013, 2015
- ATP Tour – hráč roku ve dvouhře: 2011, 2012, 2014, 2015, 2018, 2020, 2021, 2023
- ATP Tour – hráč s největším zlepšením: 2006, 2007
- ATP Tour – návrat roku: 2018
- Mistr světa ITF ve dvouhře: 2011,[404] 2012, 2013, 2014, 2015, 2018, 2021, 2023
- Světové sportovní ceny Laureus – sportovec roku: 2012, 2015, 2016, 2019, 2024
- ESPY – nejlepší mužský hráč: 2012, 2013, 2015, 2016, 2021
- Eurosport – mezinárodní sportovec roku: 2011, 2015, 2021
- L'Équipe – Šampion šampionů: 2021

### Řády a další vyznamenání
- Řád svatého Sávy (I. třída)
- Řád hvězdy Karadjordjevićů (I. třída)
- Řád Republiky Srbské (udělen prezidentem Miloradem Dodikem)
- The Centrepoint Great Britain Youth Inspiration Award (uděleno princem Williamem, vévodou z Cambridge)
- Vermillionova medaile za tělesné vzdělávání a sport (udělena monackým knížetem Albertem II.)[405]

## Finále na Grand Slamu

### Mužská dvouhra: 37 (24–13)
| Stav      | rok  | Grand Slam           | povrch | soupeř ve finále      | výsledek                                 |
| --------- | ---- | -------------------- | ------ | --------------------- | ---------------------------------------- |
| Finalista | 2007 | US Open              | tvrdý  | Roger Federer         | 6–7(4–7), 6–7(2–7), 4–6                  |
| Vítěz     | 2008 | Australian Open      | tvrdý  | Jo-Wilfried Tsonga    | 4–6, 6–4, 6–3, 7–6(7–2)                  |
| Finalista | 2010 | US Open (2)          | tvrdý  | Rafael Nadal          | 4–6, 7–5, 4–6, 2–6                       |
| Vítěz     | 2011 | Australian Open (2)  | tvrdý  | Andy Murray           | 6–4, 6–2, 6–3                            |
| Vítěz     | 2011 | Wimbledon            | tráva  | Rafael Nadal          | 6–4, 6–1, 1–6, 6–3                       |
| Vítěz     | 2011 | US Open              | tvrdý  | Rafael Nadal          | 6–2, 6–4, 6–7(3–7), 6–1                  |
| Vítěz     | 2012 | Australian Open (3)  | tvrdý  | Rafael Nadal          | 5–7, 6–4, 6–2, 6–7(5–7), 7–5             |
| Finalista | 2012 | French Open          | antuka | Rafael Nadal          | 4–6, 3–6, 6–2, 5-7                       |
| Finalista | 2012 | US Open (3)          | tvrdý  | Andy Murray           | 6–7(10–12), 5–7, 6–2, 6–3, 2–6           |
| Vítěz     | 2013 | Australian Open (4)  | tvrdý  | Andy Murray           | 6–7(2–7), 7–6(7–3), 6–3, 6–2             |
| Finalista | 2013 | Wimbledon            | tráva  | Andy Murray           | 4-6, 5–7, 4-6                            |
| Finalista | 2013 | US Open (4)          | tvrdý  | Rafael Nadal          | 2–6, 6–3, 4–6, 1–6                       |
| Finalista | 2014 | French Open (2)      | antuka | Rafael Nadal          | 6–3, 5–7, 2–6, 4–6                       |
| Vítěz     | 2014 | Wimbledon (2)        | tráva  | Roger Federer         | 6–7(7–9), 6–4, 7–6(7–4), 5–7, 6-4        |
| Vítěz     | 2015 | Australian Open (5)  | tvrdý  | Andy Murray           | 7–6(7–5), 6–7(4–7), 6–3, 6–0             |
| Finalista | 2015 | French Open (3)      | antuka | Stan Wawrinka         | 6–4, 4–6, 3–6, 4–6                       |
|           |      |                      |        |                       |                                          |
| Vítěz     | 2015 | Wimbledon (3)        | tráva  | Roger Federer         | 7–6(7–1), 6–7(10–12), 6–4, 6–3           |
| Vítěz     | 2015 | US Open (2)          | tvrdý  | Roger Federer         | 6–4, 5–7, 6–4, 6–4                       |
| Vítěz     | 2016 | Australian Open (6)  | tvrdý  | Andy Murray           | 6–1, 7–5, 7–6(7–3)                       |
| Vítěz     | 2016 | French Open          | antuka | Andy Murray           | 3–6, 6–1, 6–2, 6–4                       |
| Finalista | 2016 | US Open              | tvrdý  | Stan Wawrinka         | 7–6(7–1), 4–6, 5–7, 3–6                  |
| Vítěz     | 2018 | Wimbledon (4)        | tráva  | Kevin Anderson        | 6–2, 6–2, 7–6(7–3)                       |
| Vítěz     | 2018 | US Open (3)          | tvrdý  | Juan Martín del Potro | 6–3, 7–6(7–4), 6–3                       |
| Vítěz     | 2019 | Australian Open (7)  | tvrdý  | Rafael Nadal          | 6–3, 6–2, 6–3                            |
| Vítěz     | 2019 | Wimbledon (5)        | tráva  | Roger Federer         | 7–6(7–5), 1–6, 7–6(7–4), 4–6, 13–12(7–3) |
| Vítěz     | 2020 | Australian Open (8)  | tvrdý  | Dominic Thiem         | 6–4, 4–6, 2–6, 6–3, 6–4                  |
| Finalista | 2020 | French Open (4)      | antuka | Rafael Nadal          | 0–6, 2–6, 5–7                            |
| Vítěz     | 2021 | Australian Open (9)  | tvrdý  | Daniil Medveděv       | 7–5, 6–2, 6–2                            |
| Vítěz     | 2021 | French Open (2)      | antuka | Stefanos Tsitsipas    | 6–7(6–8), 2–6, 6–3, 6–2, 6–4             |
| Vítěz     | 2021 | Wimbledon (6)        | tráva  | Matteo Berrettini     | 6–7(4–7), 6–4, 6–4, 6–3                  |
| Finalista | 2021 | US Open              | tvrdý  | Daniil Medveděv       | 4–6, 4–6, 4–6                            |
| Vítěz     | 2022 | Wimbledon (7)        | tráva  | Nick Kyrgios          | 4–6, 6–3, 6–4, 7–6(7–3)                  |
| Vítěz     | 2023 | Australian Open (10) | tvrdý  | Stefanos Tsitsipas    | 6–3, 7–6(7–4), 7–6(7–5)                  |
| Vítěz     | 2023 | French Open (3)      | antuka | Casper Ruud           | 7–6(7–1), 6–3, 7–5                       |
| Finalista | 2023 | Wimbledon            | tráva  | Carlos Alcaraz        | 6–1, 6–7(6–8), 1–6, 6–3, 4–6             |
| Vítěz     | 2023 | US Open (4)          | tvrdý  | Daniil Medveděv       | 6–3, 7–6(7–5), 6–3                       |
| Finalista | 2024 | Wimbledon            | tráva  | Carlos Alcaraz        | 2–6, 2–6, 6–7(4–7)                       |

|  | zisk nekalendářního Grand Slamu |

|  | prohra ve finále připravila Djokoviće o kalendářní Grand Slam |

## Účast na Turnaji mistrů
| Sezóna        | 2003           | 2004           | 2005           | 2006           | 2007 | 2008  | 2009 | 2010 | 2011 | 2012  | 2013  | 2014  | 2015  | 2016 | 2017 | 2018 | 2019 | 2020 | 2021 | 2022  | 2023  | 2024 | SR     | V–P   | %    |
| ------------- | -------------- | -------------- | -------------- | -------------- | ---- | ----- | ---- | ---- | ---- | ----- | ----- | ----- | ----- | ---- | ---- | ---- | ---- | ---- | ---- | ----- | ----- | ---- | ------ | ----- | ---- |
| Turnaj mistrů | nekvalifikován | nekvalifikován | nekvalifikován | nekvalifikován | ZS   | Vítěz | ZS   | SF   | ZS   | Vítěz | Vítěz | Vítěz | Vítěz | F    | DNQ  | F    | ZS   | SF   | SF   | Vítěz | Vítěz | A    | 7 / 16 | 50–18 | 74 % |

Vysvětlivky
1. ↑  Na ATP Finals 2024 kvalifikován a odhlášen pro zranění.

## Zápasy o olympijské medaile

### Mužská dvouhra: 4 (1 zlato, 1 bronz, 2 čtvrtá místa)
| Stav     | rok  | místo konání               | povrch | soupeř                | výsledek           |
| -------- | ---- | -------------------------- | ------ | --------------------- | ------------------ |
| Bronz    | 2008 | Peking, Čína               | tvrdý  | James Blake           | 6–3, 7–6(7–4)      |
| 4. místo | 2012 | Londýn, Spojené království | tráva  | Juan Martín del Potro | 5–7, 4–6           |
| 4. místo | 2020 | Tokio, Japonsko            | tvrdý  | Pablo Carreño Busta   | 4–6, 7–6(8–6), 3–6 |
| Zlato    | 2024 | Paříž, Francie             | antuka | Carlos Alcaraz        | 7–6(7–3), 7–6(7–2) |

### Smíšená čtyřhra: 1 (0–1)
| Stav     | rok  | místo konání    | povrch | spoluhráčka        | soupeři o bronz              | výsledek |
| -------- | ---- | --------------- | ------ | ------------------ | ---------------------------- | -------- |
| 4. místo | 2020 | Tokio, Japonsko | tvrdý  | Nina Stojanovićová | Ashleigh Bartyová John Peers | bez boje |

## Finále na okruhu ATP Tour

### Dvouhra: 143 (100–43)
| Legenda                       |
| ----------------------------- |
| Grand Slam (24–13)            |
| Olympijské hry (1–0)          |
| Turnaj mistrů (7–2)           |
| ATP Tour Masters 1000 (40–20) |
| ATP Tour 500 (15–3)           |
| ATP Tour 250 (13–5)           |

| Finále podle povrchu |
| -------------------- |
| tvrdý (71–23)        |
| antuka (21–14)       |
| tráva (8–6)          |
| koberec (0–0)        |

| Finále podle místa |
| ------------------ |
| venku (81–37)      |
| hala (19–6)        |

| Stav      | č.   | datum              | turnaj                                     | kategorie      | povrch    | soupeř ve finále      | výsledek                                 |
| --------- | ---- | ------------------ | ------------------------------------------ | -------------- | --------- | --------------------- | ---------------------------------------- |
| Vítěz     | 1.   | 17. června 2006    | Amersfoort, Nizozemsko                     | ATP 250        | antuka    | Nicolás Massú         | 7–6(7–5), 6–4                            |
| Finalista | 1.   | 30. července 2006  | Umag, Chorvatsko                           | ATP 250        | antuka    | Stanislas Wawrinka    | 6–6(3–1)skreč                            |
| Vítěz     | 2.   | 2. října 2006      | Mety, Francie                              | ATP 250        | tvrdý (h) | Jürgen Melzer         | 4–6, 6–3, 6–2                            |
| Vítěz     | 3.   | 1. ledna 2007      | Adelaide, Austrálie                        | ATP 250        | tvrdý     | Chris Guccione        | 6–3, 6–7(6–8), 6–4                       |
| Finalista | 2.   | 18. března 2007    | Indian Wells, Spojené státy                | ATP 1000       | tvrdý     | Rafael Nadal          | 2–6, 5–7                                 |
| Vítěz     | 4.   | 1. dubna 2007      | Miami, Spojené státy                       | ATP 1000       | tvrdý     | Guillermo Cañas       | 6–3, 6–2, 6–4                            |
| Vítěz     | 5.   | 29. dubna 2007     | Estoril, Portugalsko                       | ATP 250        | antuka    | Richard Gasquet       | 7–6(9–7), 0–6, 6–1                       |
| Vítěz     | 6.   | 12. srpna 2007     | Montréal, Kanada                           | ATP 1000       | tvrdý     | Roger Federer         | 7–6(7–2), 2–6, 7–6(7–2)                  |
| Finalista | 3.   | 9. září 2007       | US Open, New York, Spojené státy           | Grand Slam     | tvrdý     | Roger Federer         | 6–7(4–7), 6–7(2–7), 4–6                  |
| Vítěz     | 7.   | 14. října 2007     | Vídeň, Rakousko                            | ATP 500        | tvrdý (h) | Stanislas Wawrinka    | 6–4, 6–0                                 |
| Vítěz     | 8.   | 27. ledna 2008     | Australian Open, Melbourne, Austrálie      | Grand Slam     | tvrdý     | Jo-Wilfried Tsonga    | 4–6, 6–4, 6–3, 7–6(7–2)                  |
| Vítěz     | 9.   | 23. března 2008    | Indian Wells, Spojené státy                | ATP 1000       | tvrdý     | Mardy Fish            | 6–2, 5–7, 6–3                            |
| Vítěz     | 10.  | 11. května 2008    | Řím, Itálie                                | ATP 1000       | antuka    | Stanislas Wawrinka    | 4–6, 6–3, 6–3                            |
| Finalista | 4.   | 15. června 2008    | Queen's Club, Londýn, Spojené království   | ATP 250        | tráva     | Rafael Nadal          | 6–7(6–8), 5–7                            |
| Finalista | 5.   | 3. srpna 2008      | Cincinnati, Spojené státy                  | ATP 1000       | tvrdý     | Andy Murray           | 6–7(4–7), 6–7(5–7)                       |
| Finalista | 6.   | 28. září 2008      | Bangkok, Thajsko                           | ATP 250        | tvrdý (h) | Jo-Wilfried Tsonga    | 6–7(4–7), 4–6                            |
| Vítěz     | 11.  | 16. listopadu 2008 | Šanghaj, Čína                              | Turnaj mistrů  | tvrdý (h) | Nikolaj Davyděnko     | 6–1, 7–5                                 |
| Vítěz     | 12.  | 28. února 2009     | Dubaj, Spojené arabské emiráty             | ATP 500        | tvrdý     | David Ferrer          | 7–5, 6–3                                 |
| Finalista | 7.   | 5. dubna 2009      | Miami, Spojené státy                       | ATP 1000       | tvrdý     | Andy Murray           | 2–6, 5–7                                 |
| Finalista | 8    | 19. dubna 2009     | Monte Carlo, Monako                        | ATP 1000       | antuka    | Rafael Nadal          | 3–6, 6–2, 1–6                            |
| Finalista | 9.   | 3. května 2009     | Řím, Itálie                                | ATP 1000       | antuka    | Rafael Nadal          | 6–7(2–7), 2–6                            |
| Vítěz     | 13.  | 10. května 2009    | Bělehrad, Srbsko                           | ATP 250        | antuka    | Łukasz Kubot          | 6–3, 7–6(7–0)                            |
| Finalista | 10.  | 14. června 2009    | Halle, Německo                             | ATP 250        | tráva     | Tommy Haas            | 3–6, 7–6(7–4), 1–6                       |
| Finalista | 11.  | 23. srpna 2009     | Cincinnati, Spojené státy (2)              | ATP 1000       | tvrdý     | Roger Federer         | 1–6, 5–7                                 |
| Vítěz     | 14.  | 11. října 2009     | Peking, Čína                               | ATP 500        | tvrdý     | Marin Čilić           | 6–2, 7–6(7–4)                            |
| Vítěz     | 15.  | 8. listopadu 2009  | Basilej, Švýcarsko                         | ATP 500        | tvrdý (h) | Roger Federer         | 6–4, 4–6, 6–2                            |
| Vítěz     | 16.  | 15. listopadu 2009 | Paříž, Francie                             | ATP 1000       | tvrdý (h) | Gaël Monfils          | 6–2, 5–7, 7–6(7–3)                       |
| Vítěz     | 17.  | 27. února 2010     | Dubaj, Spojené arabské emiráty (2)         | ATP 500        | tvrdý     | Michail Južnyj        | 7–5, 5–7, 6–3                            |
| Finalista | 12.  | 12. září 2010      | US Open, New York, Spojené státy (2)       | Grand Slam     | tvrdý     | Rafael Nadal          | 4–6, 7–5, 4–6, 2–6                       |
| Vítěz     | 18.  | 10. října 2010     | Peking, Čína (2)                           | ATP 500        | tvrdý     | David Ferrer          | 6–2, 6–4                                 |
| Finalista | 13.  | 7. listopadu 2010  | Basilej, Švýcarsko                         | ATP 500        | tvrdý (h) | Roger Federer         | 4–6, 6–3, 1–6                            |
| Vítěz     | 19.  | 30. ledna 2011     | Australian Open, Melbourne, Austrálie (2)  | Grand Slam     | tvrdý     | Andy Murray           | 6–4, 6–2, 6–3                            |
| Vítěz     | 20.  | 26. února 2011     | Dubaj, Spojené arabské emiráty (3)         | ATP 500        | tvrdý     | Roger Federer         | 6–3, 6–3                                 |
| Vítěz     | 21.  | 20. března 2011    | Indian Wells, Spojené státy (2)            | ATP 1000       | tvrdý     | Rafael Nadal          | 4–6, 6–3, 6–2                            |
| Vítěz     | 22.  | 3. dubna 2011      | Miami, Spojené státy (2)                   | ATP 1000       | tvrdý     | Rafael Nadal          | 4–6, 6–3, 7–6(7–4)                       |
| Vítěz     | 23.  | 1. května 2011     | Bělehrad, Srbsko (2)                       | ATP 250        | antuka    | Feliciano López       | 7–6(7–4), 6–2                            |
| Vítěz     | 24.  | 8. května 2011     | Madrid, Španělsko                          | ATP 1000       | antuka    | Rafael Nadal          | 7–5, 6–4                                 |
| Vítěz     | 25.  | 15. května 2011    | Řím, Itálie (2)                            | ATP 1000       | antuka    | Rafael Nadal          | 6–4, 6–4                                 |
| Vítěz     | 26.  | 3. července 2011   | Wimbledon, Londýn, Spojené království      | Grand Slam     | tráva     | Rafael Nadal          | 6–4, 6–1, 1–6, 6–3                       |
| Vítěz     | 27.  | 14. srpna 2011     | Montréal, Kanada (2)                       | ATP 1000       | tvrdý     | Mardy Fish            | 6–2, 3–6, 6–4                            |
| Finalista | 14.  | 21. srpna 2011     | Cincinnati, Spojené státy (3)              | ATP 1000       | tvrdý     | Andy Murray           | 4–6, 0–3 skreč                           |
| Vítěz     | 28.  | 12. září 2011      | US Open, New York, Spojené státy           | Grand Slam     | tvrdý     | Rafael Nadal          | 6–2, 6–4, 6–7(3–7), 6–1                  |
| Vítěz     | 29.  | 29. ledna 2012     | Australian Open, Melbourne, Austrálie (3)  | Grand Slam     | tvrdý     | Rafael Nadal          | 5–7, 6–4, 6–2, 6–7(5–7), 7–5             |
| Vítěz     | 30.  | 1. dubna 2012      | Miami, Spojené státy (3)                   | ATP 1000       | tvrdý     | Andy Murray           | 6–1, 7–6(7–4)                            |
| Finalista | 15.  | 22. dubna 2012     | Monte Carlo, Monako (2)                    | ATP 1000       | antuka    | Rafael Nadal          | 3–6, 1–6                                 |
| Finalista | 17.  | 10. června 2012    | French Open, Paříž, Francie                | Grand Slam     | antuka    | Rafael Nadal          | 4–6, 3–6, 6–2, 5–7                       |
| Vítěz     | 31.  | 13. srpna 2012     | Toronto, Kanada (3)                        | ATP 1000       | tvrdý     | Richard Gasquet       | 6–3, 6–2                                 |
| Finalista | 18.  | 19. srpna 2012     | Cincinnati, Spojené státy (4)              | ATP 1000       | tvrdý     | Roger Federer         | 0–6, 6–7(7–9)                            |
| Finalista | 19.  | 9. září 2012       | US Open, New York, Spojené státy           | Grand Slam     | tvrdý     | Andy Murray           | 6–7(10–12), 5–7, 6–2, 6–3, 2–6           |
| Vítěz     | 32.  | 7. října 2012      | Peking, Čína (3)                           | ATP 500        | tvrdý     | Jo-Wilfried Tsonga    | 7–6(7–4), 6–2                            |
| Vítěz     | 33.  | 14. října 2012     | Šanghaj, Čína                              | ATP 1000       | tvrdý     | Andy Murray           | 5–7, 7–6(13–11), 6–3                     |
| Vítěz     | 34.  | 12. listopadu 2012 | Londýn, Spojené království (2)             | Turnaj mistrů  | tvrdý (h) | Roger Federer         | 7–6(8–6), 7–5                            |
| Vítěz     | 35.  | 27. ledna 2013     | Australian Open, Melbourne, Austrálie (4)  | Grand Slam     | tvrdý     | Andy Murray           | 6–7(2–7), 7–6(7–3), 6–3, 6–2             |
| Vítěz     | 36.  | 2. března 2013     | Dubaj, Spojené arabské emiráty (4)         | ATP 500        | tvrdý     | Tomáš Berdych         | 7–5, 6–3                                 |
| Vítěz     | 37.  | 20. dubna 2013     | Monte Carlo, Monako                        | ATP 1000       | antuka    | Rafael Nadal          | 6–2, 7–6(7–1)                            |
| Finalista | 20.  | 7. července 2013   | Wimbledon, Londýn, Spojené království      | Grand Slam     | tráva     | Andy Murray           | 4–6, 5–7, 4–6                            |
| Finalista | 21.  | 9. září 2013       | US Open, New York, Spojené státy           | Grand Slam     | tvrdý     | Rafael Nadal          | 2–6, 6–3, 4–6, 1–6                       |
| Vítěz     | 38.  | 6. října 2013      | Peking, Čína (4)                           | ATP 500        | tvrdý     | Rafael Nadal          | 6–3, 6–4                                 |
| Vítěz     | 39.  | 13. října 2013     | Šanghaj, Čína (2)                          | ATP 1000       | tvrdý     | Juan Martín del Potro | 6–1, 3–6, 7–6(7–3)                       |
| Vítěz     | 40.  | 3. listopadu 2013  | Paříž, Francie (2)                         | ATP 1000       | tvrdý (h) | David Ferrer          | 7–5, 7–5                                 |
| Vítěz     | 41.  | 10. listopadu 2013 | Londýn, Spojené království (3)             | Turnaj mistrů  | tvrdý (h) | Rafael Nadal          | 6–3, 6–4                                 |
| Vítěz     | 42.  | 16. března 2014    | Indian Wells, Spojené státy (3)            | ATP 1000       | tvrdý     | Roger Federer         | 3–6, 6–3, 7–6(7–3)                       |
| Vítěz     | 43.  | 30. březen 2014    | Miami, Spojené státy (4)                   | ATP 1000       | tvrdý     | Rafael Nadal          | 6–3, 6–3                                 |
| Vítěz     | 44.  | 18. května 2014    | Řím, Itálie (3)                            | ATP 1000       | antuka    | Rafael Nadal          | 4–6, 6–3, 6–3                            |
| Finalista | 22.  | 8. června 2014     | French Open, Paříž, Francie (2)            | Grand Slam     | antuka    | Rafael Nadal          | 6–3, 5–7, 2–6, 4–6                       |
| Vítěz     | 45.  | 6. července 2014   | Wimbledon, Londýn, Spojené království (2)  | Grand Slam     | tráva     | Roger Federer         | 6–7(7–9), 6–4, 7–6(7–4), 5–7, 6-4        |
| Vítěz     | 46.  | 5. října 2014      | Peking, Čína (5)                           | ATP 500        | tvrdý     | Tomáš Berdych         | 6–0, 6–2                                 |
| Vítěz     | 47.  | 2. listopadu 2014  | Paříž, Francie (3)                         | ATP 1000       | tvrdý (h) | Milos Raonic          | 6–2, 6–3                                 |
| Vítěz     | 48.  | 9. listopadu 2014  | Londýn, Spojené království (4)             | Turnaj mistrů  | tvrdý (h) | Roger Federer         | bez boje                                 |
| Vítěz     | 49.  | 1. února 2015      | Australian Open, Melbourne, Austrálie (5)  | Grand Slam     | tvrdý     | Andy Murray           | 7–6(7–5), 6–7(4–7), 6–3, 6–0             |
| Finalista | 23.  | 28. února 2015     | Dubaj, Spojené arabské emiráty             | ATP 500        | tvrdý     | Roger Federer         | 3–6, 5–7                                 |
| Vítěz     | 50.  | 22. března 2015    | Indian Wells, Spojené státy (4)            | ATP 1000       | tvrdý     | Roger Federer         | 6–3, 6–7(5–7), 6–2                       |
| Vítěz     | 51.  | 5. dubna 2015      | Miami, Spojené státy (5)                   | ATP 1000       | tvrdý     | Andy Murray           | 7–6(7–3), 4–6, 6–0                       |
| Vítěz     | 52.  | 19. dubna 2015     | Monte Carlo, Monako (2)                    | ATP 1000       | antuka    | Tomáš Berdych         | 7–5, 4–6, 6–3                            |
| Vítěz     | 53.  | 17. května 2015    | Řím, Itálie (4)                            | ATP 1000       | antuka    | Roger Federer         | 6–4, 6–3                                 |
| Finalista | 24.  | 7. června 2015     | French Open, Paříž, Francie (3)            | Grand Slam     | antuka    | Stan Wawrinka         | 6–4, 4–6, 3–6, 4–6                       |
| Vítěz     | 54.  | 12. července 2015  | Wimbledon, Londýn, Spojené království (3)  | Grand Slam     | tráva     | Roger Federer         | 7–6(7–1), 6–7(10–12), 6–4, 6–3           |
| Finalista | 25.  | 16. srpna 2015     | Montréal, Kanada                           | ATP 1000       | tvrdý     | Andy Murray           | 4–6, 6–4, 3–6                            |
| Finalista | 26.  | 23. srpna 2015     | Cincinnati, Spojené státy (5)              | ATP 1000       | tvrdý     | Roger Federer         | 6–7(1–7), 3–6                            |
| Vítěz     | 55.  | 13. září 2015      | US Open, New York, Spojené státy (2)       | Grand Slam     | tvrdý     | Roger Federer         | 6–4, 5–7, 6–4, 6–4                       |
| Vítěz     | 56.  | 11. října 2015     | Peking, Čína (6)                           | ATP 500        | tvrdý     | Rafael Nadal          | 6–2, 6–2                                 |
| Vítěz     | 57.  | 18. října 2015     | Šanghaj, Čína (3)                          | ATP 1000       | tvrdý     | Jo-Wilfred Tsonga     | 6–2, 6–4                                 |
| Vítěz     | 58.  | 8. listopadu 2015  | Paříž, Francie (4)                         | ATP 1000       | tvrdý (h) | Andy Murray           | 6–2, 6–4                                 |
| Vítěz     | 59.  | 22. listopadu 2015 | Londýn, Spojené království (5)             | Turnaj mistrů  | tvrdý (h) | Roger Federer         | 6–3, 6–4                                 |
| Vítěz     | 60.  | 9. ledna 2016      | Dauhá, Katar                               | ATP 250        | tvrdý     | Rafael Nadal          | 6–1, 6–2                                 |
| Vítěz     | 61.  | 31. ledna 2016     | Australian Open, Melbourne, Austrálie (6)  | Grand Slam     | tvrdý     | Andy Murray           | 6–1, 7–5, 7–6(7–3)                       |
| Vítěz     | 62.  | 20. března 2016    | Indian Wells, Spojené státy (5)            | ATP 1000       | tvrdý     | Milos Raonic          | 6–2, 6–0                                 |
| Vítěz     | 63.  | 3. dubna 2016      | Miami, Spojené státy                       | ATP 1000       | tvrdý     | Kei Nišikori          | 6–3, 6–3                                 |
| Vítěz     | 64.  | 8. května 2016     | Madrid, Španělsko (2)                      | ATP 1000       | antuka    | Andy Murray           | 6–2, 3–6, 6–3                            |
| Finalista | 27.  | 15. května 2016    | Řím, Itálie                                | ATP 1000       | antuka    | Andy Murray           | 3–6, 3–6                                 |
| Vítěz     | 65.  | 5. června 2016     | French Open, Paříž, Francie                | Grand Slam     | antuka    | Andy Murray           | 3–6, 6–1, 6–2, 6–4                       |
| Vítěz     | 66.  | 31. července 2016  | Toronto, Kanada                            | ATP 1000       | tvrdý     | Kei Nišikori          | 6–3, 7–5                                 |
| Finalista | 28.  | 11. září 2016      | US Open, New York, Spojené státy           | Grand Slam     | tvrdý     | Stan Wawrinka         | 7–6(7–1), 4–6, 5–7, 3–6                  |
| Finalista | 29.  | 20. listopadu 2016 | Londýn, Spojené království                 | Turnaj mistrů  | tvrdý (h) | Andy Murray           | 3–6, 4–6                                 |
| Vítěz     | 67.  | 7. ledna 2017      | Dauhá, Katar (2)                           | ATP 250        | tvrdý     | Andy Murray           | 6–3, 5–7, 6–4                            |
| Finalista | 30.  | 21. května 2017    | Řím, Itálie                                | ATP 1000       | antuka    | Alexander Zverev      | 4–6, 3–6                                 |
| Vítěz     | 68.  | 1. července 2017   | Eastbourne, Spojené království             | ATP 250        | tráva     | Gaël Monfils          | 6–3, 6–4                                 |
| Finalista | 31.  | 24. června 2018    | Queen's Club, Londýn, Spojené království   | ATP 500        | tráva     | Marin Čilić           | 7–5, 6–7(4–7), 3–6                       |
| Vítěz     | 69.  | 15. července 2018  | Wimbledon, Londýn, Spojené království (4)  | Grand Slam     | tráva     | Kevin Anderson        | 6–2, 6–2, 7–6(7–3)                       |
| Vítěz     | 70.  | 19. srpna 2018     | Cincinnati, Spojené státy                  | ATP 1000       | tvrdý     | Roger Federer         | 6–4, 6–4                                 |
| Vítěz     | 71.  | 9. září 2018       | US Open, New York, Spojené státy (3)       | Grand Slam     | tvrdý     | Juan Martín del Potro | 6–3, 7–6(7–4), 6–3                       |
| Vítěz     | 72.  | 14. října 2018     | Šanghaj, Čína (4)                          | ATP 1000       | tvrdý     | Borna Ćorić           | 6–3, 6–4                                 |
| Finalista | 32.  | 4. listopadu 2018  | Paříž, Francie                             | ATP 1000       | tvrdý (h) | Karen Chačanov        | 5–7, 4–6                                 |
| Finalista | 33.  | 18. listopadu 2018 | Londýn, Spojené království                 | Turnaj mistrů  | tvrdý (h) | Alexander Zverev      | 4–6, 3–6                                 |
| Vítěz     | 73.  | 27. ledna 2019     | Australian Open, Melbourne, Austrálie (7)  | Grand Slam     | tvrdý     | Rafael Nadal          | 6–3, 6–2, 6–3                            |
| Vítěz     | 74.  | 12. května 2019    | Madrid, Španělsko (3)                      | ATP 1000       | antuka    | Stefanos Tsitsipas    | 6–3, 6–4                                 |
| Finalista | 33.  | 19. května 2019    | Řím, Itálie                                | ATP 1000       | antuka    | Rafael Nadal          | 0–6, 6–4, 1–6                            |
| Vítěz     | 75.  | 14. července 2019  | Wimbledon, Londýn, Spojené království (5)  | Grand Slam     | tráva     | Roger Federer         | 7–6(7–5), 1–6, 7–6(7–4), 4–6, 13–12(7–3) |
| Vítěz     | 76.  | 6. října 2019      | Tokio, Japonsko                            | ATP 500        | tvrdý     | John Millman          | 6–3, 6–2                                 |
| Vítěz     | 77.  | 3. listopadu 2019  | Paříž, Francie (5)                         | ATP 1000       | tvrdý (h) | Denis Shapovalov      | 6–3, 6–4                                 |
| Vítěz     | 78.  | 2. února 2020      | Australian Open, Melbourne, Austrálie (8)  | Grand Slam     | tvrdý     | Dominic Thiem         | 6–4, 4–6, 2–6, 6–3, 6–4                  |
| Vítěz     | 79.  | 29. února 2020     | Dubaj, Spojené arabské emiráty (5)         | ATP 500        | tvrdý     | Stefanos Tsitsipas    | 6–3, 6–4                                 |
| Vítěz     | 80.  | 29. srpna 2020     | New York, Spojené státy                    | ATP 1000       | tvrdý     | Milos Raonic          | 1–6, 6–3, 6–4                            |
| Vítěz     | 81.  | 21. září 2020      | Řím, Itálie (5)                            | ATP 1000       | antuka    | Diego Schwartzman     | 7–5, 6–3                                 |
| Finalista | 35.  | 11. října 2020     | French Open, Paříž, Francie                | Grand Slam     | antuka    | Rafael Nadal          | 0–6, 2–6, 5–7                            |
| Vítěz     | 82.  | 21. února 2021     | Australian Open, Melbourne, Austrálie (9)  | Grand Slam     | tvrdý     | Daniil Medveděv       | 7–5, 6–2, 6–2                            |
| Finalista | 36.  | 16. května 2021    | Řím, Itálie                                | ATP 1000       | antuka    | Rafael Nadal          | 5–7, 6–1, 3–6                            |
| Vítěz     | 83.  | 29. května 2021    | Bělehrad, Srbsko                           | ATP 250        | antuka    | Alex Molčan           | 6–4, 6–3                                 |
| Vítěz     | 84.  | 13. června 2021    | French Open, Paříž, Francie (2)            | Grand Slam     | antuka    | Stefanos Tsitsipas    | 6–7(6–8), 2–6, 6–3, 6–2, 6–4             |
| Vítěz     | 85.  | 11. července 2021  | Wimbledon, Londýn, Spojené království (6)  | Grand Slam     | tráva     | Matteo Berrettini     | 6–7(4–7), 6–4, 6–4, 6–3                  |
| Finalista | 37.  | 12. září 2021      | US Open, New York, Spojené státy           | Grand Slam     | tvrdý     | Daniil Medveděv       | 4–6, 4–6, 4–6                            |
| Vítěz     | 86.  | 7. listopadu 2021  | Paříž, Francie (6)                         | ATP 1000       | tvrdý (h) | Daniil Medveděv       | 4–6, 6–3, 6–3                            |
| Finalista | 38.  | 24. dubna 2022     | Bělehrad, Srbsko                           | ATP 250        | antuka    | Andrej Rubljov        | 2–6, 7–6(7–4), 0–6                       |
| Vítěz     | 87.  | 15. května 2022    | Řím, Itálie (6)                            | ATP 1000       | antuka    | Stefanos Tsitsipas    | 6–0, 7–6(7–5)                            |
| Vítěz     | 88.  | 10. července 2022  | Wimbledon, Londýn, Spojené království (7)  | Grand Slam     | tráva     | Nick Kyrgios          | 4–6, 6–3, 6–4, 7–6(7–3)                  |
| Vítěz     | 89.  | 2. října 2022      | Tel Aviv, Izrael                           | ATP 250        | tvrdý (h) | Marin Čilić           | 6–3, 6–4                                 |
| Vítěz     | 90.  | 9. října 2022      | Astana, Kazachstán                         | ATP 500        | tvrdý (h) | Stefanos Tsitsipas    | 6–3, 6–4                                 |
| Finalista | 39.  | 6. listopadu 2022  | Paříž, Francie                             | ATP 1000       | tvrdý (h) | Holger Rune           | 6–3, 3–6, 5–7                            |
| Vítěz     | 91.  | 20. listopadu 2022 | Turín, Itálie (6)                          | Turnaj mistrů  | tvrdý (h) | Casper Ruud           | 7–5, 6–3                                 |
| Vítěz     | 92.  | 8. ledna 2023      | Adelaide, Austrálie                        | ATP 250        | tvrdý     | Sebastian Korda       | 6–7(8–10), 7–6(7–3), 6–4                 |
| Vítěz     | 93.  | 29. ledna 2023     | Australian Open, Melbourne, Austrálie (10) | Grand Slam     | tvrdý     | Stefanos Tsitsipas    | 6–3, 7–6(7–4), 7–6(7–5)                  |
| Vítěz     | 94.  | 10. června 2023    | French Open, Paříž, Francie (3)            | Grand Slam     | antuka    | Casper Ruud           | 7–6(7–1), 6–3, 7–5                       |
| Finalista | 40.  | 16. července 2023  | Wimbledon, Londýn, Spojené království      | Grand Slam     | tráva     | Carlos Alcaraz        | 6–1, 6–7(6–8), 1–6, 6–3, 4–6             |
| Vítěz     | 95.  | 20. srpna 2023     | Cincinnati, Spojené sttáy (3)              | ATP 1000       | tvrdý     | Carlos Alcaraz        | 5–7, 7–6(9–7), 7–6(7–4)                  |
| Vítěz     | 96.  | 10. září 2023      | US Open, New York, Spojené státy (4)       | Grand Slam     | tvrdý     | Daniil Medveděv       | 6–3, 7–6(7–5), 6–3                       |
| Vítěz     | 97.  | 5. listopadu 2023  | Paříž, Francie (7)                         | ATP 1000       | tvrdý (h) | Grigor Dimitrov       | 6–4, 6–3                                 |
| Vítěz     | 98.  | 19. listopadu 2023 | Turín, Itálie (7)                          | Turnaj mistrů  | tvrdý (h) | Jannik Sinner         | 6–3, 6–3                                 |
| Finalista | 41.  | 14. července 2024  | Wimbledon, Londýn, Spojené království      | Grand Slam     | tráva     | Carlos Alcaraz        | 2–6, 2–6, 6–7(4–7)                       |
| Vítěz     | 99.  | 4. srpna 2024      | Paříž, Francie                             | Olympijské hry | antuka    | Carlos Alcaraz        | 7–6(7–3), 7–6(7–2)                       |
| Finalista | 42.  | 13. října 2024     | Šanghaj, Čína                              | ATP 1000       | tvrdý     | Jannik Sinner         | 6–7(4–7), 3–6                            |
| Finalista | 43.  | 30. března 2025    | Miami, Spojené státy                       | ATP 1000       | tvrdý     | Jakub Menšík          | 6–7(4–7), 6–7(4–7)                       |
| Vítěz     | 100. | 24. května 2025    | Ženeva, Švýcarsko                          | ATP 250        | antuka    | Hubert Hurkacz        | 5–7, 7–6(7–2), 7–6(7–2)                  |

### Čtyřhra: 3 (1–2)
| Legenda                   |
| ------------------------- |
| Grand Slam (0)            |
| Turnaj mistrů (0)         |
| ATP Tour Masters 1000 (0) |
| ATP Tour 500 (0)          |
| ATP Tour 250 (1–2)        |

| Tituly podle povrchu |
| -------------------- |
| tvrdý (0–1)          |
| antuka (0–0)         |
| tráva (1–1)          |
| koberec (0–0)        |

| Tituly pode místa |
| ----------------- |
| venku (1–2)       |
| hala (0–0)        |

| Stav      | č. | datum           | turnaj                                   | kategorie | povrch | spoluhráč            | soupeři ve finále              | výsledek              |
| --------- | -- | --------------- | ---------------------------------------- | --------- | ------ | -------------------- | ------------------------------ | --------------------- |
| Finalista | 1. | 7. ledna 2007   | Adelaide, Austrálie                      | ATP 250   | tvrdý  | Radek Štěpánek       | Wesley Moodie Todd Perry       | 4–6, 6–3, [13–15]     |
| Vítěz     | 2. | 13. června 2010 | Queen's Club, Londýn, Spojené království | ATP 250   | tráva  | Jonatan Erlich       | Karol Beck David Škoch         | 6–7(6–8), 6–2, [10–3] |
| Finalista | 2. | červen 2021     | Mallorca, Španělsko                      | ATP 250   | tráva  | Carlos Gómez-Herrera | Simone Bolelli Máximo González | bez boje              |

## Finále soutěží družstev: 5 (2–3)
Zahrnuty jsou pouze finále za Srbsko; neuvedeny zápasy v evropském týmu Laver Cupu.
| Stav      | č. | soutěž                                            | povrch    | spoluhráči                                                 | soupeři ve finále                                                                           | výsledek      |
| --------- | -- | ------------------------------------------------- | --------- | ---------------------------------------------------------- | ------------------------------------------------------------------------------------------- | ------------- |
| Finalista | 1. | 4. ledna 2008 Hopman Cup Perth, Austrálie         | tvrdý (h) | Jelena Jankovićová                                         | Serena Williamsová Mardy Fish                                                               | 1–2           |
| Vítěz     | 1. | 3.–5. prosince 2010 Davis Cup Bělehrad, Srbsko    | tvrdý (h) | Nenad Zimonjić Janko Tipsarević Viktor Troicki             | Gaël Monfils Michaël Llodra Arnaud Clément Gilles Simon                                     | 3–2           |
| Finalista | 2. | 5. ledna 2013 Hopman Cup Perth, Austrálie         | tvrdý     | Ana Ivanovićová                                            | Anabel Medina Garriguesová Fernando Verdasco                                                | 1–2           |
| Finalista | 3. | 15.–17. listopadu 2013 Davis Cup Bělehrad, Srbsko | tvrdý (h) | Nenad Zimonjić Dušan Lajović Ilija Bozoljac                | Tomáš Berdych Radek Štěpánek Lukáš Rosol Jan Hájek                                          | 2–3 (detaily) |
| Vítěz     | 2. | 12. ledna 2020 ATP Cup Sydney, Austrálie          | tvrdý     | Dušan Lajović Nikola Milojević Viktor Troicki Nikola Ćaćić | Rafael Nadal Roberto Bautista Agut Pablo Carreño Busta Albert Ramos-Viñolas Feliciano López | 2–1           |

## Finále exhibic: 5 (4–1)
| Stav      | č. | datum             | turnaj                            | povrch | soupeř ve finále | výsledek           |
| --------- | -- | ----------------- | --------------------------------- | ------ | ---------------- | ------------------ |
| Vítěz     | 1. | 31. prosince 2011 | Abú Zabí, Spojené arabské emiráty | tvrdý  | David Ferrer     | 6–2, 6–1           |
| Vítěz     | 2. | 29. prosince 2012 | Abú Zabí, Spojené arabské emiráty | tvrdý  | Nicolás Almagro  | 6–7(4–7), 6–3, 6–4 |
| Vítěz     | 3. | 28. prosince 2013 | Abú Zabí, Spojené arabské emiráty | tvrdý  | David Ferrer     | 7–5, 6–2           |
| Vítěz     | 4. | 3. března 2014    | New York, Spojené státy           | tvrdý  | Andy Murray      | 6–3, 7–6(7–2)      |
| Finalista | 1. | 3. ledna 2015     | Abú Zabí, Spojené arabské emiráty | tvrdý  | Andy Murray      | nenastoupil        |

## Chronologie výsledků na Grand Slamu

### Dvouhra
| Turnaj          | 2003 | 2004 | 2005    | 2006    | 2007    | 2008    | 2009    | 2010 | 2011  | 2012  | 2013  | 2014  | 2015  | 2016    | 2017    | 2018    | 2019    | 2020    | 2021  | 2022  | 2023  | 2024    | 2025 | SR      | V–P    | %    |
| --------------- | ---- | ---- | ------- | ------- | ------- | ------- | ------- | ---- | ----- | ----- | ----- | ----- | ----- | ------- | ------- | ------- | ------- | ------- | ----- | ----- | ----- | ------- | ---- | ------- | ------ | ---- |
| Australian Open | A    | A    | 1. kolo | 1. kolo | 4. kolo | Vítěz   | ČF      | ČF   | Vítěz | Vítěz | Vítěz | ČF    | Vítěz | Vítěz   | 2. kolo | 4. kolo | Vítěz   | Vítěz   | Vítěz | A     | Vítěz | SF      | SF   | 10 / 20 | 99–10  | 91 % |
| French Open     | A    | A    | 2. kolo | ČF      | SF      | SF      | 3. kolo | ČF   | SF    | F     | SF    | F     | F     | Vítěz   | ČF      | ČF      | SF      | F       | Vítěz | ČF    | Vítěz | ČF      | SF   | 3 / 21  | 101–17 | 86 % |
| Wimbledon       | A    | A    | 3. kolo | 4. kolo | SF      | 2. kolo | ČF      | SF   | Vítěz | SF    | F     | Vítěz | Vítěz | 3. kolo | ČF      | Vítěz   | Vítěz   | NH      | Vítěz | Vítěz | F     | F       | SF   | 7 / 20  | 102–13 | 89 % |
| US Open         | A    | A    | 3. kolo | 3. kolo | F       | SF      | SF      | F    | Vítěz | F     | F     | SF    | Vítěz | F       | A       | Vítěz   | 4. kolo | 4. kolo | F     | A     | Vítěz | 3. kolo |      | 4 / 18  | 90–14  | 87 % |
| výhry–prohry    | 0–0  | 0–0  | 5–4     | 9–4     | 19–4    | 18–3    | 15–4    | 19–4 | 25–1  | 24–3  | 24–3  | 22–3  | 27–1  | 21–2    | 9–3     | 21–2    | 22–2    | 16–2    | 27–1  | 11–1  | 27–1  | 16–3    | 15–3 | 24 / 79 | 392–54 | 88 % |

Vysvětlivky
1. ↑  Na Australian Open 2022 nestartoval po zrušení víz a vyhoštění ze země jako neočkované osobě proti covidu-19
2. ↑  Před čtvrtfinále French Open  2011 odstoupil soupeř. Neodehrané utkání nebylo započítáno jako vyhraný zápas.
3. ↑  Před čtvrtfinále French Open  2024 odstoupil pro zranění pravého menisku. Neodehrané utkání nebylo započítáno jako prohraný zápas.
4. ↑  Wimbledon 2020 byl zrušen kvůli pandemii covidu-19.
5. ↑  Odstoupení de Minaura před čtvrtfinále Wimbledonu 2024 nebylo započítáno jako výhra.
6. ↑  Před druhým kolem US Open 2016 odstoupil soupeř. Neodehrané utkání nebylo započítáno jako vyhraný zápas.
7. ↑  Ve čtvrtém kole US Open 2020 byl diskvalifikován, když jím vystřelený míč mimo hru zasáhl čárovou rozhodčí.
8. ↑  Z US Open 2022 se odhlásil kvůli odepření vstupu do USA jako neočkované osobě proti covidu-19.

| Legenda | Legenda                                   | Legenda | Legenda                     |
| ------- | ----------------------------------------- | ------- | --------------------------- |
| SR      | poměr vyhraných turnajů ku všem odehraným | W–L V–P | výhry–prohry                |
| NH      | daný rok se turnaj nekonal                | A       | turnaje se hráč nezúčastnil |
| 1Q / LQ | prohra v (kole) kvalifikace               | 1k / 1R | prohra v daném kole turnaje |
| QF / ČF | prohra ve čtvrtfinále                     | SF      | prohra v semifinále         |
| F       | prohra ve finále                          | Vítěz   | vítězství v turnaji         |

## Postavení na žebříčku ATP

### Dvouhra
| Sezóna  | 2003 | 2004   | 2005   | 2006  | 2007  | 2008 | 2009 | 2010 | 2011 | 2012 | 2013 | 2014 | 2015 | 2016 | 2017  | 2018  | 2019 | 2020 | 2021 | 2022 | 2023 | 2024 | 2025 |
| Nejvýše | 660. | ▲ 184. | ▲ 75.  | ▲ 16. | ▲ 3.  | ▬ 3. | ▬ 3. | ▲ 2. | ▲ 1. | ▬ 1. | ▬ 1. | ▬ 1. | ▬ 1. | ▬ 1. | ▼ 2.  | ▲ 1.  | ▬ 1. | ▬ 1. | ▬ 1. | ▬ 1. | ▬ 1. | ▬ 1. | ▼ 5. |
| Nejníže | 774. | ▲ 681. | ▲ 188. | ▲ 81. | ▲ 16. | ▲ 3. | ▼ 4. | ▲ 3. | ▬ 3. | ▲ 2. | ▬ 2. | ▬ 2. | ▲ 1. | ▼ 2. | ▼ 12. | ▼ 22. | ▲ 2. | ▬ 2. | ▲ 1. | ▼ 8. | ▲ 5. | ▼ 7. | ▬ 7. |
| Konečný | 676. | ▲ 187. | ▲ 83.  | ▲ 16. | ▲ 3.  | ▬ 3. | ▬ 3. | ▬ 3. | ▲ 1. | ▬ 1. | ▼ 2. | ▲ 1. | ▬ 1. | ▼ 2. | ▼ 12. | ▲ 1.  | ▼ 2. | ▲ 1. | ▬ 1. | ▼ 5. | ▲ 1. | ▼ 7. |      |

### Čtyřhra
| Sezóna  | 2003  | 2004   | 2005   | 2006   | 2007   | 2008   | 2009   | 2010   | 2011   | 2012 | 2013   | 2014   | 2015   | 2016 | 2017   | 2018   | 2019   | 2020   | 2021   | 2022 | 2023 | 2024 |
| Konečný | 1672. | ▲ 381. | ▼ 694. | ▲ 303. | ▲ 145. | ▼ 586. | ▲ 114. | ▼ 163. | ▼ 240. | —    | ▲ 572. | ▲ 569. | ▲ 125. | —    | ▲ 233. | ▼ 268. | ▲ 139. | ▼ 158. | ▼ 255. | —    | —    | —    |